# Ordre de bataille français lors de la bataille de Leipzig (1813)
Pour un article plus général, voir Bataille de Leipzig (1813).
L'ordre de bataille de la Coalition lors de la bataille de Leipzig détaille les différentes forces militaires de l'Empire français ayant participé ou étant présentes sur le champ de bataille de Leipzig entre le 16 et le 19 octobre 1813, ainsi que leur organisation pendant la bataille.
C'est la plus grande armée française jamais commandée sur un même champ de bataille (jusqu'à la première Guerre mondiale) : 153 779 fantassins, 36 361 cavaliers et 778 canons servis par 11 035 canonniers et 7 403 hommes d'équipages, soit un total de 208 578 hommes réunis sous le Commandement en chef de l'empereur Napoléon. À cela s'ajoute 3 275 sapeurs ou ouvriers et 1 776 gendarmes, soit 5 051 hommes non comptés comme forces combattantes.
Les forces de l'Empire regroupe la France et plusieurs États satellites : Royaume d'Italie, Royaume de Saxe, Duché de Varsovie (Pologne), Royaume de Westphalie, Royaume de Naples, Duché de Bade, Grand-duché de Hesse, Royaume de Wurtemberg, Royaume de Bavière, et Espagne.
- Empire français : 125 708 fantassins, 28 294 cavaliers, 624 canons servis par environ 15 928 canonniers ou hommes du Train soit un total de 169 930 hommes (81,7 % des forces)
- Royaume d'Italie : 4 463 fantassins, 540 cavaliers, 26 canons servis par 478 canonniers ou hommes du Train soit un total de 5 481 hommes (2,6 %)
- Royaume de Saxe : 4 369 fantassins, 1 084 cavaliers, 39 canons servis par 665 canonniers ou hommes du Train soit un total de 6 118 hommes (2,9 %)
- Duché de Varsovie (Pologne) : 7 706 fantassins, 4 978 cavaliers, 48 canons servis par 774 canonniers ou hommes du Train soit un total de 13 458 hommes (6,5 %)
- Royaume de Westphalie : 1 691 fantassins, 92 cavaliers, 12 canons servis par 156 canonniers ou hommes du Train soit un total de 1 939 hommes (0,9 %)
- Royaume de Naples : 1 185 fantassins, 254 cavaliers, 6 canons servis par 78 canonniers ou hommes du Train soit un total de 1 517 hommes (0,7 %)
- Duché de Bade : 4 467 fantassins, 0 cavaliers, 8 canons servis par 159 canonniers ou hommes du Train soit un total de 4 626 hommes (2,2 %)
- Grand-duché de Hesse : 2 555 fantassins, 0 cavaliers, 3 canons servis par 40 canonniers ou hommes du Train soit un total de 2 590 hommes (1,2 %)
- Royaume de Wurtemberg : 800 fantassins, 1 119 cavaliers, 12 canons servis par 160 canonniers ou hommes du Train soit un total de 2 079 hommes (1,0 %)
- Royaume de Bavière : 505 fantassins, 0 cavaliers, 0 canons servis par 0 canonniers ou hommes du Train soit un total de 505 hommes (0,2 %)
- Espagne : 330 fantassins, 0 cavaliers, 0 canons servis par 0 canonniers ou hommes du Train soit un total de 330 hommes (0,1 %)

## Garde Impériale
| Corps                                                                                               | Division                                                                             | Brigade                                 | Régiment                                                               | Unités                         | Force |
| --------------------------------------------------------------------------------------------------- | ------------------------------------------------------------------------------------ | --------------------------------------- | ---------------------------------------------------------------------- | ------------------------------ | ----- |
| Infanterie de la Vieille Garde Impériale - Maréchal Mortier - 10 819 hommes - 24 canons, 8 obusiers | 1re division - général Friant - 6 155 hommes - 12 canons, 4 obusiers                 | 1re Brigade - Christiani                | 1er régiment de chasseurs à pied de la Garde                           | 1er et 2e bataillons           | 1 525 |
| Infanterie de la Vieille Garde Impériale - Maréchal Mortier - 10 819 hommes - 24 canons, 8 obusiers | 1re division - général Friant - 6 155 hommes - 12 canons, 4 obusiers                 | 1re Brigade - Christiani                | 2e régiment de chasseurs à pied de la Garde                            | 1er et 2e bataillons           | 1 525 |
| Infanterie de la Vieille Garde Impériale - Maréchal Mortier - 10 819 hommes - 24 canons, 8 obusiers | 1re division - général Friant - 6 155 hommes - 12 canons, 4 obusiers                 | 2e brigade - Michel                     | 1er régiment de grenadiers à pied de la Garde                          | 1er et 2e bataillons           | 1 525 |
| Infanterie de la Vieille Garde Impériale - Maréchal Mortier - 10 819 hommes - 24 canons, 8 obusiers | 1re division - général Friant - 6 155 hommes - 12 canons, 4 obusiers                 | 2e brigade - Michel                     | 2e Régiment de grenadiers à pied de la Garde                           | 1er et 2e Bataillon            | 1 525 |
| Infanterie de la Vieille Garde Impériale - Maréchal Mortier - 10 819 hommes - 24 canons, 8 obusiers | 1re division - général Friant - 6 155 hommes - 12 canons, 4 obusiers                 | Artillerie et train                     | 1er régiment d'artillerie à pied de la Vieille Garde                   | 1re et 2e compagnie            | 16    |
| Infanterie de la Vieille Garde Impériale - Maréchal Mortier - 10 819 hommes - 24 canons, 8 obusiers | 1re division - général Friant - 6 155 hommes - 12 canons, 4 obusiers                 | Artillerie et train                     | 1er bataillon du Train de la Garde                                     | 6e compagnie                   | 55    |
| Infanterie de la Vieille Garde Impériale - Maréchal Mortier - 10 819 hommes - 24 canons, 8 obusiers | 2e division - Général Curial - 4 664 hommes - 12 canons, 4 obusiers                  | 1re brigade - Rousseau                  | 1er Régiment de fusiliers-grenadiers de la Garde                       | 1er et 2e Bataillon            | 1 012 |
| Infanterie de la Vieille Garde Impériale - Maréchal Mortier - 10 819 hommes - 24 canons, 8 obusiers | 2e division - Général Curial - 4 664 hommes - 12 canons, 4 obusiers                  | 1re brigade - Rousseau                  | 2e Régiment de fusiliers-grenadiers de la Garde                        | 1er et 2e Bataillon            | 1 012 |
| Infanterie de la Vieille Garde Impériale - Maréchal Mortier - 10 819 hommes - 24 canons, 8 obusiers | 2e division - Général Curial - 4 664 hommes - 12 canons, 4 obusiers                  | 1re brigade - Rousseau                  | Régiment des Vélites de Turin (Italie)                                 | 1 bataillon                    | 506   |
| Infanterie de la Vieille Garde Impériale - Maréchal Mortier - 10 819 hommes - 24 canons, 8 obusiers | 2e division - Général Curial - 4 664 hommes - 12 canons, 4 obusiers                  | 1re brigade - Rousseau                  | Régiment des Vélites de Florence (Italie)                              | 1 bataillon                    | 506   |
| Infanterie de la Vieille Garde Impériale - Maréchal Mortier - 10 819 hommes - 24 canons, 8 obusiers | 2e division - Général Curial - 4 664 hommes - 12 canons, 4 obusiers                  | 2e brigade - Rottembourg                | Régiment de grenadiers du Corps de la Garde (Saxe)                     | 1 bataillon                    | 506   |
| Infanterie de la Vieille Garde Impériale - Maréchal Mortier - 10 819 hommes - 24 canons, 8 obusiers | 2e division - Général Curial - 4 664 hommes - 12 canons, 4 obusiers                  | 2e brigade - Rottembourg                | Régiment des Gardes (Westphalie)                                       | 1 bataillon                    | 506   |
| Infanterie de la Vieille Garde Impériale - Maréchal Mortier - 10 819 hommes - 24 canons, 8 obusiers | 2e division - Général Curial - 4 664 hommes - 12 canons, 4 obusiers                  | 2e brigade - Rottembourg                | Garde Polonaise (Pologne)                                              | 1 bataillon                    | 506   |
| Infanterie de la Vieille Garde Impériale - Maréchal Mortier - 10 819 hommes - 24 canons, 8 obusiers | 2e division - Général Curial - 4 664 hommes - 12 canons, 4 obusiers                  | Artillerie et Train                     | 1er régiment d'artillerie à pied de la Garde impériale                 | 10e et 14e compagnie           | 16    |
| Infanterie de la Vieille Garde Impériale - Maréchal Mortier - 10 819 hommes - 24 canons, 8 obusiers | 2e division - Général Curial - 4 664 hommes - 12 canons, 4 obusiers                  | Artillerie et Train                     | 1er bataillon du Train de la Garde                                     | 2e et 3e compagnie             | 110   |
| Corps de la Jeune Garde – Maréchal Oudinot - 21 752 hommes - 72 canons, 24 obusiers                 | 1re division – Général Pacthod - 6 040 hommes - 18 canons, 6 obusiers                | 1re Brigade - Lacoste                   | 1er régiment de Voltigeurs de la Garde                                 | 1er et 2e bataillons           | 970   |
| Corps de la Jeune Garde – Maréchal Oudinot - 21 752 hommes - 72 canons, 24 obusiers                 | 1re division – Général Pacthod - 6 040 hommes - 18 canons, 6 obusiers                | 1re Brigade - Lacoste                   | 2e régiment de voltigeurs de la Garde                                  | 1er et 2e Bataillon            | 970   |
| Corps de la Jeune Garde – Maréchal Oudinot - 21 752 hommes - 72 canons, 24 obusiers                 | 1re division – Général Pacthod - 6 040 hommes - 18 canons, 6 obusiers                | 2e Brigade - Couloumy                   | 3e Régiment de Voltigeurs de la Garde                                  | 1er et 2e Bataillon            | 970   |
| Corps de la Jeune Garde – Maréchal Oudinot - 21 752 hommes - 72 canons, 24 obusiers                 | 1re division – Général Pacthod - 6 040 hommes - 18 canons, 6 obusiers                | 2e Brigade - Couloumy                   | 4e Régiment de Voltigeurs de la Garde                                  | 1er et 2e Bataillon            | 970   |
| Corps de la Jeune Garde – Maréchal Oudinot - 21 752 hommes - 72 canons, 24 obusiers                 | 1re division – Général Pacthod - 6 040 hommes - 18 canons, 6 obusiers                | 3e Brigade - Gros                       | 11e Régiment de Voltigeurs de la Garde                                 | 1er et 2e Bataillon            | 970   |
| Corps de la Jeune Garde – Maréchal Oudinot - 21 752 hommes - 72 canons, 24 obusiers                 | 1re division – Général Pacthod - 6 040 hommes - 18 canons, 6 obusiers                | 3e Brigade - Gros                       | 11e Régiment de Tirailleurs de la Garde                                | 1er et 2e Bataillon            | 970   |
| Corps de la Jeune Garde – Maréchal Oudinot - 21 752 hommes - 72 canons, 24 obusiers                 | 1re division – Général Pacthod - 6 040 hommes - 18 canons, 6 obusiers                | Artillerie et Train                     | 1er régiment d'artillerie à pied de la Garde impériale                 | 1re, 2e et 8e compagnie        | 24    |
| Corps de la Jeune Garde – Maréchal Oudinot - 21 752 hommes - 72 canons, 24 obusiers                 | 1re division – Général Pacthod - 6 040 hommes - 18 canons, 6 obusiers                | Artillerie et Train                     | 1er bataillon du Train de la Garde                                     | 4e compagnie                   | 55    |
| Corps de la Jeune Garde – Maréchal Oudinot - 21 752 hommes - 72 canons, 24 obusiers                 | 1re division – Général Pacthod - 6 040 hommes - 18 canons, 6 obusiers                | Artillerie et Train                     | 2e bataillon du Train de la Garde                                      | 3e compagnie                   | 55    |
| Corps de la Jeune Garde – Maréchal Oudinot - 21 752 hommes - 72 canons, 24 obusiers                 | 1re division – Général Pacthod - 6 040 hommes - 18 canons, 6 obusiers                | Artillerie et Train                     | Train des équipages de la Garde                                        | 1re compagnie                  | 55    |
| Corps de la Jeune Garde – Maréchal Oudinot - 21 752 hommes - 72 canons, 24 obusiers                 | 1re division – Général Pacthod - 6 040 hommes - 18 canons, 6 obusiers                | Artillerie et Train                     | 5e Bataillon des Sapeurs de la Garde                                   | 2e compagnie                   | 55    |
| Corps de la Jeune Garde – Maréchal Oudinot - 21 752 hommes - 72 canons, 24 obusiers                 | 2e Division - général Barrois - 5 460 hommes - 18 canons, 6 obusiers                 | 1re Brigade - Poret de Morvan           | 1er Régiment de Tirailleurs de la Garde                                | 1er et 2e Bataillon            | 875   |
| Corps de la Jeune Garde – Maréchal Oudinot - 21 752 hommes - 72 canons, 24 obusiers                 | 2e Division - général Barrois - 5 460 hommes - 18 canons, 6 obusiers                 | 1re Brigade - Poret de Morvan           | 2e Régiment de Tirailleurs de la Garde                                 | 1er et 2e Bataillon            | 875   |
| Corps de la Jeune Garde – Maréchal Oudinot - 21 752 hommes - 72 canons, 24 obusiers                 | 2e Division - général Barrois - 5 460 hommes - 18 canons, 6 obusiers                 | 1re Brigade - Poret de Morvan           | 3e Régiment de Tirailleurs de la Garde                                 | 1er et 2e Bataillon            | 875   |
| Corps de la Jeune Garde – Maréchal Oudinot - 21 752 hommes - 72 canons, 24 obusiers                 | 2e Division - général Barrois - 5 460 hommes - 18 canons, 6 obusiers                 | 2e Brigade - Dulong                     | 4e Régiment de Tirailleurs de la Garde                                 | 1er et 2e Bataillon            | 875   |
| Corps de la Jeune Garde – Maréchal Oudinot - 21 752 hommes - 72 canons, 24 obusiers                 | 2e Division - général Barrois - 5 460 hommes - 18 canons, 6 obusiers                 | 2e Brigade - Dulong                     | 5e Régiment de Tirailleurs de la Garde                                 | 1er et 2e Bataillon            | 875   |
| Corps de la Jeune Garde – Maréchal Oudinot - 21 752 hommes - 72 canons, 24 obusiers                 | 2e Division - général Barrois - 5 460 hommes - 18 canons, 6 obusiers                 | 2e Brigade - Dulong                     | 6e Régiment de Tirailleurs de la Garde                                 | 1er et 2e Bataillon            | 875   |
| Corps de la Jeune Garde – Maréchal Oudinot - 21 752 hommes - 72 canons, 24 obusiers                 | 2e Division - général Barrois - 5 460 hommes - 18 canons, 6 obusiers                 | Artillerie et Train                     | 1er régiment d'artillerie à pied de la Garde impériale                 | 3e, 4e et 12e compagnie        | 24    |
| Corps de la Jeune Garde – Maréchal Oudinot - 21 752 hommes - 72 canons, 24 obusiers                 | 2e Division - général Barrois - 5 460 hommes - 18 canons, 6 obusiers                 | Artillerie et Train                     | 1er bataillon du Train de la Garde                                     | 9e compagnie                   | 55    |
| Corps de la Jeune Garde – Maréchal Oudinot - 21 752 hommes - 72 canons, 24 obusiers                 | 2e Division - général Barrois - 5 460 hommes - 18 canons, 6 obusiers                 | Artillerie et Train                     | 2e bataillon du Train de la Garde                                      | 9e compagnie                   | 55    |
| Corps de la Jeune Garde – Maréchal Oudinot - 21 752 hommes - 72 canons, 24 obusiers                 | 2e Division - général Barrois - 5 460 hommes - 18 canons, 6 obusiers                 | Artillerie et Train                     | Train des équipages de la Garde                                        | 7e compagnie                   | 55    |
| Corps de la Jeune Garde – Maréchal Oudinot - 21 752 hommes - 72 canons, 24 obusiers                 | 2e Division - général Barrois - 5 460 hommes - 18 canons, 6 obusiers                 | Artillerie et Train                     | 7e Bataillon des Sapeurs de la Garde                                   | 3e compagnie                   | 55    |
| Corps de la Jeune Garde – Maréchal Oudinot - 21 752 hommes - 72 canons, 24 obusiers                 | 3e Division – général Decouz - 4 731 hommes - 18 canons, 6 obusiers                  | 1re Brigade - Boyer de Rebeval          | 5e Régiment de Voltigeurs de la Garde                                  | 1er et 2e Bataillon            | 780   |
| Corps de la Jeune Garde – Maréchal Oudinot - 21 752 hommes - 72 canons, 24 obusiers                 | 3e Division – général Decouz - 4 731 hommes - 18 canons, 6 obusiers                  | 1re Brigade - Boyer de Rebeval          | 6e Régiment de Voltigeurs de la Garde                                  | 1er et 2e Bataillon            | 780   |
| Corps de la Jeune Garde – Maréchal Oudinot - 21 752 hommes - 72 canons, 24 obusiers                 | 3e Division – général Decouz - 4 731 hommes - 18 canons, 6 obusiers                  | 1re Brigade - Boyer de Rebeval          | 7e Régiment de Voltigeurs de la Garde                                  | 1er et 2e Bataillon            | 780   |
| Corps de la Jeune Garde – Maréchal Oudinot - 21 752 hommes - 72 canons, 24 obusiers                 | 3e Division – général Decouz - 4 731 hommes - 18 canons, 6 obusiers                  | 2e Brigade - Pelet                      | 8e Régiment de Voltigeurs de la Garde                                  | 1er et 2e Bataillon            | 780   |
| Corps de la Jeune Garde – Maréchal Oudinot - 21 752 hommes - 72 canons, 24 obusiers                 | 3e Division – général Decouz - 4 731 hommes - 18 canons, 6 obusiers                  | 2e Brigade - Pelet                      | 9e Régiment de Voltigeurs de la Garde                                  | 1er et 2e Bataillon            | 780   |
| Corps de la Jeune Garde – Maréchal Oudinot - 21 752 hommes - 72 canons, 24 obusiers                 | 3e Division – général Decouz - 4 731 hommes - 18 canons, 6 obusiers                  | 2e Brigade - Pelet                      | 7e Régiment de Tirailleurs de la Garde                                 | 1er et 2e Bataillon            | 780   |
| Corps de la Jeune Garde – Maréchal Oudinot - 21 752 hommes - 72 canons, 24 obusiers                 | 3e Division – général Decouz - 4 731 hommes - 18 canons, 6 obusiers                  | Artillerie et Train                     | 1er régiment d'artillerie à pied de la Garde impériale                 | 9e, 11e et 13e compagnie       | 24    |
| Corps de la Jeune Garde – Maréchal Oudinot - 21 752 hommes - 72 canons, 24 obusiers                 | 3e Division – général Decouz - 4 731 hommes - 18 canons, 6 obusiers                  | Artillerie et Train                     | Train des équipages de la Garde                                        | 7e compagnie                   | 55    |
| Corps de la Jeune Garde – Maréchal Oudinot - 21 752 hommes - 72 canons, 24 obusiers                 | 4e Division – général Roguet - 5 521 hommes - 18 canons, 6 obusiers                  | 1re Brigade - Flamand                   | Régiment des flanqueurs-chasseurs de la Garde                          | 1er et 2e Bataillon            | 1 082 |
| Corps de la Jeune Garde – Maréchal Oudinot - 21 752 hommes - 72 canons, 24 obusiers                 | 4e Division – général Roguet - 5 521 hommes - 18 canons, 6 obusiers                  | 1re Brigade - Flamand                   | Régiment des flanqueurs-grenadiers de la Garde                         | 1er et 2e Bataillon            | 1 082 |
| Corps de la Jeune Garde – Maréchal Oudinot - 21 752 hommes - 72 canons, 24 obusiers                 | 4e Division – général Roguet - 5 521 hommes - 18 canons, 6 obusiers                  | 2e Brigade - Marguet                    | 8e Régiment de Tirailleurs de la Garde                                 | 1er et 2e Bataillon            | 1 082 |
| Corps de la Jeune Garde – Maréchal Oudinot - 21 752 hommes - 72 canons, 24 obusiers                 | 4e Division – général Roguet - 5 521 hommes - 18 canons, 6 obusiers                  | 2e Brigade - Marguet                    | 9e Régiment de Tirailleurs de la Garde                                 | 1er et 2e Bataillon            | 1 082 |
| Corps de la Jeune Garde – Maréchal Oudinot - 21 752 hommes - 72 canons, 24 obusiers                 | 4e Division – général Roguet - 5 521 hommes - 18 canons, 6 obusiers                  | 2e Brigade - Marguet                    | 10e Régiment de Tirailleurs de la Garde                                | 1er et 2e Bataillon            | 1 082 |
| Corps de la Jeune Garde – Maréchal Oudinot - 21 752 hommes - 72 canons, 24 obusiers                 | 4e Division – général Roguet - 5 521 hommes - 18 canons, 6 obusiers                  | Artillerie et Train                     | 1er régiment d'artillerie à pied de la Garde impériale                 | 5e, 6e et 7e compagnie         | 24    |
| Corps de la Jeune Garde – Maréchal Oudinot - 21 752 hommes - 72 canons, 24 obusiers                 | 4e Division – général Roguet - 5 521 hommes - 18 canons, 6 obusiers                  | Artillerie et Train                     | 2e Bataillon du Train de la Garde                                      | 1re et 2e compagnie            | 110   |
| Cavalerie de la Garde - général de Nansouty                                                         | 1re Division - général d'Ornano - 1 556 cavaliers - 4 canons, 2 obusiers             | 1re Brigade - Colbert                   | Régiment de chevau-légers de Berg                                      | 6 escadrons                    | 448   |
| Cavalerie de la Garde - général de Nansouty                                                         | 1re Division - général d'Ornano - 1 556 cavaliers - 4 canons, 2 obusiers             | 1re Brigade - Colbert                   | Lanciers rouges de la Garde impériale                                  | 10 escadrons                   | 794   |
| Cavalerie de la Garde - général de Nansouty                                                         | 1re Division - général d'Ornano - 1 556 cavaliers - 4 canons, 2 obusiers             | 2e Brigade - Pinteville                 | Dragons de la Garde impériale                                          | 5e et 6e escadrons             | 241   |
| Cavalerie de la Garde - général de Nansouty                                                         | 1re Division - général d'Ornano - 1 556 cavaliers - 4 canons, 2 obusiers             | Artillerie et train                     | Artillerie à Cheval de la Vieille Garde                                | 6e compagnie                   | 6     |
| Cavalerie de la Garde - général de Nansouty                                                         | 1re Division - général d'Ornano - 1 556 cavaliers - 4 canons, 2 obusiers             | Artillerie et train                     | 11e bataillon du Train de la Garde                                     | 5e compagnie                   | 73    |
| Cavalerie de la Garde - général de Nansouty                                                         | 2e Division - général Lefebvre des Nouettes - 1 630 cavaliers - 4 canons, 2 obusiers | 1re brigade - Krasinski                 | Lanciers polonais de la Garde impériale                                | 4e, 5e, 6e et 7e escadrons     | 578   |
| Cavalerie de la Garde - général de Nansouty                                                         | 2e Division - général Lefebvre des Nouettes - 1 630 cavaliers - 4 canons, 2 obusiers | 1re brigade - Krasinski                 | Régiment des Chasseurs à Cheval                                        | 6, 7, 8 et 9e escadrons        | 666   |
| Cavalerie de la Garde - général de Nansouty                                                         | 2e Division - général Lefebvre des Nouettes - 1 630 cavaliers - 4 canons, 2 obusiers | 2e Brigade - Castex                     | Régiment des Grenadiers à Cheval                                       | 5e et 6e escadrons             | 307   |
| Cavalerie de la Garde - général de Nansouty                                                         | 2e Division - général Lefebvre des Nouettes - 1 630 cavaliers - 4 canons, 2 obusiers | Artillerie et Train                     | Artillerie à Cheval de la Vieille Garde                                | 5e compagnie                   | 6     |
| Cavalerie de la Garde - général de Nansouty                                                         | 2e Division - général Lefebvre des Nouettes - 1 630 cavaliers - 4 canons, 2 obusiers | Artillerie et Train                     | 10e bataillon du Train                                                 | 6e compagnie                   | 79    |
| Cavalerie de la Garde - général de Nansouty                                                         | 3e Division - général Walther - 4 270 hommes - 8 canons, 4 obusiers                  | 1re Brigade - Lion                      | 1er Régiment de Chevau-Légers Lanciers de la Garde Impériale (Pologne) | 1er, 2e et 3e escadrons        | 572   |
| Cavalerie de la Garde - général de Nansouty                                                         | 3e Division - général Walther - 4 270 hommes - 8 canons, 4 obusiers                  | 1re Brigade - Lion                      | 4e régiment de Gardes d'honneur                                        | 2 escadrons                    | 202   |
| Cavalerie de la Garde - général de Nansouty                                                         | 3e Division - général Walther - 4 270 hommes - 8 canons, 4 obusiers                  | 1re Brigade - Lion                      | Régiment de chasseurs à Cheval                                         | 1, 2, 3, 4, 5 et 10e escadrons | 922   |
| Cavalerie de la Garde - général de Nansouty                                                         | 3e Division - général Walther - 4 270 hommes - 8 canons, 4 obusiers                  | 1re Brigade - Lion                      | 1er régiment de Gardes d'honneur                                       | 1 et 2e escadrons              | 284   |
| Cavalerie de la Garde - général de Nansouty                                                         | 3e Division - général Walther - 4 270 hommes - 8 canons, 4 obusiers                  | 2e Brigade - Letort                     | Dragons de la Garde impériale                                          | 1, 2, 3 et 4e escadrons        | 792   |
| Cavalerie de la Garde - général de Nansouty                                                         | 3e Division - général Walther - 4 270 hommes - 8 canons, 4 obusiers                  | 2e Brigade - Letort                     | 2e régiment de Gardes d'honneur                                        | 1er et 2e escadrons            | 261   |
| Cavalerie de la Garde - général de Nansouty                                                         | 3e Division - général Walther - 4 270 hommes - 8 canons, 4 obusiers                  | 3e Brigade - Laferrière                 | Régiment de grenadiers à Cheval                                        | 1, 2, 3 et 4e escadrons        | 938   |
| Cavalerie de la Garde - général de Nansouty                                                         | 3e Division - général Walther - 4 270 hommes - 8 canons, 4 obusiers                  | 3e Brigade - Laferrière                 | 3e Régiment de Gardes d'honneur                                        | 1er escadron                   | 154   |
| Cavalerie de la Garde - général de Nansouty                                                         | 3e Division - général Walther - 4 270 hommes - 8 canons, 4 obusiers                  | Artillerie et Train                     | Artillerie à Cheval de la Vieille Garde                                | 3e et 4e compagnies            | 12    |
| Cavalerie de la Garde - général de Nansouty                                                         | 3e Division - général Walther - 4 270 hommes - 8 canons, 4 obusiers                  | Artillerie et Train                     | 12e bataillon du Train                                                 | 3e et 4e compagnies            | 145   |
| Parc et Génie de la Garde - Général Dulauloy - 3 911 hommes - 38 canons, 12 obusiers                | Artillerie                                                                           |                                         | 1er régiment d'artillerie à pied de la Vieille Garde                   | 3, 4, 5 et 6e compagnies       | 32    |
| Parc et Génie de la Garde - Général Dulauloy - 3 911 hommes - 38 canons, 12 obusiers                | Artillerie                                                                           | Artillerie à cheval de la Vieille Garde | 1re et 2e compagnie                                                    | 12                             |       |
| Parc et Génie de la Garde - Général Dulauloy - 3 911 hommes - 38 canons, 12 obusiers                | Artillerie                                                                           | Artillerie à cheval du Duché de Berg    | 1re compagnie                                                          | 6                              |       |
| Parc et Génie de la Garde - Général Dulauloy - 3 911 hommes - 38 canons, 12 obusiers                | Génie                                                                                |                                         | Sapeurs de la Garde                                                    | 2 compagnies                   | 254   |
| Parc et Génie de la Garde - Général Dulauloy - 3 911 hommes - 38 canons, 12 obusiers                | Génie                                                                                | Pontonniers de la Garde                 | 1 compagnie                                                            | 127                            |       |
| Parc et Génie de la Garde - Général Dulauloy - 3 911 hommes - 38 canons, 12 obusiers                | Génie                                                                                | Gendarmes de la Garde                   | 12 compagnies                                                          | 1 524                          |       |
| Parc et Génie de la Garde - Général Dulauloy - 3 911 hommes - 38 canons, 12 obusiers                | Génie                                                                                | Marins de la Garde                      | 4 compagnies                                                           | 508                            |       |
| Parc et Génie de la Garde - Général Dulauloy - 3 911 hommes - 38 canons, 12 obusiers                | Génie                                                                                | Marins de la Garde (Royaume de Naples)  | 1 compagnie                                                            | 127                            |       |
| Parc et Génie de la Garde - Général Dulauloy - 3 911 hommes - 38 canons, 12 obusiers                | Génie                                                                                | Ouvriers de la Garde                    | 3 compagnies                                                           | 381                            |       |
| Parc et Génie de la Garde - Général Dulauloy - 3 911 hommes - 38 canons, 12 obusiers                | Train                                                                                |                                         | Train d'artillerie de la Garde                                         | 15 compagnies                  | 825   |
| Parc et Génie de la Garde - Général Dulauloy - 3 911 hommes - 38 canons, 12 obusiers                | Train                                                                                | Train d'artillerie (Duché de Bade)      | 1 compagnie                                                            | 55                             |       |
| Parc et Génie de la Garde - Général Dulauloy - 3 911 hommes - 38 canons, 12 obusiers                | Train                                                                                | Train du Génie de la Garde              | 1 compagnie                                                            | 55                             |       |
| Parc et Génie de la Garde - Général Dulauloy - 3 911 hommes - 38 canons, 12 obusiers                | Train                                                                                | train des équipages de la Garde         | 1 compagnie                                                            | 55                             |       |

## Aile Droite -Maréchal Murat, roi de Naples
| Corps | Division | Brigade                                     | Régiment                                       | Unités                  | Force |
| --- | --- | ------------------------------------------- | ---------------------------------------------- | ----------------------- | ----- |
| 2e corps - Maréchal Victor, duc de Bellune - Chef d'état Major : Général Huguet-Châteaux - Chef de l'artillerie : général Mongenet - Chef du Génie : major Bron - 18 174 hommes - 43 canons, 12 obusiers - 862 canonniers, 900 hommes du Train - 23 ouvriers, 373 sapeurs | 4e Division d'Infanterie - général Dubreton - 5 231 hommes - 12 canons de 6, 4 obusiers de 24 - 190 canonniers, 208 hommes du Train                | 1re brigade - Ferrière                      | 24e régiment d'infanterie légère               | 1, 2 et 4e bataillon    | 1 440 |
| 2e corps - Maréchal Victor, duc de Bellune - Chef d'état Major : Général Huguet-Châteaux - Chef de l'artillerie : général Mongenet - Chef du Génie : major Bron - 18 174 hommes - 43 canons, 12 obusiers - 862 canonniers, 900 hommes du Train - 23 ouvriers, 373 sapeurs | 4e Division d'Infanterie - général Dubreton - 5 231 hommes - 12 canons de 6, 4 obusiers de 24 - 190 canonniers, 208 hommes du Train                | 1re brigade - Ferrière                      | 19e régiment d'infanterie de ligne             | 1, 2 et 4e bataillon    | 1 258 |
| 2e corps - Maréchal Victor, duc de Bellune - Chef d'état Major : Général Huguet-Châteaux - Chef de l'artillerie : général Mongenet - Chef du Génie : major Bron - 18 174 hommes - 43 canons, 12 obusiers - 862 canonniers, 900 hommes du Train - 23 ouvriers, 373 sapeurs | 4e Division d'Infanterie - général Dubreton - 5 231 hommes - 12 canons de 6, 4 obusiers de 24 - 190 canonniers, 208 hommes du Train                | 2e brigade - Brun                           | 37e régiment d'infanterie de ligne             | 1, 2 et 4e bataillon    | 1 140 |
| 2e corps - Maréchal Victor, duc de Bellune - Chef d'état Major : Général Huguet-Châteaux - Chef de l'artillerie : général Mongenet - Chef du Génie : major Bron - 18 174 hommes - 43 canons, 12 obusiers - 862 canonniers, 900 hommes du Train - 23 ouvriers, 373 sapeurs | 4e Division d'Infanterie - général Dubreton - 5 231 hommes - 12 canons de 6, 4 obusiers de 24 - 190 canonniers, 208 hommes du Train                | 2e brigade - Brun                           | 56e régiment d'infanterie de ligne             | 1, 2 et 4e bataillon    | 1 393 |
| 2e corps - Maréchal Victor, duc de Bellune - Chef d'état Major : Général Huguet-Châteaux - Chef de l'artillerie : général Mongenet - Chef du Génie : major Bron - 18 174 hommes - 43 canons, 12 obusiers - 862 canonniers, 900 hommes du Train - 23 ouvriers, 373 sapeurs | 4e Division d'Infanterie - général Dubreton - 5 231 hommes - 12 canons de 6, 4 obusiers de 24 - 190 canonniers, 208 hommes du Train                | Artillerie et Train - Reisser               | 2e régiment d'artillerie à pied                | 7e compagnie            | 8     |
| 2e corps - Maréchal Victor, duc de Bellune - Chef d'état Major : Général Huguet-Châteaux - Chef de l'artillerie : général Mongenet - Chef du Génie : major Bron - 18 174 hommes - 43 canons, 12 obusiers - 862 canonniers, 900 hommes du Train - 23 ouvriers, 373 sapeurs | 4e Division d'Infanterie - général Dubreton - 5 231 hommes - 12 canons de 6, 4 obusiers de 24 - 190 canonniers, 208 hommes du Train                | Artillerie et Train - Reisser               | 4e régiment d'artillerie à pied                | 11e compagnie           | 8     |
| 2e corps - Maréchal Victor, duc de Bellune - Chef d'état Major : Général Huguet-Châteaux - Chef de l'artillerie : général Mongenet - Chef du Génie : major Bron - 18 174 hommes - 43 canons, 12 obusiers - 862 canonniers, 900 hommes du Train - 23 ouvriers, 373 sapeurs | 4e Division d'Infanterie - général Dubreton - 5 231 hommes - 12 canons de 6, 4 obusiers de 24 - 190 canonniers, 208 hommes du Train                | Artillerie et Train - Reisser               | 3, 12 et 14e bataillon du train                | 3 compagnies            | 208   |
| 2e corps - Maréchal Victor, duc de Bellune - Chef d'état Major : Général Huguet-Châteaux - Chef de l'artillerie : général Mongenet - Chef du Génie : major Bron - 18 174 hommes - 43 canons, 12 obusiers - 862 canonniers, 900 hommes du Train - 23 ouvriers, 373 sapeurs | 5e division d'infanterie - Général Dufour - 6 966 hommes - 6 canons de 6, 2 obusiers de 24 - 174 canonniers, 12 hommes du Train                    | 1re Brigade - Estko                         | 26e régiment d'infanterie légère               | 1, 2 et 4e bataillon    | 1 596 |
| 2e corps - Maréchal Victor, duc de Bellune - Chef d'état Major : Général Huguet-Châteaux - Chef de l'artillerie : général Mongenet - Chef du Génie : major Bron - 18 174 hommes - 43 canons, 12 obusiers - 862 canonniers, 900 hommes du Train - 23 ouvriers, 373 sapeurs | 5e division d'infanterie - Général Dufour - 6 966 hommes - 6 canons de 6, 2 obusiers de 24 - 174 canonniers, 12 hommes du Train                    | 1re Brigade - Estko                         | 93e régiment d'infanterie de ligne             | 1, 2 et 4e bataillon    | 4 194 |
| 2e corps - Maréchal Victor, duc de Bellune - Chef d'état Major : Général Huguet-Châteaux - Chef de l'artillerie : général Mongenet - Chef du Génie : major Bron - 18 174 hommes - 43 canons, 12 obusiers - 862 canonniers, 900 hommes du Train - 23 ouvriers, 373 sapeurs | 5e division d'infanterie - Général Dufour - 6 966 hommes - 6 canons de 6, 2 obusiers de 24 - 174 canonniers, 12 hommes du Train                    | 2e brigade - N.                             | 46e régiment d'infanterie de ligne             | 1er bataillon           | 569   |
| 2e corps - Maréchal Victor, duc de Bellune - Chef d'état Major : Général Huguet-Châteaux - Chef de l'artillerie : général Mongenet - Chef du Génie : major Bron - 18 174 hommes - 43 canons, 12 obusiers - 862 canonniers, 900 hommes du Train - 23 ouvriers, 373 sapeurs | 5e division d'infanterie - Général Dufour - 6 966 hommes - 6 canons de 6, 2 obusiers de 24 - 174 canonniers, 12 hommes du Train                    | 2e brigade - N.                             | 72e régiment d'infanterie de ligne             | 1er bataillon           | 607   |
| 2e corps - Maréchal Victor, duc de Bellune - Chef d'état Major : Général Huguet-Châteaux - Chef de l'artillerie : général Mongenet - Chef du Génie : major Bron - 18 174 hommes - 43 canons, 12 obusiers - 862 canonniers, 900 hommes du Train - 23 ouvriers, 373 sapeurs | 5e division d'infanterie - Général Dufour - 6 966 hommes - 6 canons de 6, 2 obusiers de 24 - 174 canonniers, 12 hommes du Train                    | Artillerie et Train - Grosset               | 5e régiment d'artillerie à pied                | 13e compagnie           | 4     |
| 2e corps - Maréchal Victor, duc de Bellune - Chef d'état Major : Général Huguet-Châteaux - Chef de l'artillerie : général Mongenet - Chef du Génie : major Bron - 18 174 hommes - 43 canons, 12 obusiers - 862 canonniers, 900 hommes du Train - 23 ouvriers, 373 sapeurs | 5e division d'infanterie - Général Dufour - 6 966 hommes - 6 canons de 6, 2 obusiers de 24 - 174 canonniers, 12 hommes du Train                    | Artillerie et Train - Grosset               | 8e régiment d'artillerie à pied                | 12e compagnie           | 4     |
| 2e corps - Maréchal Victor, duc de Bellune - Chef d'état Major : Général Huguet-Châteaux - Chef de l'artillerie : général Mongenet - Chef du Génie : major Bron - 18 174 hommes - 43 canons, 12 obusiers - 862 canonniers, 900 hommes du Train - 23 ouvriers, 373 sapeurs | 5e division d'infanterie - Général Dufour - 6 966 hommes - 6 canons de 6, 2 obusiers de 24 - 174 canonniers, 12 hommes du Train                    | Artillerie et Train - Grosset               | 12e bataillon du Train                         | 3e compagnie            | 12    |
| 2e corps - Maréchal Victor, duc de Bellune - Chef d'état Major : Général Huguet-Châteaux - Chef de l'artillerie : général Mongenet - Chef du Génie : major Bron - 18 174 hommes - 43 canons, 12 obusiers - 862 canonniers, 900 hommes du Train - 23 ouvriers, 373 sapeurs | 6e division d'infanterie - général Vial - 5 977 hommes - 12 canons de 6, 4 obusiers de 24 - 209 canonniers, 208 hommes du train                    | 1re brigade - général de Valory             | 11e régiment d'infanterie légère               | 1,2 et 4e bataillon     | 1 403 |
| 2e corps - Maréchal Victor, duc de Bellune - Chef d'état Major : Général Huguet-Châteaux - Chef de l'artillerie : général Mongenet - Chef du Génie : major Bron - 18 174 hommes - 43 canons, 12 obusiers - 862 canonniers, 900 hommes du Train - 23 ouvriers, 373 sapeurs | 6e division d'infanterie - général Vial - 5 977 hommes - 12 canons de 6, 4 obusiers de 24 - 209 canonniers, 208 hommes du train                    | 1re brigade - général de Valory             | 4e régiment d'infanterie de ligne              | 1er,2e et 4e bataillon  | 1 381 |
| 2e corps - Maréchal Victor, duc de Bellune - Chef d'état Major : Général Huguet-Châteaux - Chef de l'artillerie : général Mongenet - Chef du Génie : major Bron - 18 174 hommes - 43 canons, 12 obusiers - 862 canonniers, 900 hommes du Train - 23 ouvriers, 373 sapeurs | 6e division d'infanterie - général Vial - 5 977 hommes - 12 canons de 6, 4 obusiers de 24 - 209 canonniers, 208 hommes du train                    | 2e Brigade - Bronikowski                    | 2e régiment d'infanterie de ligne              | 1,2 et 4e bataillon     | 1 588 |
| 2e corps - Maréchal Victor, duc de Bellune - Chef d'état Major : Général Huguet-Châteaux - Chef de l'artillerie : général Mongenet - Chef du Génie : major Bron - 18 174 hommes - 43 canons, 12 obusiers - 862 canonniers, 900 hommes du Train - 23 ouvriers, 373 sapeurs | 6e division d'infanterie - général Vial - 5 977 hommes - 12 canons de 6, 4 obusiers de 24 - 209 canonniers, 208 hommes du train                    | 2e Brigade - Bronikowski                    | 18e régiment d'infanterie de ligne             | 1,2 et 4e bataillon     | 1 605 |
| 2e corps - Maréchal Victor, duc de Bellune - Chef d'état Major : Général Huguet-Châteaux - Chef de l'artillerie : général Mongenet - Chef du Génie : major Bron - 18 174 hommes - 43 canons, 12 obusiers - 862 canonniers, 900 hommes du Train - 23 ouvriers, 373 sapeurs | 6e division d'infanterie - général Vial - 5 977 hommes - 12 canons de 6, 4 obusiers de 24 - 209 canonniers, 208 hommes du train                    | Artillerie et Train -                       | 3e régiment d'artillerie à pied                | 25e et 26e compagnie    | 16    |
| 2e corps - Maréchal Victor, duc de Bellune - Chef d'état Major : Général Huguet-Châteaux - Chef de l'artillerie : général Mongenet - Chef du Génie : major Bron - 18 174 hommes - 43 canons, 12 obusiers - 862 canonniers, 900 hommes du Train - 23 ouvriers, 373 sapeurs | 6e division d'infanterie - général Vial - 5 977 hommes - 12 canons de 6, 4 obusiers de 24 - 209 canonniers, 208 hommes du train                    | Artillerie et Train -                       | 3 et 14e bataillon du train                    | 2 compagnies            | 208   |
| 2e corps - Maréchal Victor, duc de Bellune - Chef d'état Major : Général Huguet-Châteaux - Chef de l'artillerie : général Mongenet - Chef du Génie : major Bron - 18 174 hommes - 43 canons, 12 obusiers - 862 canonniers, 900 hommes du Train - 23 ouvriers, 373 sapeurs | Réserve d'artillerie - Mongenet - 8 canons de 12, 5 canons de 6, 2 obusiers de 24 - 289 canonniers, 472 hommes du Train - 23 ouvriers, 373 sapeurs | Artillerie et Train                         | 6e régiment d'artillerie à pied                | 10e compagnie           | 8     |
| 2e corps - Maréchal Victor, duc de Bellune - Chef d'état Major : Général Huguet-Châteaux - Chef de l'artillerie : général Mongenet - Chef du Génie : major Bron - 18 174 hommes - 43 canons, 12 obusiers - 862 canonniers, 900 hommes du Train - 23 ouvriers, 373 sapeurs | Réserve d'artillerie - Mongenet - 8 canons de 12, 5 canons de 6, 2 obusiers de 24 - 289 canonniers, 472 hommes du Train - 23 ouvriers, 373 sapeurs | Artillerie et Train                         | 2e régiment d'artillerie à cheval              | 10e compagnie           | 6     |
| 2e corps - Maréchal Victor, duc de Bellune - Chef d'état Major : Général Huguet-Châteaux - Chef de l'artillerie : général Mongenet - Chef du Génie : major Bron - 18 174 hommes - 43 canons, 12 obusiers - 862 canonniers, 900 hommes du Train - 23 ouvriers, 373 sapeurs | Réserve d'artillerie - Mongenet - 8 canons de 12, 5 canons de 6, 2 obusiers de 24 - 289 canonniers, 472 hommes du Train - 23 ouvriers, 373 sapeurs | Artillerie et Train                         | 4, 9, 11 et 14e bataillon du train             | 6 compagnies            | 225   |
| 2e corps - Maréchal Victor, duc de Bellune - Chef d'état Major : Général Huguet-Châteaux - Chef de l'artillerie : général Mongenet - Chef du Génie : major Bron - 18 174 hommes - 43 canons, 12 obusiers - 862 canonniers, 900 hommes du Train - 23 ouvriers, 373 sapeurs | Réserve d'artillerie - Mongenet - 8 canons de 12, 5 canons de 6, 2 obusiers de 24 - 289 canonniers, 472 hommes du Train - 23 ouvriers, 373 sapeurs | Parc                                        | 2e régiment d'artillerie à pied                | 9e compagnie            | 1     |
| 2e corps - Maréchal Victor, duc de Bellune - Chef d'état Major : Général Huguet-Châteaux - Chef de l'artillerie : général Mongenet - Chef du Génie : major Bron - 18 174 hommes - 43 canons, 12 obusiers - 862 canonniers, 900 hommes du Train - 23 ouvriers, 373 sapeurs | Réserve d'artillerie - Mongenet - 8 canons de 12, 5 canons de 6, 2 obusiers de 24 - 289 canonniers, 472 hommes du Train - 23 ouvriers, 373 sapeurs | Parc                                        | Ouvriers                                       | 15e compagnie           | 23    |
| 2e corps - Maréchal Victor, duc de Bellune - Chef d'état Major : Général Huguet-Châteaux - Chef de l'artillerie : général Mongenet - Chef du Génie : major Bron - 18 174 hommes - 43 canons, 12 obusiers - 862 canonniers, 900 hommes du Train - 23 ouvriers, 373 sapeurs | Réserve d'artillerie - Mongenet - 8 canons de 12, 5 canons de 6, 2 obusiers de 24 - 289 canonniers, 472 hommes du Train - 23 ouvriers, 373 sapeurs | Parc                                        | 3, 4, 8, 9, 11 et 12e bataillon du train       | 7 compagnies            | 247   |
| 2e corps - Maréchal Victor, duc de Bellune - Chef d'état Major : Général Huguet-Châteaux - Chef de l'artillerie : général Mongenet - Chef du Génie : major Bron - 18 174 hommes - 43 canons, 12 obusiers - 862 canonniers, 900 hommes du Train - 23 ouvriers, 373 sapeurs | Réserve d'artillerie - Mongenet - 8 canons de 12, 5 canons de 6, 2 obusiers de 24 - 289 canonniers, 472 hommes du Train - 23 ouvriers, 373 sapeurs | Parc                                        | 2, 3 et 5e bataillon de sapeurs                | 3 compagnies            | 373   |
| 8e corps Polonais - Général Prince Poniatowski - Chef d'état-major : général Rozniecki - Chef de l'artillerie : colonel Redel - Cehf du génie : colonel Mallet - 5 000 hommes - 32 canons - 400 canonniers, 50 hommes du train                                            | 26e division d'infanterie - général Jan Kazimierz Kamieniecki (pl) - 5 000 hommes - 16 canons - 200 canonniers                                     | 1re Brigade - Sierawski                     | Régiment de la Vistule (Pologne)               | 1 et 2e bataillon       | 714   |
| 8e corps Polonais - Général Prince Poniatowski - Chef d'état-major : général Rozniecki - Chef de l'artillerie : colonel Redel - Cehf du génie : colonel Mallet - 5 000 hommes - 32 canons - 400 canonniers, 50 hommes du train                                            | 26e division d'infanterie - général Jan Kazimierz Kamieniecki (pl) - 5 000 hommes - 16 canons - 200 canonniers                                     | 1re Brigade - Sierawski                     | 1er régiment d'infanterie de ligne (Pologne)   | 1 et 2e bataillon       | 714   |
| 8e corps Polonais - Général Prince Poniatowski - Chef d'état-major : général Rozniecki - Chef de l'artillerie : colonel Redel - Cehf du génie : colonel Mallet - 5 000 hommes - 32 canons - 400 canonniers, 50 hommes du train                                            | 26e division d'infanterie - général Jan Kazimierz Kamieniecki (pl) - 5 000 hommes - 16 canons - 200 canonniers                                     | 1re Brigade - Sierawski                     | 16e régiment d'infanterie de ligne (Pologne)   | 1 et 2e bataillon       | 714   |
| 8e corps Polonais - Général Prince Poniatowski - Chef d'état-major : général Rozniecki - Chef de l'artillerie : colonel Redel - Cehf du génie : colonel Mallet - 5 000 hommes - 32 canons - 400 canonniers, 50 hommes du train                                            | 26e division d'infanterie - général Jan Kazimierz Kamieniecki (pl) - 5 000 hommes - 16 canons - 200 canonniers                                     | 2e brigade - Malachowski                    | 8e régiment d'infanterie de ligne (Pologne)    | 1 et 2e bataillon       | 714   |
| 8e corps Polonais - Général Prince Poniatowski - Chef d'état-major : général Rozniecki - Chef de l'artillerie : colonel Redel - Cehf du génie : colonel Mallet - 5 000 hommes - 32 canons - 400 canonniers, 50 hommes du train                                            | 26e division d'infanterie - général Jan Kazimierz Kamieniecki (pl) - 5 000 hommes - 16 canons - 200 canonniers                                     | 2e brigade - Malachowski                    | 15e régiment d'infanterie de ligne (Pologne)   | 1 et 2e bataillon       | 714   |
| 8e corps Polonais - Général Prince Poniatowski - Chef d'état-major : général Rozniecki - Chef de l'artillerie : colonel Redel - Cehf du génie : colonel Mallet - 5 000 hommes - 32 canons - 400 canonniers, 50 hommes du train                                            | 26e division d'infanterie - général Jan Kazimierz Kamieniecki (pl) - 5 000 hommes - 16 canons - 200 canonniers                                     | 3e brigade - Grabowski                      | 12e régiment d'infanterie de ligne (Pologne)   | 1 et 2e bataillon       | 714   |
| 8e corps Polonais - Général Prince Poniatowski - Chef d'état-major : général Rozniecki - Chef de l'artillerie : colonel Redel - Cehf du génie : colonel Mallet - 5 000 hommes - 32 canons - 400 canonniers, 50 hommes du train                                            | 26e division d'infanterie - général Jan Kazimierz Kamieniecki (pl) - 5 000 hommes - 16 canons - 200 canonniers                                     | 3e brigade - Grabowski                      | 14e régiment d'infanterie de ligne (Pologne)   | 1 et 2e bataillon       | 714   |
| 8e corps Polonais - Général Prince Poniatowski - Chef d'état-major : général Rozniecki - Chef de l'artillerie : colonel Redel - Cehf du génie : colonel Mallet - 5 000 hommes - 32 canons - 400 canonniers, 50 hommes du train                                            | 26e division d'infanterie - général Jan Kazimierz Kamieniecki (pl) - 5 000 hommes - 16 canons - 200 canonniers                                     | Artillerie                                  | Régiment d'artillerie (Pologne)                | 1, 2, 3 et 4e compagnie | 14    |
| 8e corps Polonais - Général Prince Poniatowski - Chef d'état-major : général Rozniecki - Chef de l'artillerie : colonel Redel - Cehf du génie : colonel Mallet - 5 000 hommes - 32 canons - 400 canonniers, 50 hommes du train                                            | Cavalerie Polonaise - 300 cavaliers | 27e brigade - Uminski                       | 14e régiment de cuirassiers Polonais (Pologne) | 1 et 2e escadrons       | 120   |
| 8e corps Polonais - Général Prince Poniatowski - Chef d'état-major : général Rozniecki - Chef de l'artillerie : colonel Redel - Cehf du génie : colonel Mallet - 5 000 hommes - 32 canons - 400 canonniers, 50 hommes du train                                            | Cavalerie Polonaise - 300 cavaliers | 27e brigade - Uminski                       | Régiment de Krakus (Pologne)                   | 1, 2, 3 et 4e escadrons | 180   |
| 8e corps Polonais - Général Prince Poniatowski - Chef d'état-major : général Rozniecki - Chef de l'artillerie : colonel Redel - Cehf du génie : colonel Mallet - 5 000 hommes - 32 canons - 400 canonniers, 50 hommes du train                                            | Réserve d'artillerie |                                             | Régiment d'artillerie (Pologne)                | 5 et 6e compagnie       | 16    |
| 8e corps Polonais - Général Prince Poniatowski - Chef d'état-major : général Rozniecki - Chef de l'artillerie : colonel Redel - Cehf du génie : colonel Mallet - 5 000 hommes - 32 canons - 400 canonniers, 50 hommes du train                                            | Réserve d'artillerie | Sapeurs et équipages (Pologne)              | 2 compagnies                                   | 50                      |       |
| 4e corps de cavalerie - général Kellermann - Chef d'état-major : colonel Tancarville - 2 920 cavaliers - 8 canons de 6 - 100 canonniers, 50 hommes d'équipage | 7e division de cavalerie légère - général Sokolnicki - 1 460 cavaliers - 4 canons de 6 - 50 canonniers                                             | 17e brigade de cavalerie légère - Tolinski  | 1er régiment de chasseurs à cheval (Pologne)   | 1, 2, 3 et 4e escadrons | 730   |
| 4e corps de cavalerie - général Kellermann - Chef d'état-major : colonel Tancarville - 2 920 cavaliers - 8 canons de 6 - 100 canonniers, 50 hommes d'équipage | 7e division de cavalerie légère - général Sokolnicki - 1 460 cavaliers - 4 canons de 6 - 50 canonniers                                             | 17e brigade de cavalerie légère - Tolinski  | 3e régiment de Uhlans (Pologne)                | 1, 2, 3 et 4e escadrons | 730   |
| 4e corps de cavalerie - général Kellermann - Chef d'état-major : colonel Tancarville - 2 920 cavaliers - 8 canons de 6 - 100 canonniers, 50 hommes d'équipage | 7e division de cavalerie légère - général Sokolnicki - 1 460 cavaliers - 4 canons de 6 - 50 canonniers                                             | 17e brigade de cavalerie légère - Tolinski  | 2e régiment d'artillerie à cheval (Pologne)    | 4e compagnie            | 4     |
| 4e corps de cavalerie - général Kellermann - Chef d'état-major : colonel Tancarville - 2 920 cavaliers - 8 canons de 6 - 100 canonniers, 50 hommes d'équipage | 8e division de cavalerie légère - général Sulkowski - 1 460 cavaliers - 4 canons de 6 - 50 canonniers, 50 hommes du Train                          | 19e Brigade de cavalerie légère - Krukowski | 6e régiment de Uhlans (Pologne)                | 1, 2, 3 et 4e escadrons | 730   |
| 4e corps de cavalerie - général Kellermann - Chef d'état-major : colonel Tancarville - 2 920 cavaliers - 8 canons de 6 - 100 canonniers, 50 hommes d'équipage | 8e division de cavalerie légère - général Sulkowski - 1 460 cavaliers - 4 canons de 6 - 50 canonniers, 50 hommes du Train                          | 19e Brigade de cavalerie légère - Krukowski | 8e régiment de Uhlans (Pologne)                | 1, 2, 3 et 4e escadrons | 730   |
| 4e corps de cavalerie - général Kellermann - Chef d'état-major : colonel Tancarville - 2 920 cavaliers - 8 canons de 6 - 100 canonniers, 50 hommes d'équipage | 8e division de cavalerie légère - général Sulkowski - 1 460 cavaliers - 4 canons de 6 - 50 canonniers, 50 hommes du Train                          | 19e Brigade de cavalerie légère - Krukowski | 6e régiment d'artillerie à cheval (Pologne)    | 2e compagnie            | 4     |
| 4e corps de cavalerie - général Kellermann - Chef d'état-major : colonel Tancarville - 2 920 cavaliers - 8 canons de 6 - 100 canonniers, 50 hommes d'équipage | Train |                                             | 4e et 11e bataillon du Train (Pologne)         | 2 compagnies            | 50    |

## Centre -Empereur Napoléon
| Corps | Division | Brigade                                      | Régiment                                            | Unités                  | Force |
| --- | --- | -------------------------------------------- | --------------------------------------------------- | ----------------------- | ----- |
| 5e corps - Général Lauriston - Chef d'état-major : Baillot - Chef de l'artillerie : N. - Chef du Génie : Lamar - 11 078 hommes - 764 cavaliers - 37 canons, 11 obusiers - 826 canonniers, 747 hommes du Train - 19 ouvriers, 220 sapeurs                                                    | 10e division d'infanterie - général Albert - 3 635 hommes - 4 canons de 6, 2 obusiers de 24 - 129 canonniers, 179 hommes du Train                   | 1re brigade - Bachelet                       | 4e Régiment provisoire d'infanterie légère          | 2 bataillons            | 534   |
| 5e corps - Général Lauriston - Chef d'état-major : Baillot - Chef de l'artillerie : N. - Chef du Génie : Lamar - 11 078 hommes - 764 cavaliers - 37 canons, 11 obusiers - 826 canonniers, 747 hommes du Train - 19 ouvriers, 220 sapeurs                                                    | 10e division d'infanterie - général Albert - 3 635 hommes - 4 canons de 6, 2 obusiers de 24 - 129 canonniers, 179 hommes du Train                   | 1re brigade - Bachelet                       | 139e régiment d'infanterie de ligne                 | 1, 2 et 3e bataillon    | 1 439 |
| 5e corps - Général Lauriston - Chef d'état-major : Baillot - Chef de l'artillerie : N. - Chef du Génie : Lamar - 11 078 hommes - 764 cavaliers - 37 canons, 11 obusiers - 826 canonniers, 747 hommes du Train - 19 ouvriers, 220 sapeurs                                                    | 10e division d'infanterie - général Albert - 3 635 hommes - 4 canons de 6, 2 obusiers de 24 - 129 canonniers, 179 hommes du Train                   | 2e brigade - Bertrand                        | 140e régiment d'infanterie de ligne                 | 1, 2 et 3e bataillon    | 685   |
| 5e corps - Général Lauriston - Chef d'état-major : Baillot - Chef de l'artillerie : N. - Chef du Génie : Lamar - 11 078 hommes - 764 cavaliers - 37 canons, 11 obusiers - 826 canonniers, 747 hommes du Train - 19 ouvriers, 220 sapeurs                                                    | 10e division d'infanterie - général Albert - 3 635 hommes - 4 canons de 6, 2 obusiers de 24 - 129 canonniers, 179 hommes du Train                   | 2e brigade - Bertrand                        | 141e régiment d'infanterie de ligne                 | 1, 2 et 3e bataillon    | 977   |
| 5e corps - Général Lauriston - Chef d'état-major : Baillot - Chef de l'artillerie : N. - Chef du Génie : Lamar - 11 078 hommes - 764 cavaliers - 37 canons, 11 obusiers - 826 canonniers, 747 hommes du Train - 19 ouvriers, 220 sapeurs                                                    | 10e division d'infanterie - général Albert - 3 635 hommes - 4 canons de 6, 2 obusiers de 24 - 129 canonniers, 179 hommes du Train                   | Artillerie et Train - Cagneux                | 7e régiment d'artillerie à pied                     | 3 et 4e compagnie       | 10    |
| 5e corps - Général Lauriston - Chef d'état-major : Baillot - Chef de l'artillerie : N. - Chef du Génie : Lamar - 11 078 hommes - 764 cavaliers - 37 canons, 11 obusiers - 826 canonniers, 747 hommes du Train - 19 ouvriers, 220 sapeurs                                                    | 10e division d'infanterie - général Albert - 3 635 hommes - 4 canons de 6, 2 obusiers de 24 - 129 canonniers, 179 hommes du Train                   | Artillerie et Train - Cagneux                | 1er bataillon du Train                              | 4e compagnie            | 179   |
| 5e corps - Général Lauriston - Chef d'état-major : Baillot - Chef de l'artillerie : N. - Chef du Génie : Lamar - 11 078 hommes - 764 cavaliers - 37 canons, 11 obusiers - 826 canonniers, 747 hommes du Train - 19 ouvriers, 220 sapeurs                                                    | 16e division d'infanterie - Général Maison - 3 747 hommes - 8 canons de 6, 2 obusiers de 24 - 162 canonniers, 142 hommes du Train                   | 1re brigade - Mandeville                     | 152e régiment d'infanterie de ligne                 | 1, 2 et 3e bataillon    | 1 296 |
| 5e corps - Général Lauriston - Chef d'état-major : Baillot - Chef de l'artillerie : N. - Chef du Génie : Lamar - 11 078 hommes - 764 cavaliers - 37 canons, 11 obusiers - 826 canonniers, 747 hommes du Train - 19 ouvriers, 220 sapeurs                                                    | 16e division d'infanterie - Général Maison - 3 747 hommes - 8 canons de 6, 2 obusiers de 24 - 162 canonniers, 142 hommes du Train                   | 1re brigade - Mandeville                     | 153e régiment d'infanterie de ligne                 | 1, 2 et 3e bataillon    | 1 333 |
| 5e corps - Général Lauriston - Chef d'état-major : Baillot - Chef de l'artillerie : N. - Chef du Génie : Lamar - 11 078 hommes - 764 cavaliers - 37 canons, 11 obusiers - 826 canonniers, 747 hommes du Train - 19 ouvriers, 220 sapeurs                                                    | 16e division d'infanterie - Général Maison - 3 747 hommes - 8 canons de 6, 2 obusiers de 24 - 162 canonniers, 142 hommes du Train                   | 2e Brigade - Simmer                          | 154e régiment d'infanterie de ligne                 | 1, 2 et 3e bataillon    | 1 118 |
| 5e corps - Général Lauriston - Chef d'état-major : Baillot - Chef de l'artillerie : N. - Chef du Génie : Lamar - 11 078 hommes - 764 cavaliers - 37 canons, 11 obusiers - 826 canonniers, 747 hommes du Train - 19 ouvriers, 220 sapeurs                                                    | 16e division d'infanterie - Général Maison - 3 747 hommes - 8 canons de 6, 2 obusiers de 24 - 162 canonniers, 142 hommes du Train                   | Artillerie et train                          | 1er régiment d'artillerie à pied                    | 1 et 3e compagnie       | 10    |
| 5e corps - Général Lauriston - Chef d'état-major : Baillot - Chef de l'artillerie : N. - Chef du Génie : Lamar - 11 078 hommes - 764 cavaliers - 37 canons, 11 obusiers - 826 canonniers, 747 hommes du Train - 19 ouvriers, 220 sapeurs                                                    | 16e division d'infanterie - Général Maison - 3 747 hommes - 8 canons de 6, 2 obusiers de 24 - 162 canonniers, 142 hommes du Train                   | Artillerie et train                          | 8e bataillon du Train                               | 4e compagnie            | 142   |
| 5e corps - Général Lauriston - Chef d'état-major : Baillot - Chef de l'artillerie : N. - Chef du Génie : Lamar - 11 078 hommes - 764 cavaliers - 37 canons, 11 obusiers - 826 canonniers, 747 hommes du Train - 19 ouvriers, 220 sapeurs                                                    | 19e Division d'Infanterie - général Rochambeau - 3 696 hommes - 8 canons de 6, 2 obusiers - 165 canonniers, 135 hommes du Train                     | 1re Brigade - Lafitte                        | 135e régiment d'infanterie de ligne                 | 1, 2 et 3e bataillon    | 794   |
| 5e corps - Général Lauriston - Chef d'état-major : Baillot - Chef de l'artillerie : N. - Chef du Génie : Lamar - 11 078 hommes - 764 cavaliers - 37 canons, 11 obusiers - 826 canonniers, 747 hommes du Train - 19 ouvriers, 220 sapeurs                                                    | 19e Division d'Infanterie - général Rochambeau - 3 696 hommes - 8 canons de 6, 2 obusiers - 165 canonniers, 135 hommes du Train                     | 1re Brigade - Lafitte                        | 149e régiment d'infanterie de ligne                 | 1, 2 et 3e bataillon    | 762   |
| 5e corps - Général Lauriston - Chef d'état-major : Baillot - Chef de l'artillerie : N. - Chef du Génie : Lamar - 11 078 hommes - 764 cavaliers - 37 canons, 11 obusiers - 826 canonniers, 747 hommes du Train - 19 ouvriers, 220 sapeurs                                                    | 19e Division d'Infanterie - général Rochambeau - 3 696 hommes - 8 canons de 6, 2 obusiers - 165 canonniers, 135 hommes du Train                     | 2e Brigade - Harlet                          | 150e régiment d'infanterie de ligne                 | 1, 2 et 3e bataillon    | 911   |
| 5e corps - Général Lauriston - Chef d'état-major : Baillot - Chef de l'artillerie : N. - Chef du Génie : Lamar - 11 078 hommes - 764 cavaliers - 37 canons, 11 obusiers - 826 canonniers, 747 hommes du Train - 19 ouvriers, 220 sapeurs                                                    | 19e Division d'Infanterie - général Rochambeau - 3 696 hommes - 8 canons de 6, 2 obusiers - 165 canonniers, 135 hommes du Train                     | 2e Brigade - Harlet                          | 155e régiment d'infanterie de ligne                 | 1, 2 et 3e bataillon    | 1 229 |
| 5e corps - Général Lauriston - Chef d'état-major : Baillot - Chef de l'artillerie : N. - Chef du Génie : Lamar - 11 078 hommes - 764 cavaliers - 37 canons, 11 obusiers - 826 canonniers, 747 hommes du Train - 19 ouvriers, 220 sapeurs                                                    | 19e Division d'Infanterie - général Rochambeau - 3 696 hommes - 8 canons de 6, 2 obusiers - 165 canonniers, 135 hommes du Train                     | Artillerie et Train                          | 5e régiment d'artillerie à pied                     | 12 et 17e compagnie     | 10    |
| 5e corps - Général Lauriston - Chef d'état-major : Baillot - Chef de l'artillerie : N. - Chef du Génie : Lamar - 11 078 hommes - 764 cavaliers - 37 canons, 11 obusiers - 826 canonniers, 747 hommes du Train - 19 ouvriers, 220 sapeurs                                                    | 19e Division d'Infanterie - général Rochambeau - 3 696 hommes - 8 canons de 6, 2 obusiers - 165 canonniers, 135 hommes du Train                     | Artillerie et Train                          | 4e bataillon du Train                               | 1 compagnie             | 135   |
| 5e corps - Général Lauriston - Chef d'état-major : Baillot - Chef de l'artillerie : N. - Chef du Génie : Lamar - 11 078 hommes - 764 cavaliers - 37 canons, 11 obusiers - 826 canonniers, 747 hommes du Train - 19 ouvriers, 220 sapeurs                                                    | Réserve et Parc - 764 cavaliers - 11 canons de 12, 6 canons de 6, 5 obusiers de 24 - 370 canonniers, 291 hommes du Train - 19 ouvriers, 220 sapeurs | Artillerie                                   | 1er régiment d'artillerie à pied                    | 15, 16 et 17e compagnie | 14    |
| 5e corps - Général Lauriston - Chef d'état-major : Baillot - Chef de l'artillerie : N. - Chef du Génie : Lamar - 11 078 hommes - 764 cavaliers - 37 canons, 11 obusiers - 826 canonniers, 747 hommes du Train - 19 ouvriers, 220 sapeurs                                                    | Réserve et Parc - 764 cavaliers - 11 canons de 12, 6 canons de 6, 5 obusiers de 24 - 370 canonniers, 291 hommes du Train - 19 ouvriers, 220 sapeurs | Artillerie                                   | 5e régiment d'artillerie à cheval                   | 2e compagnie            | 4     |
| 5e corps - Général Lauriston - Chef d'état-major : Baillot - Chef de l'artillerie : N. - Chef du Génie : Lamar - 11 078 hommes - 764 cavaliers - 37 canons, 11 obusiers - 826 canonniers, 747 hommes du Train - 19 ouvriers, 220 sapeurs                                                    | Réserve et Parc - 764 cavaliers - 11 canons de 12, 6 canons de 6, 5 obusiers de 24 - 370 canonniers, 291 hommes du Train - 19 ouvriers, 220 sapeurs | Artillerie                                   | 6e régiment d'artillerie à cheval                   | 7e compagnie            | 4     |
| 5e corps - Général Lauriston - Chef d'état-major : Baillot - Chef de l'artillerie : N. - Chef du Génie : Lamar - 11 078 hommes - 764 cavaliers - 37 canons, 11 obusiers - 826 canonniers, 747 hommes du Train - 19 ouvriers, 220 sapeurs                                                    | Réserve et Parc - 764 cavaliers - 11 canons de 12, 6 canons de 6, 5 obusiers de 24 - 370 canonniers, 291 hommes du Train - 19 ouvriers, 220 sapeurs | 6e brigade de cavalerie légère - Dermoncourt | 2e régiment de chasseurs à cheval                   | 1, 2 et 3e escadrons    | 209   |
| 5e corps - Général Lauriston - Chef d'état-major : Baillot - Chef de l'artillerie : N. - Chef du Génie : Lamar - 11 078 hommes - 764 cavaliers - 37 canons, 11 obusiers - 826 canonniers, 747 hommes du Train - 19 ouvriers, 220 sapeurs                                                    | Réserve et Parc - 764 cavaliers - 11 canons de 12, 6 canons de 6, 5 obusiers de 24 - 370 canonniers, 291 hommes du Train - 19 ouvriers, 220 sapeurs | 6e brigade de cavalerie légère - Dermoncourt | 3e régiment de chasseurs à cheval                   | 1 et 2e escadrons       | 224   |
| 5e corps - Général Lauriston - Chef d'état-major : Baillot - Chef de l'artillerie : N. - Chef du Génie : Lamar - 11 078 hommes - 764 cavaliers - 37 canons, 11 obusiers - 826 canonniers, 747 hommes du Train - 19 ouvriers, 220 sapeurs                                                    | Réserve et Parc - 764 cavaliers - 11 canons de 12, 6 canons de 6, 5 obusiers de 24 - 370 canonniers, 291 hommes du Train - 19 ouvriers, 220 sapeurs | 6e brigade de cavalerie légère - Dermoncourt | 6e régiment de chasseurs à cheval                   | 1, 2 et 3e escadrons    | 331   |
| 5e corps - Général Lauriston - Chef d'état-major : Baillot - Chef de l'artillerie : N. - Chef du Génie : Lamar - 11 078 hommes - 764 cavaliers - 37 canons, 11 obusiers - 826 canonniers, 747 hommes du Train - 19 ouvriers, 220 sapeurs                                                    | Réserve et Parc - 764 cavaliers - 11 canons de 12, 6 canons de 6, 5 obusiers de 24 - 370 canonniers, 291 hommes du Train - 19 ouvriers, 220 sapeurs | Parc                                         | 3 et 9e bataillon du train                          | 2 compagnies            | 291   |
| 5e corps - Général Lauriston - Chef d'état-major : Baillot - Chef de l'artillerie : N. - Chef du Génie : Lamar - 11 078 hommes - 764 cavaliers - 37 canons, 11 obusiers - 826 canonniers, 747 hommes du Train - 19 ouvriers, 220 sapeurs                                                    | Réserve et Parc - 764 cavaliers - 11 canons de 12, 6 canons de 6, 5 obusiers de 24 - 370 canonniers, 291 hommes du Train - 19 ouvriers, 220 sapeurs | Parc                                         | 15e compagnie d'ouvriers                            | 1 compagnie             | 19    |
| 5e corps - Général Lauriston - Chef d'état-major : Baillot - Chef de l'artillerie : N. - Chef du Génie : Lamar - 11 078 hommes - 764 cavaliers - 37 canons, 11 obusiers - 826 canonniers, 747 hommes du Train - 19 ouvriers, 220 sapeurs                                                    | Réserve et Parc - 764 cavaliers - 11 canons de 12, 6 canons de 6, 5 obusiers de 24 - 370 canonniers, 291 hommes du Train - 19 ouvriers, 220 sapeurs | Parc                                         | 6e bataillon de Sapeurs                             | 1, 2 et 3e compagnie    | 220   |
| 9e corps - Maréchal Augereau, Duc de Castiglione - Chef d'état-major : général Monthion - Chef de l'artillerie : général Pellegrin - Chef du Génie : général Dode - 8 515 hommes - 12 canons - 207 canonniers, 140 hommes du Train - 75 sapeurs                                             | 51e Division d'Infanterie - général Turreau de Garambouville - 4 585 hommes - 9 canons de 6 - 155 canonniers                                        | 1re brigade - Lagarde                        | 32e demi-brigade provisoire                         | 2 bataillons            | 1 310 |
| 9e corps - Maréchal Augereau, Duc de Castiglione - Chef d'état-major : général Monthion - Chef de l'artillerie : général Pellegrin - Chef du Génie : général Dode - 8 515 hommes - 12 canons - 207 canonniers, 140 hommes du Train - 75 sapeurs                                             | 51e Division d'Infanterie - général Turreau de Garambouville - 4 585 hommes - 9 canons de 6 - 155 canonniers                                        | 1re brigade - Lagarde                        | 63e régiment d'infanterie de ligne                  | 2e bataillon            | 655   |
| 9e corps - Maréchal Augereau, Duc de Castiglione - Chef d'état-major : général Monthion - Chef de l'artillerie : général Pellegrin - Chef du Génie : général Dode - 8 515 hommes - 12 canons - 207 canonniers, 140 hommes du Train - 75 sapeurs                                             | 51e Division d'Infanterie - général Turreau de Garambouville - 4 585 hommes - 9 canons de 6 - 155 canonniers                                        | 2e brigade - Aymard                          | 34e demi brigade provisoire                         | 2 bataillons            | 1 310 |
| 9e corps - Maréchal Augereau, Duc de Castiglione - Chef d'état-major : général Monthion - Chef de l'artillerie : général Pellegrin - Chef du Génie : général Dode - 8 515 hommes - 12 canons - 207 canonniers, 140 hommes du Train - 75 sapeurs                                             | 51e Division d'Infanterie - général Turreau de Garambouville - 4 585 hommes - 9 canons de 6 - 155 canonniers                                        | 2e brigade - Aymard                          | 35e demi-brigade provisoire                         | 2 bataillons            | 1 310 |
| 9e corps - Maréchal Augereau, Duc de Castiglione - Chef d'état-major : général Monthion - Chef de l'artillerie : général Pellegrin - Chef du Génie : général Dode - 8 515 hommes - 12 canons - 207 canonniers, 140 hommes du Train - 75 sapeurs                                             | 51e Division d'Infanterie - général Turreau de Garambouville - 4 585 hommes - 9 canons de 6 - 155 canonniers                                        | Artillerie                                   | 1er régiment d'artillerie                           | 22e compagnie           | 3     |
| 9e corps - Maréchal Augereau, Duc de Castiglione - Chef d'état-major : général Monthion - Chef de l'artillerie : général Pellegrin - Chef du Génie : général Dode - 8 515 hommes - 12 canons - 207 canonniers, 140 hommes du Train - 75 sapeurs                                             | 51e Division d'Infanterie - général Turreau de Garambouville - 4 585 hommes - 9 canons de 6 - 155 canonniers                                        | Artillerie                                   | 2e régiment d'artillerie                            | 5 et 21e compagnie      | 6     |
| 9e corps - Maréchal Augereau, Duc de Castiglione - Chef d'état-major : général Monthion - Chef de l'artillerie : général Pellegrin - Chef du Génie : général Dode - 8 515 hommes - 12 canons - 207 canonniers, 140 hommes du Train - 75 sapeurs                                             | 52e Division d'Infanterie - général de Semellé - 3 930 hommes - 3 canons de 6 - 52 canonniers                                                       | 1re brigade - Bagneris                       | 37e demi brigade provisoire                         | 2 bataillons            | 1 310 |
| 9e corps - Maréchal Augereau, Duc de Castiglione - Chef d'état-major : général Monthion - Chef de l'artillerie : général Pellegrin - Chef du Génie : général Dode - 8 515 hommes - 12 canons - 207 canonniers, 140 hommes du Train - 75 sapeurs                                             | 52e Division d'Infanterie - général de Semellé - 3 930 hommes - 3 canons de 6 - 52 canonniers                                                       | 1re brigade - Bagneris                       | 39e régiment d'infanterie de ligne                  | 2e bataillon            | 655   |
| 9e corps - Maréchal Augereau, Duc de Castiglione - Chef d'état-major : général Monthion - Chef de l'artillerie : général Pellegrin - Chef du Génie : général Dode - 8 515 hommes - 12 canons - 207 canonniers, 140 hommes du Train - 75 sapeurs                                             | 52e Division d'Infanterie - général de Semellé - 3 930 hommes - 3 canons de 6 - 52 canonniers                                                       | 2e brigade - Godard                          | 121e régiment d'infanterie de ligne                 | 6e bataillon            | 655   |
| 9e corps - Maréchal Augereau, Duc de Castiglione - Chef d'état-major : général Monthion - Chef de l'artillerie : général Pellegrin - Chef du Génie : général Dode - 8 515 hommes - 12 canons - 207 canonniers, 140 hommes du Train - 75 sapeurs                                             | 52e Division d'Infanterie - général de Semellé - 3 930 hommes - 3 canons de 6 - 52 canonniers                                                       | 2e brigade - Godard                          | 122e régiment d'infanterie de ligne                 | 6e bataillon            | 655   |
| 9e corps - Maréchal Augereau, Duc de Castiglione - Chef d'état-major : général Monthion - Chef de l'artillerie : général Pellegrin - Chef du Génie : général Dode - 8 515 hommes - 12 canons - 207 canonniers, 140 hommes du Train - 75 sapeurs                                             | 52e Division d'Infanterie - général de Semellé - 3 930 hommes - 3 canons de 6 - 52 canonniers                                                       | 2e brigade - Godard                          | 86e régiment d'infanterie de ligne                  | 2e bataillon            | 655   |
| 9e corps - Maréchal Augereau, Duc de Castiglione - Chef d'état-major : général Monthion - Chef de l'artillerie : général Pellegrin - Chef du Génie : général Dode - 8 515 hommes - 12 canons - 207 canonniers, 140 hommes du Train - 75 sapeurs                                             | 52e Division d'Infanterie - général de Semellé - 3 930 hommes - 3 canons de 6 - 52 canonniers                                                       | Artillerie                                   | Régiment d'artillerie à pied                        | 2 compagnies            | 3     |
| 9e corps - Maréchal Augereau, Duc de Castiglione - Chef d'état-major : général Monthion - Chef de l'artillerie : général Pellegrin - Chef du Génie : général Dode - 8 515 hommes - 12 canons - 207 canonniers, 140 hommes du Train - 75 sapeurs                                             | Parc et Train |                                              | Bataillon du Train                                  | 4 compagnies            | 140   |
| 9e corps - Maréchal Augereau, Duc de Castiglione - Chef d'état-major : général Monthion - Chef de l'artillerie : général Pellegrin - Chef du Génie : général Dode - 8 515 hommes - 12 canons - 207 canonniers, 140 hommes du Train - 75 sapeurs                                             | Parc et Train |                                              | Sapeurs                                             | 1 compagnie             | 75    |
| 11e corps - Maréchal MacDonald, duc de Tarente - Chef d'état-major : général Grundler - Chef de l'artillerie : colonel Lautereau - Chef du Génie : chef de bataillon Marion - 17 008 hommes - 446 cavaliers - 79 canons - 1 580 canonniers, 280 hommes du Train - 220 Sapeurs, 65 Gendarmes | 31e division d'infanterie - général Ledru des Essarts - 4 740 hommes - 20 canons - 400 canonniers                                                   | 1re brigade - Fressinet                      | 11e demi-brigade provisoire d'infanterie de ligne   | 3 bataillons            | 1 185 |
| 11e corps - Maréchal MacDonald, duc de Tarente - Chef d'état-major : général Grundler - Chef de l'artillerie : colonel Lautereau - Chef du Génie : chef de bataillon Marion - 17 008 hommes - 446 cavaliers - 79 canons - 1 580 canonniers, 280 hommes du Train - 220 Sapeurs, 65 Gendarmes | 31e division d'infanterie - général Ledru des Essarts - 4 740 hommes - 20 canons - 400 canonniers                                                   | 1re brigade - Fressinet                      | 13e demi-brigade provisoire d'infanterie de ligne   | 3 bataillons            | 1 185 |
| 11e corps - Maréchal MacDonald, duc de Tarente - Chef d'état-major : général Grundler - Chef de l'artillerie : colonel Lautereau - Chef du Génie : chef de bataillon Marion - 17 008 hommes - 446 cavaliers - 79 canons - 1 580 canonniers, 280 hommes du Train - 220 Sapeurs, 65 Gendarmes | 31e division d'infanterie - général Ledru des Essarts - 4 740 hommes - 20 canons - 400 canonniers                                                   | Brigade napolitaine - Macdonald              | Régiment d’infanterie d'élite (Royaume de Naples)   | 1er bataillon           | 395   |
| 11e corps - Maréchal MacDonald, duc de Tarente - Chef d'état-major : général Grundler - Chef de l'artillerie : colonel Lautereau - Chef du Génie : chef de bataillon Marion - 17 008 hommes - 446 cavaliers - 79 canons - 1 580 canonniers, 280 hommes du Train - 220 Sapeurs, 65 Gendarmes | 31e division d'infanterie - général Ledru des Essarts - 4 740 hommes - 20 canons - 400 canonniers                                                   | Brigade napolitaine - Macdonald              | 4e régiment d'infanterie légère (Royaume de Naples) | 1 et 2e bataillon       | 790   |
| 11e corps - Maréchal MacDonald, duc de Tarente - Chef d'état-major : général Grundler - Chef de l'artillerie : colonel Lautereau - Chef du Génie : chef de bataillon Marion - 17 008 hommes - 446 cavaliers - 79 canons - 1 580 canonniers, 280 hommes du Train - 220 Sapeurs, 65 Gendarmes | 31e division d'infanterie - général Ledru des Essarts - 4 740 hommes - 20 canons - 400 canonniers                                                   | Brigade Westphalienne -                      | 8e régiment d'infanterie de ligne (Westphalie)      | 1er et 2e Bataillon     | 790   |
| 11e corps - Maréchal MacDonald, duc de Tarente - Chef d'état-major : général Grundler - Chef de l'artillerie : colonel Lautereau - Chef du Génie : chef de bataillon Marion - 17 008 hommes - 446 cavaliers - 79 canons - 1 580 canonniers, 280 hommes du Train - 220 Sapeurs, 65 Gendarmes | 31e division d'infanterie - général Ledru des Essarts - 4 740 hommes - 20 canons - 400 canonniers                                                   | Brigade Westphalienne -                      | Régiment d'infanterie légère (Westphalie)           | 4e bataillon            | 395   |
| 11e corps - Maréchal MacDonald, duc de Tarente - Chef d'état-major : général Grundler - Chef de l'artillerie : colonel Lautereau - Chef du Génie : chef de bataillon Marion - 17 008 hommes - 446 cavaliers - 79 canons - 1 580 canonniers, 280 hommes du Train - 220 Sapeurs, 65 Gendarmes | 31e division d'infanterie - général Ledru des Essarts - 4 740 hommes - 20 canons - 400 canonniers                                                   | artillerie                                   | 1er Régiment d'artillerie à pied                    | 5e compagnie            | 8     |
| 11e corps - Maréchal MacDonald, duc de Tarente - Chef d'état-major : général Grundler - Chef de l'artillerie : colonel Lautereau - Chef du Génie : chef de bataillon Marion - 17 008 hommes - 446 cavaliers - 79 canons - 1 580 canonniers, 280 hommes du Train - 220 Sapeurs, 65 Gendarmes | 31e division d'infanterie - général Ledru des Essarts - 4 740 hommes - 20 canons - 400 canonniers                                                   | artillerie                                   | Régiment d'artillerie à pied (Westphalie)           | 2 compagnies            | 12    |
| 11e corps - Maréchal MacDonald, duc de Tarente - Chef d'état-major : général Grundler - Chef de l'artillerie : colonel Lautereau - Chef du Génie : chef de bataillon Marion - 17 008 hommes - 446 cavaliers - 79 canons - 1 580 canonniers, 280 hommes du Train - 220 Sapeurs, 65 Gendarmes | 35e Division d'Infanterie - général Gérard - 3 445 hommes - 14 canons - 280 canonniers, 105 hommes du Train                                         | 1re brigade - Hénin                          | 6e régiment d'infanterie de ligne                   | 3, 4 et 7e bataillon    | 795   |
| 11e corps - Maréchal MacDonald, duc de Tarente - Chef d'état-major : général Grundler - Chef de l'artillerie : colonel Lautereau - Chef du Génie : chef de bataillon Marion - 17 008 hommes - 446 cavaliers - 79 canons - 1 580 canonniers, 280 hommes du Train - 220 Sapeurs, 65 Gendarmes | 35e Division d'Infanterie - général Gérard - 3 445 hommes - 14 canons - 280 canonniers, 105 hommes du Train                                         | 1re brigade - Hénin                          | 112e régiment d'infanterie de ligne                 | 1, 2, 3 et 4e bataillon | 1 060 |
| 11e corps - Maréchal MacDonald, duc de Tarente - Chef d'état-major : général Grundler - Chef de l'artillerie : colonel Lautereau - Chef du Génie : chef de bataillon Marion - 17 008 hommes - 446 cavaliers - 79 canons - 1 580 canonniers, 280 hommes du Train - 220 Sapeurs, 65 Gendarmes | 35e Division d'Infanterie - général Gérard - 3 445 hommes - 14 canons - 280 canonniers, 105 hommes du Train                                         | 2e Brigade - Zucchi                          | 2e régiment d'infanterie légère (Italie)            | 3 et 4e Bataillon       | 530   |
| 11e corps - Maréchal MacDonald, duc de Tarente - Chef d'état-major : général Grundler - Chef de l'artillerie : colonel Lautereau - Chef du Génie : chef de bataillon Marion - 17 008 hommes - 446 cavaliers - 79 canons - 1 580 canonniers, 280 hommes du Train - 220 Sapeurs, 65 Gendarmes | 35e Division d'Infanterie - général Gérard - 3 445 hommes - 14 canons - 280 canonniers, 105 hommes du Train                                         | 2e Brigade - Zucchi                          | 5e régiment d'infanterie de ligne (Italie)          | 1, 2, 3 et 4e Bataillon | 1 060 |
| 11e corps - Maréchal MacDonald, duc de Tarente - Chef d'état-major : général Grundler - Chef de l'artillerie : colonel Lautereau - Chef du Génie : chef de bataillon Marion - 17 008 hommes - 446 cavaliers - 79 canons - 1 580 canonniers, 280 hommes du Train - 220 Sapeurs, 65 Gendarmes | 35e Division d'Infanterie - général Gérard - 3 445 hommes - 14 canons - 280 canonniers, 105 hommes du Train                                         | Artillerie et train                          | 1er Régiment d'artillerie à pied (Italie)           | 6e compagnie            | 8     |
| 11e corps - Maréchal MacDonald, duc de Tarente - Chef d'état-major : général Grundler - Chef de l'artillerie : colonel Lautereau - Chef du Génie : chef de bataillon Marion - 17 008 hommes - 446 cavaliers - 79 canons - 1 580 canonniers, 280 hommes du Train - 220 Sapeurs, 65 Gendarmes | 35e Division d'Infanterie - général Gérard - 3 445 hommes - 14 canons - 280 canonniers, 105 hommes du Train                                         | Artillerie et train                          | Régiment italien d'artillerie à cheval (Italie)     | 3e compagnie            | 6     |
| 11e corps - Maréchal MacDonald, duc de Tarente - Chef d'état-major : général Grundler - Chef de l'artillerie : colonel Lautereau - Chef du Génie : chef de bataillon Marion - 17 008 hommes - 446 cavaliers - 79 canons - 1 580 canonniers, 280 hommes du Train - 220 Sapeurs, 65 Gendarmes | 35e Division d'Infanterie - général Gérard - 3 445 hommes - 14 canons - 280 canonniers, 105 hommes du Train                                         | Artillerie et train                          | 1er bataillon du Train (Italie)                     | 1re compagnie           | 35    |
| 11e corps - Maréchal MacDonald, duc de Tarente - Chef d'état-major : général Grundler - Chef de l'artillerie : colonel Lautereau - Chef du Génie : chef de bataillon Marion - 17 008 hommes - 446 cavaliers - 79 canons - 1 580 canonniers, 280 hommes du Train - 220 Sapeurs, 65 Gendarmes | 35e Division d'Infanterie - général Gérard - 3 445 hommes - 14 canons - 280 canonniers, 105 hommes du Train                                         | Artillerie et train                          | Bataillon du Train (Italie)                         | 3 et 4e compagnie       | 70    |
| 11e corps - Maréchal MacDonald, duc de Tarente - Chef d'état-major : général Grundler - Chef de l'artillerie : colonel Lautereau - Chef du Génie : chef de bataillon Marion - 17 008 hommes - 446 cavaliers - 79 canons - 1 580 canonniers, 280 hommes du Train - 220 Sapeurs, 65 Gendarmes | 36e Division d'Infanterie - général Charpentier - 4 224 hommes - 16 canons - 320 canonniers, 70 hommes du Train                                     | 1re Brigade - Simmer                         | 22e régiment d'infanterie légère                    | 1, 2, 3 et 4e bataillon | 1 536 |
| 11e corps - Maréchal MacDonald, duc de Tarente - Chef d'état-major : général Grundler - Chef de l'artillerie : colonel Lautereau - Chef du Génie : chef de bataillon Marion - 17 008 hommes - 446 cavaliers - 79 canons - 1 580 canonniers, 280 hommes du Train - 220 Sapeurs, 65 Gendarmes | 36e Division d'Infanterie - général Charpentier - 4 224 hommes - 16 canons - 320 canonniers, 70 hommes du Train                                     | 1re Brigade - Simmer                         | 10e régiment d'infanterie de ligne                  | 4 et 6e bataillon       | 768   |
| 11e corps - Maréchal MacDonald, duc de Tarente - Chef d'état-major : général Grundler - Chef de l'artillerie : colonel Lautereau - Chef du Génie : chef de bataillon Marion - 17 008 hommes - 446 cavaliers - 79 canons - 1 580 canonniers, 280 hommes du Train - 220 Sapeurs, 65 Gendarmes | 36e Division d'Infanterie - général Charpentier - 4 224 hommes - 16 canons - 320 canonniers, 70 hommes du Train                                     | 2e Brigade - Meunier                         | 3e régiment d'infanterie légère                     | 3 et 4e bataillon       | 768   |
| 11e corps - Maréchal MacDonald, duc de Tarente - Chef d'état-major : général Grundler - Chef de l'artillerie : colonel Lautereau - Chef du Génie : chef de bataillon Marion - 17 008 hommes - 446 cavaliers - 79 canons - 1 580 canonniers, 280 hommes du Train - 220 Sapeurs, 65 Gendarmes | 36e Division d'Infanterie - général Charpentier - 4 224 hommes - 16 canons - 320 canonniers, 70 hommes du Train                                     | 2e Brigade - Meunier                         | 14e régiment d'infanterie légère                    | 3, 4 et 7e bataillon    | 1 152 |
| 11e corps - Maréchal MacDonald, duc de Tarente - Chef d'état-major : général Grundler - Chef de l'artillerie : colonel Lautereau - Chef du Génie : chef de bataillon Marion - 17 008 hommes - 446 cavaliers - 79 canons - 1 580 canonniers, 280 hommes du Train - 220 Sapeurs, 65 Gendarmes | 36e Division d'Infanterie - général Charpentier - 4 224 hommes - 16 canons - 320 canonniers, 70 hommes du Train                                     | Artillerie et Train                          | 1er régiment d'artillerie à pied                    | 5e compagnie            | 8     |
| 11e corps - Maréchal MacDonald, duc de Tarente - Chef d'état-major : général Grundler - Chef de l'artillerie : colonel Lautereau - Chef du Génie : chef de bataillon Marion - 17 008 hommes - 446 cavaliers - 79 canons - 1 580 canonniers, 280 hommes du Train - 220 Sapeurs, 65 Gendarmes | 36e Division d'Infanterie - général Charpentier - 4 224 hommes - 16 canons - 320 canonniers, 70 hommes du Train                                     | Artillerie et Train                          | 2e régiment d'artillerie à pied                     | 19e compagnie           | 8     |
| 11e corps - Maréchal MacDonald, duc de Tarente - Chef d'état-major : général Grundler - Chef de l'artillerie : colonel Lautereau - Chef du Génie : chef de bataillon Marion - 17 008 hommes - 446 cavaliers - 79 canons - 1 580 canonniers, 280 hommes du Train - 220 Sapeurs, 65 Gendarmes | 36e Division d'Infanterie - général Charpentier - 4 224 hommes - 16 canons - 320 canonniers, 70 hommes du Train                                     | Artillerie et Train                          | 7 et 12e bataillon du Train                         | 2 compagnies            | 70    |
| 11e corps - Maréchal MacDonald, duc de Tarente - Chef d'état-major : général Grundler - Chef de l'artillerie : colonel Lautereau - Chef du Génie : chef de bataillon Marion - 17 008 hommes - 446 cavaliers - 79 canons - 1 580 canonniers, 280 hommes du Train - 220 Sapeurs, 65 Gendarmes | 39e Division d'Infanterie - général Marchand - 4 599 hommes - 7 canons - 140 canonniers                                                             | 1re brigade - von Stockhorn                  | 1er régiment de ligne (Bade)                        | 1er et 2e bataillon     | 1 022 |
| 11e corps - Maréchal MacDonald, duc de Tarente - Chef d'état-major : général Grundler - Chef de l'artillerie : colonel Lautereau - Chef du Génie : chef de bataillon Marion - 17 008 hommes - 446 cavaliers - 79 canons - 1 580 canonniers, 280 hommes du Train - 220 Sapeurs, 65 Gendarmes | 39e Division d'Infanterie - général Marchand - 4 599 hommes - 7 canons - 140 canonniers                                                             | 1re brigade - von Stockhorn                  | 3e régiment de ligne (Bade)                         | 1er et 2e bataillon     | 1 022 |
| 11e corps - Maréchal MacDonald, duc de Tarente - Chef d'état-major : général Grundler - Chef de l'artillerie : colonel Lautereau - Chef du Génie : chef de bataillon Marion - 17 008 hommes - 446 cavaliers - 79 canons - 1 580 canonniers, 280 hommes du Train - 220 Sapeurs, 65 Gendarmes | 39e Division d'Infanterie - général Marchand - 4 599 hommes - 7 canons - 140 canonniers                                                             | 2e Brigade - Prince de Hesse-Darmstadt       | Régiment des Gardes-Fusiliers (Hesse)               | 1er bataillon           | 511   |
| 11e corps - Maréchal MacDonald, duc de Tarente - Chef d'état-major : général Grundler - Chef de l'artillerie : colonel Lautereau - Chef du Génie : chef de bataillon Marion - 17 008 hommes - 446 cavaliers - 79 canons - 1 580 canonniers, 280 hommes du Train - 220 Sapeurs, 65 Gendarmes | 39e Division d'Infanterie - général Marchand - 4 599 hommes - 7 canons - 140 canonniers                                                             | 2e Brigade - Prince de Hesse-Darmstadt       | Régiment des Leib-Gardes (Hesse)                    | 1 et 2e bataillon       | 1 022 |
| 11e corps - Maréchal MacDonald, duc de Tarente - Chef d'état-major : général Grundler - Chef de l'artillerie : colonel Lautereau - Chef du Génie : chef de bataillon Marion - 17 008 hommes - 446 cavaliers - 79 canons - 1 580 canonniers, 280 hommes du Train - 220 Sapeurs, 65 Gendarmes | 39e Division d'Infanterie - général Marchand - 4 599 hommes - 7 canons - 140 canonniers                                                             | 2e Brigade - Prince de Hesse-Darmstadt       | Leib Régiment (Hesse)                               | 1 et 2e bataillon       | 1 022 |
| 11e corps - Maréchal MacDonald, duc de Tarente - Chef d'état-major : général Grundler - Chef de l'artillerie : colonel Lautereau - Chef du Génie : chef de bataillon Marion - 17 008 hommes - 446 cavaliers - 79 canons - 1 580 canonniers, 280 hommes du Train - 220 Sapeurs, 65 Gendarmes | 39e Division d'Infanterie - général Marchand - 4 599 hommes - 7 canons - 140 canonniers                                                             | Artillerie                                   | Régiment d'artillerie badois (Bade)                 | 1 compagnie             | 4     |
| 11e corps - Maréchal MacDonald, duc de Tarente - Chef d'état-major : général Grundler - Chef de l'artillerie : colonel Lautereau - Chef du Génie : chef de bataillon Marion - 17 008 hommes - 446 cavaliers - 79 canons - 1 580 canonniers, 280 hommes du Train - 220 Sapeurs, 65 Gendarmes | 39e Division d'Infanterie - général Marchand - 4 599 hommes - 7 canons - 140 canonniers                                                             | Artillerie                                   | Régiment d'artillerie hessois (Hesse)               | 1 compagnie             | 3     |
| 11e corps - Maréchal MacDonald, duc de Tarente - Chef d'état-major : général Grundler - Chef de l'artillerie : colonel Lautereau - Chef du Génie : chef de bataillon Marion - 17 008 hommes - 446 cavaliers - 79 canons - 1 580 canonniers, 280 hommes du Train - 220 Sapeurs, 65 Gendarmes | Cavalerie légère - 446 cavaliers | 28e brigade de cavalerie légère - Montbrun   | 4e Régiment de Chasseurs à Cheval (Italie)          | 1 et 2e escadron        | 128   |
| 11e corps - Maréchal MacDonald, duc de Tarente - Chef d'état-major : général Grundler - Chef de l'artillerie : colonel Lautereau - Chef du Génie : chef de bataillon Marion - 17 008 hommes - 446 cavaliers - 79 canons - 1 580 canonniers, 280 hommes du Train - 220 Sapeurs, 65 Gendarmes | Cavalerie légère - 446 cavaliers | 28e brigade de cavalerie légère - Montbrun   | 2e régiment de chasseurs à cheval Royaume de Naples | 1, 2, 3 et 4e escadron  | 254   |
| 11e corps - Maréchal MacDonald, duc de Tarente - Chef d'état-major : général Grundler - Chef de l'artillerie : colonel Lautereau - Chef du Génie : chef de bataillon Marion - 17 008 hommes - 446 cavaliers - 79 canons - 1 580 canonniers, 280 hommes du Train - 220 Sapeurs, 65 Gendarmes | Cavalerie légère - 446 cavaliers | 28e brigade de cavalerie légère - Montbrun   | Régiment de chasseurs à cheval de Wurtzbourg        | 1er escadron            | 64    |
| 11e corps - Maréchal MacDonald, duc de Tarente - Chef d'état-major : général Grundler - Chef de l'artillerie : colonel Lautereau - Chef du Génie : chef de bataillon Marion - 17 008 hommes - 446 cavaliers - 79 canons - 1 580 canonniers, 280 hommes du Train - 220 Sapeurs, 65 Gendarmes | Réserve et Parc - 22 canons - 440 canonniers, 105 hommes du Train - 220 Sapeurs, 65 Gendarmes                                                       | Artillerie                                   | Régiment d'artillerie                               | 2 compagnies            | 16    |
| 11e corps - Maréchal MacDonald, duc de Tarente - Chef d'état-major : général Grundler - Chef de l'artillerie : colonel Lautereau - Chef du Génie : chef de bataillon Marion - 17 008 hommes - 446 cavaliers - 79 canons - 1 580 canonniers, 280 hommes du Train - 220 Sapeurs, 65 Gendarmes | Réserve et Parc - 22 canons - 440 canonniers, 105 hommes du Train - 220 Sapeurs, 65 Gendarmes                                                       | Artillerie                                   | Régiment d'artillerie Royaume de Naples             | 1 compagnie             | 6     |
| 11e corps - Maréchal MacDonald, duc de Tarente - Chef d'état-major : général Grundler - Chef de l'artillerie : colonel Lautereau - Chef du Génie : chef de bataillon Marion - 17 008 hommes - 446 cavaliers - 79 canons - 1 580 canonniers, 280 hommes du Train - 220 Sapeurs, 65 Gendarmes | Réserve et Parc - 22 canons - 440 canonniers, 105 hommes du Train - 220 Sapeurs, 65 Gendarmes                                                       | Train                                        | Bataillon du Train                                  | 3 compagnies            | 105   |
| 11e corps - Maréchal MacDonald, duc de Tarente - Chef d'état-major : général Grundler - Chef de l'artillerie : colonel Lautereau - Chef du Génie : chef de bataillon Marion - 17 008 hommes - 446 cavaliers - 79 canons - 1 580 canonniers, 280 hommes du Train - 220 Sapeurs, 65 Gendarmes | Réserve et Parc - 22 canons - 440 canonniers, 105 hommes du Train - 220 Sapeurs, 65 Gendarmes                                                       | Train                                        | Sapeurs                                             | 3 compagnies            | 220   |
| 11e corps - Maréchal MacDonald, duc de Tarente - Chef d'état-major : général Grundler - Chef de l'artillerie : colonel Lautereau - Chef du Génie : chef de bataillon Marion - 17 008 hommes - 446 cavaliers - 79 canons - 1 580 canonniers, 280 hommes du Train - 220 Sapeurs, 65 Gendarmes | Réserve et Parc - 22 canons - 440 canonniers, 105 hommes du Train - 220 Sapeurs, 65 Gendarmes                                                       | Train                                        | Gendarmes                                           | 1 compagnie             | 65    |

| Corps | Division | Brigade                                    | Régiment                                               | Unités                  | Force |
| --- | --- | ------------------------------------------ | ------------------------------------------------------ | ----------------------- | ----- |
| 1er corps de Cavalerie - général La Tour-Maubourg - Chef d'état-major : colonel Mathieu - Chef de l'artillerie : colonel Lavoye - 6 480 cavaliers - 33 canons - 440 canonniers, 280 hommes du Train     | 1re division de cavalerie légère - général Berckheim - 1 850 cavaliers                                                                 | 2e Brigade légère - Montmarie              | 16e régiment de chasseurs à cheval                     | 1er et 2e escadrons     | 308   |
| 1er corps de Cavalerie - général La Tour-Maubourg - Chef d'état-major : colonel Mathieu - Chef de l'artillerie : colonel Lavoye - 6 480 cavaliers - 33 canons - 440 canonniers, 280 hommes du Train     | 1re division de cavalerie légère - général Berckheim - 1 850 cavaliers                                                                 | 2e Brigade légère - Montmarie              | 1er régiment de chevau-légers lanciers                 | 1er et 2e escadrons     | 308   |
| 1er corps de Cavalerie - général La Tour-Maubourg - Chef d'état-major : colonel Mathieu - Chef de l'artillerie : colonel Lavoye - 6 480 cavaliers - 33 canons - 440 canonniers, 280 hommes du Train     | 1re division de cavalerie légère - général Berckheim - 1 850 cavaliers                                                                 | 2e Brigade légère - Montmarie              | 3e Régiment de Chevau-Légers Lanciers                  | 1er et 2e escadrons     | 308   |
| 1er corps de Cavalerie - général La Tour-Maubourg - Chef d'état-major : colonel Mathieu - Chef de l'artillerie : colonel Lavoye - 6 480 cavaliers - 33 canons - 440 canonniers, 280 hommes du Train     | 1re division de cavalerie légère - général Berckheim - 1 850 cavaliers                                                                 | 3e Brigade légère - Piquet                 | 5e Régiment de Chevau-Légers Lanciers                  | 1er et 2e escadrons     | 308   |
| 1er corps de Cavalerie - général La Tour-Maubourg - Chef d'état-major : colonel Mathieu - Chef de l'artillerie : colonel Lavoye - 6 480 cavaliers - 33 canons - 440 canonniers, 280 hommes du Train     | 1re division de cavalerie légère - général Berckheim - 1 850 cavaliers                                                                 | 3e Brigade légère - Piquet                 | 8e Régiment de Chevau-Légers Lanciers (Pologne)        | 1er et 2e escadrons     | 308   |
| 1er corps de Cavalerie - général La Tour-Maubourg - Chef d'état-major : colonel Mathieu - Chef de l'artillerie : colonel Lavoye - 6 480 cavaliers - 33 canons - 440 canonniers, 280 hommes du Train     | 1re division de cavalerie légère - général Berckheim - 1 850 cavaliers                                                                 | 3e Brigade légère - Piquet                 | 1er Régiment de Chasseurs à Cheval (Italie)            | 1, 2, 3 et 4e escadrons | 308   |
| 1er corps de Cavalerie - général La Tour-Maubourg - Chef d'état-major : colonel Mathieu - Chef de l'artillerie : colonel Lavoye - 6 480 cavaliers - 33 canons - 440 canonniers, 280 hommes du Train     | 2e division de cavalerie légère - général Corbineau - 925 cavaliers                                                                    | 1re brigade légère - Coetlosquet           | 6e Régiment de Hussards                                | 1er et 2e escadrons     | 308   |
| 1er corps de Cavalerie - général La Tour-Maubourg - Chef d'état-major : colonel Mathieu - Chef de l'artillerie : colonel Lavoye - 6 480 cavaliers - 33 canons - 440 canonniers, 280 hommes du Train     | 2e division de cavalerie légère - général Corbineau - 925 cavaliers                                                                    | 1re brigade légère - Coetlosquet           | 7e Régiment de Hussards                                | 1er et 2e escadrons     | 308   |
| 1er corps de Cavalerie - général La Tour-Maubourg - Chef d'état-major : colonel Mathieu - Chef de l'artillerie : colonel Lavoye - 6 480 cavaliers - 33 canons - 440 canonniers, 280 hommes du Train     | 2e division de cavalerie légère - général Corbineau - 925 cavaliers                                                                    | 1re brigade légère - Coetlosquet           | 8e Régiment de Hussards                                | 1, 2, 3 et 4e escadrons | 308   |
| 1er corps de Cavalerie - général La Tour-Maubourg - Chef d'état-major : colonel Mathieu - Chef de l'artillerie : colonel Lavoye - 6 480 cavaliers - 33 canons - 440 canonniers, 280 hommes du Train     | 3e division de cavalerie légère - général Chastel - 1 910 cavaliers - 6 canons de 6 - 80 canonniers, 35 hommes du train                | 4e brigade légère - Vallin                 | 8e Régiment de Chasseurs à Cheval                      | 1er et 2e escadrons     | 294   |
| 1er corps de Cavalerie - général La Tour-Maubourg - Chef d'état-major : colonel Mathieu - Chef de l'artillerie : colonel Lavoye - 6 480 cavaliers - 33 canons - 440 canonniers, 280 hommes du Train     | 3e division de cavalerie légère - général Chastel - 1 910 cavaliers - 6 canons de 6 - 80 canonniers, 35 hommes du train                | 4e brigade légère - Vallin                 | 9e Régiment de Chasseurs à Cheval                      | 1er et 2e escadrons     | 294   |
| 1er corps de Cavalerie - général La Tour-Maubourg - Chef d'état-major : colonel Mathieu - Chef de l'artillerie : colonel Lavoye - 6 480 cavaliers - 33 canons - 440 canonniers, 280 hommes du Train     | 3e division de cavalerie légère - général Chastel - 1 910 cavaliers - 6 canons de 6 - 80 canonniers, 35 hommes du train                | 4e brigade légère - Vallin                 | 25e Régiment de Chasseurs à Cheval                     | 1er et 2e escadrons     | 294   |
| 1er corps de Cavalerie - général La Tour-Maubourg - Chef d'état-major : colonel Mathieu - Chef de l'artillerie : colonel Lavoye - 6 480 cavaliers - 33 canons - 440 canonniers, 280 hommes du Train     | 3e division de cavalerie légère - général Chastel - 1 910 cavaliers - 6 canons de 6 - 80 canonniers, 35 hommes du train                | 5e brigade légère - Vial                   | 1er Régiment de Chasseurs à Cheval                     | 1, 2 et 3e escadrons    | 440   |
| 1er corps de Cavalerie - général La Tour-Maubourg - Chef d'état-major : colonel Mathieu - Chef de l'artillerie : colonel Lavoye - 6 480 cavaliers - 33 canons - 440 canonniers, 280 hommes du Train     | 3e division de cavalerie légère - général Chastel - 1 910 cavaliers - 6 canons de 6 - 80 canonniers, 35 hommes du train                | 5e brigade légère - Vial                   | 19e Régiment de Chasseurs à Cheval                     | 1, 2, 3 et 4e escadrons | 588   |
| 1er corps de Cavalerie - général La Tour-Maubourg - Chef d'état-major : colonel Mathieu - Chef de l'artillerie : colonel Lavoye - 6 480 cavaliers - 33 canons - 440 canonniers, 280 hommes du Train     | 3e division de cavalerie légère - général Chastel - 1 910 cavaliers - 6 canons de 6 - 80 canonniers, 35 hommes du train                | Artillerie et Train                        | Régiment d'artillerie à cheval                         | 1 compagnie             | 6     |
| 1er corps de Cavalerie - général La Tour-Maubourg - Chef d'état-major : colonel Mathieu - Chef de l'artillerie : colonel Lavoye - 6 480 cavaliers - 33 canons - 440 canonniers, 280 hommes du Train     | 3e division de cavalerie légère - général Chastel - 1 910 cavaliers - 6 canons de 6 - 80 canonniers, 35 hommes du train                | Artillerie et Train                        | Bataillon du Train                                     | 1 compagnie             | 35    |
| 1er corps de Cavalerie - général La Tour-Maubourg - Chef d'état-major : colonel Mathieu - Chef de l'artillerie : colonel Lavoye - 6 480 cavaliers - 33 canons - 440 canonniers, 280 hommes du Train     | 1re division de grosse cavalerie - général de Bordessoulle - 1 255 cavaliers - 6 canons de 6 - 80 canonniers, 35 hommes du train       | 1re brigade lourde - Sopransi              | 2e régiment de cuirassiers                             | 1er et 2e escadrons     | 100   |
| 1er corps de Cavalerie - général La Tour-Maubourg - Chef d'état-major : colonel Mathieu - Chef de l'artillerie : colonel Lavoye - 6 480 cavaliers - 33 canons - 440 canonniers, 280 hommes du Train     | 1re division de grosse cavalerie - général de Bordessoulle - 1 255 cavaliers - 6 canons de 6 - 80 canonniers, 35 hommes du train       | 1re brigade lourde - Sopransi              | 3e régiment de cuirassiers                             | 1, 2 et 3e escadrons    | 150   |
| 1er corps de Cavalerie - général La Tour-Maubourg - Chef d'état-major : colonel Mathieu - Chef de l'artillerie : colonel Lavoye - 6 480 cavaliers - 33 canons - 440 canonniers, 280 hommes du Train     | 1re division de grosse cavalerie - général de Bordessoulle - 1 255 cavaliers - 6 canons de 6 - 80 canonniers, 35 hommes du train       | 1re brigade lourde - Sopransi              | 6e régiment de cuirassiers                             | 1, 2 et 3e escadrons    | 150   |
| 1er corps de Cavalerie - général La Tour-Maubourg - Chef d'état-major : colonel Mathieu - Chef de l'artillerie : colonel Lavoye - 6 480 cavaliers - 33 canons - 440 canonniers, 280 hommes du Train     | 1re division de grosse cavalerie - général de Bordessoulle - 1 255 cavaliers - 6 canons de 6 - 80 canonniers, 35 hommes du train       | 2e brigade lourde - Bessières              | 9e régiment de cuirassiers                             | 1, 2 et 3e escadrons    | 150   |
| 1er corps de Cavalerie - général La Tour-Maubourg - Chef d'état-major : colonel Mathieu - Chef de l'artillerie : colonel Lavoye - 6 480 cavaliers - 33 canons - 440 canonniers, 280 hommes du Train     | 1re division de grosse cavalerie - général de Bordessoulle - 1 255 cavaliers - 6 canons de 6 - 80 canonniers, 35 hommes du train       | 2e brigade lourde - Bessières              | 11e régiment de cuirassiers                            | 1, 2 et 3e escadrons    | 150   |
| 1er corps de Cavalerie - général La Tour-Maubourg - Chef d'état-major : colonel Mathieu - Chef de l'artillerie : colonel Lavoye - 6 480 cavaliers - 33 canons - 440 canonniers, 280 hommes du Train     | 1re division de grosse cavalerie - général de Bordessoulle - 1 255 cavaliers - 6 canons de 6 - 80 canonniers, 35 hommes du train       | 2e brigade lourde - Bessières              | 12e régiment de cuirassiers                            | 1, 2 et 3e escadrons    | 150   |
| 1er corps de Cavalerie - général La Tour-Maubourg - Chef d'état-major : colonel Mathieu - Chef de l'artillerie : colonel Lavoye - 6 480 cavaliers - 33 canons - 440 canonniers, 280 hommes du Train     | 1re division de grosse cavalerie - général de Bordessoulle - 1 255 cavaliers - 6 canons de 6 - 80 canonniers, 35 hommes du train       | 3e brigade lourde - Lessing                | 1er régiment de cuirassiers de la garde saxonne (Saxe) | 1, 2, 3 et 4e escadrons | 200   |
| 1er corps de Cavalerie - général La Tour-Maubourg - Chef d'état-major : colonel Mathieu - Chef de l'artillerie : colonel Lavoye - 6 480 cavaliers - 33 canons - 440 canonniers, 280 hommes du Train     | 1re division de grosse cavalerie - général de Bordessoulle - 1 255 cavaliers - 6 canons de 6 - 80 canonniers, 35 hommes du train       | 3e brigade lourde - Lessing                | 2e régiment de cuirassiers de Zastrow (de) (Saxe)      | 1, 2, 3 et 4e escadrons | 200   |
| 1er corps de Cavalerie - général La Tour-Maubourg - Chef d'état-major : colonel Mathieu - Chef de l'artillerie : colonel Lavoye - 6 480 cavaliers - 33 canons - 440 canonniers, 280 hommes du Train     | 1re division de grosse cavalerie - général de Bordessoulle - 1 255 cavaliers - 6 canons de 6 - 80 canonniers, 35 hommes du train       | Artillerie et Train                        | Régiment d'artillerie à cheval                         | 1 compagnie             | 6     |
| 1er corps de Cavalerie - général La Tour-Maubourg - Chef d'état-major : colonel Mathieu - Chef de l'artillerie : colonel Lavoye - 6 480 cavaliers - 33 canons - 440 canonniers, 280 hommes du Train     | 1re division de grosse cavalerie - général de Bordessoulle - 1 255 cavaliers - 6 canons de 6 - 80 canonniers, 35 hommes du train       | Artillerie et Train                        | Bataillon du Train                                     | 1 compagnie             | 35    |
| 1er corps de Cavalerie - général La Tour-Maubourg - Chef d'état-major : colonel Mathieu - Chef de l'artillerie : colonel Lavoye - 6 480 cavaliers - 33 canons - 440 canonniers, 280 hommes du Train     | 3e division de grosse cavalerie - général Lalaing d'Audenarde - 540 cavaliers - 6 canons de 6 - 80 canonniers, 35 hommes du Train      | 1re brigade lourde - Lalaing d'Audernarde  | 4e régiment de cuirassiers                             | 1, 2 et 3e escadrons    | 78    |
| 1er corps de Cavalerie - général La Tour-Maubourg - Chef d'état-major : colonel Mathieu - Chef de l'artillerie : colonel Lavoye - 6 480 cavaliers - 33 canons - 440 canonniers, 280 hommes du Train     | 3e division de grosse cavalerie - général Lalaing d'Audenarde - 540 cavaliers - 6 canons de 6 - 80 canonniers, 35 hommes du Train      | 1re brigade lourde - Lalaing d'Audernarde  | 7e régiment de cuirassiers                             | 1, 2 et 3e escadrons    | 78    |
| 1er corps de Cavalerie - général La Tour-Maubourg - Chef d'état-major : colonel Mathieu - Chef de l'artillerie : colonel Lavoye - 6 480 cavaliers - 33 canons - 440 canonniers, 280 hommes du Train     | 3e division de grosse cavalerie - général Lalaing d'Audenarde - 540 cavaliers - 6 canons de 6 - 80 canonniers, 35 hommes du Train      | 1re brigade lourde - Lalaing d'Audernarde  | 14e régiment de cuirassiers                            | 1er et 2e escadrons     | 52    |
| 1er corps de Cavalerie - général La Tour-Maubourg - Chef d'état-major : colonel Mathieu - Chef de l'artillerie : colonel Lavoye - 6 480 cavaliers - 33 canons - 440 canonniers, 280 hommes du Train     | 3e division de grosse cavalerie - général Lalaing d'Audenarde - 540 cavaliers - 6 canons de 6 - 80 canonniers, 35 hommes du Train      | 1re brigade lourde - Lalaing d'Audernarde  | Régiment des Dragons Napoléon (Italie)                 | 1, 2, 3 et 4e escadrons | 104   |
| 1er corps de Cavalerie - général La Tour-Maubourg - Chef d'état-major : colonel Mathieu - Chef de l'artillerie : colonel Lavoye - 6 480 cavaliers - 33 canons - 440 canonniers, 280 hommes du Train     | 3e division de grosse cavalerie - général Lalaing d'Audenarde - 540 cavaliers - 6 canons de 6 - 80 canonniers, 35 hommes du Train      | 2e brigade lourde - Reiset                 | 7e régiment de dragons                                 | 1er et 2e escadrons     | 52    |
| 1er corps de Cavalerie - général La Tour-Maubourg - Chef d'état-major : colonel Mathieu - Chef de l'artillerie : colonel Lavoye - 6 480 cavaliers - 33 canons - 440 canonniers, 280 hommes du Train     | 3e division de grosse cavalerie - général Lalaing d'Audenarde - 540 cavaliers - 6 canons de 6 - 80 canonniers, 35 hommes du Train      | 2e brigade lourde - Reiset                 | 23e régiment de dragons                                | 1, 2 et 3e escadrons    | 78    |
| 1er corps de Cavalerie - général La Tour-Maubourg - Chef d'état-major : colonel Mathieu - Chef de l'artillerie : colonel Lavoye - 6 480 cavaliers - 33 canons - 440 canonniers, 280 hommes du Train     | 3e division de grosse cavalerie - général Lalaing d'Audenarde - 540 cavaliers - 6 canons de 6 - 80 canonniers, 35 hommes du Train      | 2e brigade lourde - Reiset                 | 28e régiment de dragons                                | 1er et 2e escadrons     | 52    |
| 1er corps de Cavalerie - général La Tour-Maubourg - Chef d'état-major : colonel Mathieu - Chef de l'artillerie : colonel Lavoye - 6 480 cavaliers - 33 canons - 440 canonniers, 280 hommes du Train     | 3e division de grosse cavalerie - général Lalaing d'Audenarde - 540 cavaliers - 6 canons de 6 - 80 canonniers, 35 hommes du Train      | 2e brigade lourde - Reiset                 | 30e régiment de dragons                                | 1er et 2e escadrons     | 52    |
| 1er corps de Cavalerie - général La Tour-Maubourg - Chef d'état-major : colonel Mathieu - Chef de l'artillerie : colonel Lavoye - 6 480 cavaliers - 33 canons - 440 canonniers, 280 hommes du Train     | 3e division de grosse cavalerie - général Lalaing d'Audenarde - 540 cavaliers - 6 canons de 6 - 80 canonniers, 35 hommes du Train      | Artillerie et Train                        | Régiment d'artillerie à cheval (Italie)                | 1 compagnie             | 6     |
| 1er corps de Cavalerie - général La Tour-Maubourg - Chef d'état-major : colonel Mathieu - Chef de l'artillerie : colonel Lavoye - 6 480 cavaliers - 33 canons - 440 canonniers, 280 hommes du Train     | 3e division de grosse cavalerie - général Lalaing d'Audenarde - 540 cavaliers - 6 canons de 6 - 80 canonniers, 35 hommes du Train      | Artillerie et Train                        | Bataillon du Train (Italie)                            | 1 compagnie             | 35    |
| 1er corps de Cavalerie - général La Tour-Maubourg - Chef d'état-major : colonel Mathieu - Chef de l'artillerie : colonel Lavoye - 6 480 cavaliers - 33 canons - 440 canonniers, 280 hommes du Train     | Réserve et parc - 15 canons de 6 - 200 canonniers, 175 hommes du Train                                                                 | Artillerie                                 | 1, 3, 4 et 6e régiments d'artillerie à cheval          | 4 compagnies            | 12    |
| 1er corps de Cavalerie - général La Tour-Maubourg - Chef d'état-major : colonel Mathieu - Chef de l'artillerie : colonel Lavoye - 6 480 cavaliers - 33 canons - 440 canonniers, 280 hommes du Train     | Réserve et parc - 15 canons de 6 - 200 canonniers, 175 hommes du Train                                                                 | Artillerie                                 | 3e régiment d'artillerie à cheval saxonne (Saxe)       | 1 compagnie             | 3     |
| 1er corps de Cavalerie - général La Tour-Maubourg - Chef d'état-major : colonel Mathieu - Chef de l'artillerie : colonel Lavoye - 6 480 cavaliers - 33 canons - 440 canonniers, 280 hommes du Train     | Réserve et parc - 15 canons de 6 - 200 canonniers, 175 hommes du Train                                                                 | Train                                      | 8e et 16e bataillon du Train                           | 4 compagnies            | 140   |
| 1er corps de Cavalerie - général La Tour-Maubourg - Chef d'état-major : colonel Mathieu - Chef de l'artillerie : colonel Lavoye - 6 480 cavaliers - 33 canons - 440 canonniers, 280 hommes du Train     | Réserve et parc - 15 canons de 6 - 200 canonniers, 175 hommes du Train                                                                 | Train                                      | 1er bataillon du train saxon (Saxe)                    | 1 compagnie             | 35    |
| 2e corps de Cavalerie - général Sebastiani de la Porta - Chef d'état-major : Colonel Lascours - Chef de l'artillerie : Colonel Colin - 5 676 cavaliers - 12 canons - 160 canonniers, 85 hommes du Train | 2e division de cavalerie légère - général Roussel d'Hurbal - 2 154 cavaliers - 3 canons de 6 - 40 canonniers, 25 hommes du Train       | 7e brigade légère - Lagrange               | 2e Régiment de Chevau-Légers Lanciers                  | 1, 2 et 3e escadrons    | 340   |
| 2e corps de Cavalerie - général Sebastiani de la Porta - Chef d'état-major : Colonel Lascours - Chef de l'artillerie : Colonel Colin - 5 676 cavaliers - 12 canons - 160 canonniers, 85 hommes du Train | 2e division de cavalerie légère - général Roussel d'Hurbal - 2 154 cavaliers - 3 canons de 6 - 40 canonniers, 25 hommes du Train       | 7e brigade légère - Lagrange               | 11e Régiment de Chasseurs à Cheval                     | 1, 2 et 3e escadrons    | 340   |
| 2e corps de Cavalerie - général Sebastiani de la Porta - Chef d'état-major : Colonel Lascours - Chef de l'artillerie : Colonel Colin - 5 676 cavaliers - 12 canons - 160 canonniers, 85 hommes du Train | 2e division de cavalerie légère - général Roussel d'Hurbal - 2 154 cavaliers - 3 canons de 6 - 40 canonniers, 25 hommes du Train       | 7e brigade légère - Lagrange               | 12e Régiment de Chasseurs à Cheval                     | 1, 2 et 3e escadrons    | 340   |
| 2e corps de Cavalerie - général Sebastiani de la Porta - Chef d'état-major : Colonel Lascours - Chef de l'artillerie : Colonel Colin - 5 676 cavaliers - 12 canons - 160 canonniers, 85 hommes du Train | 2e division de cavalerie légère - général Roussel d'Hurbal - 2 154 cavaliers - 3 canons de 6 - 40 canonniers, 25 hommes du Train       | 8e brigade légère - Dommanget              | 4e Régiment de Chevau-Légers Lanciers                  | 1, 2 et 3e escadrons    | 340   |
| 2e corps de Cavalerie - général Sebastiani de la Porta - Chef d'état-major : Colonel Lascours - Chef de l'artillerie : Colonel Colin - 5 676 cavaliers - 12 canons - 160 canonniers, 85 hommes du Train | 2e division de cavalerie légère - général Roussel d'Hurbal - 2 154 cavaliers - 3 canons de 6 - 40 canonniers, 25 hommes du Train       | 8e brigade légère - Dommanget              | 5e Régiment de Hussards                                | 1, 2 et 3e escadrons    | 340   |
| 2e corps de Cavalerie - général Sebastiani de la Porta - Chef d'état-major : Colonel Lascours - Chef de l'artillerie : Colonel Colin - 5 676 cavaliers - 12 canons - 160 canonniers, 85 hommes du Train | 2e division de cavalerie légère - général Roussel d'Hurbal - 2 154 cavaliers - 3 canons de 6 - 40 canonniers, 25 hommes du Train       | 8e brigade légère - Dommanget              | 9e Régiment de Hussards                                | 1, 2, 3 et 4e escadrons | 454   |
| 2e corps de Cavalerie - général Sebastiani de la Porta - Chef d'état-major : Colonel Lascours - Chef de l'artillerie : Colonel Colin - 5 676 cavaliers - 12 canons - 160 canonniers, 85 hommes du Train | 2e division de cavalerie légère - général Roussel d'Hurbal - 2 154 cavaliers - 3 canons de 6 - 40 canonniers, 25 hommes du Train       | Artillerie et Train                        | 1er régiment d'artillerie à cheval                     | 7e compagnie            | 3     |
| 2e corps de Cavalerie - général Sebastiani de la Porta - Chef d'état-major : Colonel Lascours - Chef de l'artillerie : Colonel Colin - 5 676 cavaliers - 12 canons - 160 canonniers, 85 hommes du Train | 2e division de cavalerie légère - général Roussel d'Hurbal - 2 154 cavaliers - 3 canons de 6 - 40 canonniers, 25 hommes du Train       | Artillerie et Train                        | 11e bataillon du train                                 | 2e compagnie            | 25    |
| 2e corps de Cavalerie - général Sebastiani de la Porta - Chef d'état-major : Colonel Lascours - Chef de l'artillerie : Colonel Colin - 5 676 cavaliers - 12 canons - 160 canonniers, 85 hommes du Train | 4e division de cavalerie légère - général Exelmans - 2 722 cavaliers - 3 canons de 6 - 40 canonniers, 25 hommes du Train               | 9e brigade légère - Maurin                 | 6e Régiment de Chevau-Légers Lanciers                  | 1, 2 et 3e escadrons    | 340   |
| 2e corps de Cavalerie - général Sebastiani de la Porta - Chef d'état-major : Colonel Lascours - Chef de l'artillerie : Colonel Colin - 5 676 cavaliers - 12 canons - 160 canonniers, 85 hommes du Train | 4e division de cavalerie légère - général Exelmans - 2 722 cavaliers - 3 canons de 6 - 40 canonniers, 25 hommes du Train               | 9e brigade légère - Maurin                 | 4e Régiment de Chasseurs à Cheval                      | 1, 2 et 3e escadrons    | 340   |
| 2e corps de Cavalerie - général Sebastiani de la Porta - Chef d'état-major : Colonel Lascours - Chef de l'artillerie : Colonel Colin - 5 676 cavaliers - 12 canons - 160 canonniers, 85 hommes du Train | 4e division de cavalerie légère - général Exelmans - 2 722 cavaliers - 3 canons de 6 - 40 canonniers, 25 hommes du Train               | 9e brigade légère - Maurin                 | 7e Régiment de Chasseurs à Cheval                      | 1, 2, 3 et 4e escadrons | 454   |
| 2e corps de Cavalerie - général Sebastiani de la Porta - Chef d'état-major : Colonel Lascours - Chef de l'artillerie : Colonel Colin - 5 676 cavaliers - 12 canons - 160 canonniers, 85 hommes du Train | 4e division de cavalerie légère - général Exelmans - 2 722 cavaliers - 3 canons de 6 - 40 canonniers, 25 hommes du Train               | 9e brigade légère - Maurin                 | 20e Régiment de Chasseurs à Cheval                     | 1, 2, 3 et 4e escadrons | 454   |
| 2e corps de Cavalerie - général Sebastiani de la Porta - Chef d'état-major : Colonel Lascours - Chef de l'artillerie : Colonel Colin - 5 676 cavaliers - 12 canons - 160 canonniers, 85 hommes du Train | 4e division de cavalerie légère - général Exelmans - 2 722 cavaliers - 3 canons de 6 - 40 canonniers, 25 hommes du Train               | 10e brigade légère - Wathiez               | 11e Régiment de Hussards                               | 1, 2 et 3e escadrons    | 340   |
| 2e corps de Cavalerie - général Sebastiani de la Porta - Chef d'état-major : Colonel Lascours - Chef de l'artillerie : Colonel Colin - 5 676 cavaliers - 12 canons - 160 canonniers, 85 hommes du Train | 4e division de cavalerie légère - général Exelmans - 2 722 cavaliers - 3 canons de 6 - 40 canonniers, 25 hommes du Train               | 10e brigade légère - Wathiez               | 23e Régiment de Chasseurs à Cheval                     | 1, 2, 3 et 4e escadrons | 454   |
| 2e corps de Cavalerie - général Sebastiani de la Porta - Chef d'état-major : Colonel Lascours - Chef de l'artillerie : Colonel Colin - 5 676 cavaliers - 12 canons - 160 canonniers, 85 hommes du Train | 4e division de cavalerie légère - général Exelmans - 2 722 cavaliers - 3 canons de 6 - 40 canonniers, 25 hommes du Train               | 10e brigade légère - Wathiez               | 24e Régiment de Chasseurs à Cheval                     | 1, 2 et 3e escadrons    | 340   |
| 2e corps de Cavalerie - général Sebastiani de la Porta - Chef d'état-major : Colonel Lascours - Chef de l'artillerie : Colonel Colin - 5 676 cavaliers - 12 canons - 160 canonniers, 85 hommes du Train | 4e division de cavalerie légère - général Exelmans - 2 722 cavaliers - 3 canons de 6 - 40 canonniers, 25 hommes du Train               | Artillerie et Train                        | 4e régiment d'artillerie à cheval                      | 7e compagnie            | 3     |
| 2e corps de Cavalerie - général Sebastiani de la Porta - Chef d'état-major : Colonel Lascours - Chef de l'artillerie : Colonel Colin - 5 676 cavaliers - 12 canons - 160 canonniers, 85 hommes du Train | 4e division de cavalerie légère - général Exelmans - 2 722 cavaliers - 3 canons de 6 - 40 canonniers, 25 hommes du Train               | Artillerie et Train                        | 11e bataillon du Train                                 | 4e compagnie            | 25    |
| 2e corps de Cavalerie - général Sebastiani de la Porta - Chef d'état-major : Colonel Lascours - Chef de l'artillerie : Colonel Colin - 5 676 cavaliers - 12 canons - 160 canonniers, 85 hommes du Train | 2e division de cavalerie lourde - général Decrest de Saint-Germain - 800 cavaliers - 6 canons de 6 - 80 canonniers, 35 hommes du Train | 1re brigade lourde - Général Haugéranville | 1er Régiment de Carabiniers                            | 1, 2 et 3e escadrons    | 150   |
| 2e corps de Cavalerie - général Sebastiani de la Porta - Chef d'état-major : Colonel Lascours - Chef de l'artillerie : Colonel Colin - 5 676 cavaliers - 12 canons - 160 canonniers, 85 hommes du Train | 2e division de cavalerie lourde - général Decrest de Saint-Germain - 800 cavaliers - 6 canons de 6 - 80 canonniers, 35 hommes du Train | 1re brigade lourde - Général Haugéranville | 2e Régiment de Carabiniers                             | 1, 2 et 3e escadrons    | 150   |
| 2e corps de Cavalerie - général Sebastiani de la Porta - Chef d'état-major : Colonel Lascours - Chef de l'artillerie : Colonel Colin - 5 676 cavaliers - 12 canons - 160 canonniers, 85 hommes du Train | 2e division de cavalerie lourde - général Decrest de Saint-Germain - 800 cavaliers - 6 canons de 6 - 80 canonniers, 35 hommes du Train | 1re brigade lourde - Général Haugéranville | 1er régiment de cuirassiers                            | 1, 2 et 3e escadrons    | 150   |
| 2e corps de Cavalerie - général Sebastiani de la Porta - Chef d'état-major : Colonel Lascours - Chef de l'artillerie : Colonel Colin - 5 676 cavaliers - 12 canons - 160 canonniers, 85 hommes du Train | 2e division de cavalerie lourde - général Decrest de Saint-Germain - 800 cavaliers - 6 canons de 6 - 80 canonniers, 35 hommes du Train | 2e brigade lourde - Thiry                  | 5e régiment de cuirassiers                             | 1, 2 et 3e escadrons    | 150   |
| 2e corps de Cavalerie - général Sebastiani de la Porta - Chef d'état-major : Colonel Lascours - Chef de l'artillerie : Colonel Colin - 5 676 cavaliers - 12 canons - 160 canonniers, 85 hommes du Train | 2e division de cavalerie lourde - général Decrest de Saint-Germain - 800 cavaliers - 6 canons de 6 - 80 canonniers, 35 hommes du Train | 2e brigade lourde - Thiry                  | 8e régiment de cuirassiers                             | 1er et 2e escadrons     | 100   |
| 2e corps de Cavalerie - général Sebastiani de la Porta - Chef d'état-major : Colonel Lascours - Chef de l'artillerie : Colonel Colin - 5 676 cavaliers - 12 canons - 160 canonniers, 85 hommes du Train | 2e division de cavalerie lourde - général Decrest de Saint-Germain - 800 cavaliers - 6 canons de 6 - 80 canonniers, 35 hommes du Train | 2e brigade lourde - Thiry                  | 10e régiment de cuirassiers                            | 1er et 2e escadrons     | 100   |
| 2e corps de Cavalerie - général Sebastiani de la Porta - Chef d'état-major : Colonel Lascours - Chef de l'artillerie : Colonel Colin - 5 676 cavaliers - 12 canons - 160 canonniers, 85 hommes du Train | 2e division de cavalerie lourde - général Decrest de Saint-Germain - 800 cavaliers - 6 canons de 6 - 80 canonniers, 35 hommes du Train | Artillerie et Train                        | 6e régiment d'artillerie à cheval                      | 8e compagnie            | 6     |
| 2e corps de Cavalerie - général Sebastiani de la Porta - Chef d'état-major : Colonel Lascours - Chef de l'artillerie : Colonel Colin - 5 676 cavaliers - 12 canons - 160 canonniers, 85 hommes du Train | 2e division de cavalerie lourde - général Decrest de Saint-Germain - 800 cavaliers - 6 canons de 6 - 80 canonniers, 35 hommes du Train | Artillerie et Train                        | 13e bataillon du Train                                 | 3e compagnie            | 35    |
| 5e corps de cavalerie - général Pajol - 4 218 cavaliers - 12 canons - 153 canonniers, 154 hommes du Train                                                                                               | 9e division de cavalerie légère - général Piré - 1 120 cavaliers                                                                       | 32e brigade légère - Klicki                | 3e Régiment de Hussards                                | 1, 3 et 4e escadrons    | 294   |
| 5e corps de cavalerie - général Pajol - 4 218 cavaliers - 12 canons - 153 canonniers, 154 hommes du Train                                                                                               | 9e division de cavalerie légère - général Piré - 1 120 cavaliers                                                                       | 32e brigade légère - Klicki                | 27e Régiment de Chasseurs à Cheval                     | 1, 2, 3 et 4e escadrons | 395   |
| 5e corps de cavalerie - général Pajol - 4 218 cavaliers - 12 canons - 153 canonniers, 154 hommes du Train                                                                                               | 9e division de cavalerie légère - général Piré - 1 120 cavaliers                                                                       | 33e brigade légère - Vial                  | 14e Régiment de Chasseurs à Cheval                     | 1, 3 et 4e escadrons    | 241   |
| 5e corps de cavalerie - général Pajol - 4 218 cavaliers - 12 canons - 153 canonniers, 154 hommes du Train                                                                                               | 9e division de cavalerie légère - général Piré - 1 120 cavaliers                                                                       | 33e brigade légère - Vial                  | 26e Régiment de Chasseurs à Cheval                     | 1, 3 et 4e escadrons    | 190   |
| 5e corps de cavalerie - général Pajol - 4 218 cavaliers - 12 canons - 153 canonniers, 154 hommes du Train                                                                                               | 5e division de cavalerie lourde - général Lhéritier - 1 618 cavaliers - 3 canons de 6 - 40 canonniers, 35 hommes du Train              | 1re brigade - Queunot                      | 2e Régiment de Dragons                                 | 1, 2 et 3e escadrons    | 350   |
| 5e corps de cavalerie - général Pajol - 4 218 cavaliers - 12 canons - 153 canonniers, 154 hommes du Train                                                                                               | 5e division de cavalerie lourde - général Lhéritier - 1 618 cavaliers - 3 canons de 6 - 40 canonniers, 35 hommes du Train              | 1re brigade - Queunot                      | 6e régiment de dragons                                 | 1, 3 et 4e escadrons    | 314   |
| 5e corps de cavalerie - général Pajol - 4 218 cavaliers - 12 canons - 153 canonniers, 154 hommes du Train                                                                                               | 5e division de cavalerie lourde - général Lhéritier - 1 618 cavaliers - 3 canons de 6 - 40 canonniers, 35 hommes du Train              | 1re brigade - Queunot                      | 11e régiment de dragons                                | 1, 2, 3 et 4e escadrons | 383   |
| 5e corps de cavalerie - général Pajol - 4 218 cavaliers - 12 canons - 153 canonniers, 154 hommes du Train                                                                                               | 5e division de cavalerie lourde - général Lhéritier - 1 618 cavaliers - 3 canons de 6 - 40 canonniers, 35 hommes du Train              | 2e brigade - Collaret                      | 13e régiment de dragons                                | 1er et 3e escadrons     | 240   |
| 5e corps de cavalerie - général Pajol - 4 218 cavaliers - 12 canons - 153 canonniers, 154 hommes du Train                                                                                               | 5e division de cavalerie lourde - général Lhéritier - 1 618 cavaliers - 3 canons de 6 - 40 canonniers, 35 hommes du Train              | 2e brigade - Collaret                      | 15e régiment de dragons                                | 1, 2 et 3e escadrons    | 331   |
| 5e corps de cavalerie - général Pajol - 4 218 cavaliers - 12 canons - 153 canonniers, 154 hommes du Train                                                                                               | 5e division de cavalerie lourde - général Lhéritier - 1 618 cavaliers - 3 canons de 6 - 40 canonniers, 35 hommes du Train              | Artillerie et Train                        | Artillerie à cheval                                    | 1 compagnie             | 3     |
| 5e corps de cavalerie - général Pajol - 4 218 cavaliers - 12 canons - 153 canonniers, 154 hommes du Train                                                                                               | 5e division de cavalerie lourde - général Lhéritier - 1 618 cavaliers - 3 canons de 6 - 40 canonniers, 35 hommes du Train              | Artillerie et Train                        | Bataillon du Train                                     | 1 compagnie             | 35    |
| 5e corps de cavalerie - général Pajol - 4 218 cavaliers - 12 canons - 153 canonniers, 154 hommes du Train                                                                                               | 6e division de cavalerie lourde - général Milhaud - 1 480 cavaliers - 3 canons de 6 - 40 canonniers, 35 hommes du Train                | 1re brigade - Lamotte                      | 18e régiment de dragons                                | 1er et 3e escadrons     | 220   |
| 5e corps de cavalerie - général Pajol - 4 218 cavaliers - 12 canons - 153 canonniers, 154 hommes du Train                                                                                               | 6e division de cavalerie lourde - général Milhaud - 1 480 cavaliers - 3 canons de 6 - 40 canonniers, 35 hommes du Train                | 1re brigade - Lamotte                      | 19e régiment de dragons                                | 1er et 3e escadrons     | 253   |
| 5e corps de cavalerie - général Pajol - 4 218 cavaliers - 12 canons - 153 canonniers, 154 hommes du Train                                                                                               | 6e division de cavalerie lourde - général Milhaud - 1 480 cavaliers - 3 canons de 6 - 40 canonniers, 35 hommes du Train                | 1re brigade - Lamotte                      | 20e régiment de dragons                                | 1er et 3e escadrons     | 478   |
| 5e corps de cavalerie - général Pajol - 4 218 cavaliers - 12 canons - 153 canonniers, 154 hommes du Train                                                                                               | 6e division de cavalerie lourde - général Milhaud - 1 480 cavaliers - 3 canons de 6 - 40 canonniers, 35 hommes du Train                | 2e brigade - Montélégier                   | 22e régiment de dragons                                | 1, 2 et 3e escadrons    | 263   |
| 5e corps de cavalerie - général Pajol - 4 218 cavaliers - 12 canons - 153 canonniers, 154 hommes du Train                                                                                               | 6e division de cavalerie lourde - général Milhaud - 1 480 cavaliers - 3 canons de 6 - 40 canonniers, 35 hommes du Train                | 2e brigade - Montélégier                   | 25e régiment de dragons                                | 1, 2 et 3e escadrons    | 266   |
| 5e corps de cavalerie - général Pajol - 4 218 cavaliers - 12 canons - 153 canonniers, 154 hommes du Train                                                                                               | 6e division de cavalerie lourde - général Milhaud - 1 480 cavaliers - 3 canons de 6 - 40 canonniers, 35 hommes du Train                | Artillerie et Train                        | Artillerie à cheval                                    | 1 compagnie             | 3     |
| 5e corps de cavalerie - général Pajol - 4 218 cavaliers - 12 canons - 153 canonniers, 154 hommes du Train                                                                                               | 6e division de cavalerie lourde - général Milhaud - 1 480 cavaliers - 3 canons de 6 - 40 canonniers, 35 hommes du Train                | Artillerie et Train                        | Bataillon du Train                                     | 1 compagnie             | 35    |
| 5e corps de cavalerie - général Pajol - 4 218 cavaliers - 12 canons - 153 canonniers, 154 hommes du Train                                                                                               | Réserve et parc | artillerie                                 | 3e régiment d'artillerie à cheval                      | 5e compagnie            | 6     |
| 5e corps de cavalerie - général Pajol - 4 218 cavaliers - 12 canons - 153 canonniers, 154 hommes du Train                                                                                               | Réserve et parc | Train                                      | 11e Bataillon du Train                                 | 1 compagnie             | 84    |

## Aile gauche -Maréchal Ney, Prince de la Moskowa
| Corps | Division | Brigade                           | Régiment                                                      | Unités                         | Force |
| --- | --- | --------------------------------- | ------------------------------------------------------------- | ------------------------------ | ----- |
| 3e corps - général Souham - Chef d'état-major : Général Tarayre - Chef de l'artillerie : Général Charbonnel - Chef du Génie : Général Valazé - 15 564 hommes - 684 cavaliers - 65 canons - 866 canonniers, 435 hommes du Train - 300 sapeurs, 50 gendarmes | 8e Division d'Infanterie - général Brayer - 5 490 hommes - 16 canons - 210 canonniers, 70 hommes du Train                         | 1re brigade - Fournier            | 6e régiment d'infanterie légère                               | 2e et 3e bataillons            | 732   |
| 3e corps - général Souham - Chef d'état-major : Général Tarayre - Chef de l'artillerie : Général Charbonnel - Chef du Génie : Général Valazé - 15 564 hommes - 684 cavaliers - 65 canons - 866 canonniers, 435 hommes du Train - 300 sapeurs, 50 gendarmes | 8e Division d'Infanterie - général Brayer - 5 490 hommes - 16 canons - 210 canonniers, 70 hommes du Train                         | 1re brigade - Fournier            | 16e régiment d'infanterie légère                              | 2e et 3e bataillons            | 732   |
| 3e corps - général Souham - Chef d'état-major : Général Tarayre - Chef de l'artillerie : Général Charbonnel - Chef du Génie : Général Valazé - 15 564 hommes - 684 cavaliers - 65 canons - 866 canonniers, 435 hommes du Train - 300 sapeurs, 50 gendarmes | 8e Division d'Infanterie - général Brayer - 5 490 hommes - 16 canons - 210 canonniers, 70 hommes du Train                         | 1re brigade - Fournier            | 28e régiment d'infanterie légère                              | 1er et 3e bataillons           | 732   |
| 3e corps - général Souham - Chef d'état-major : Général Tarayre - Chef de l'artillerie : Général Charbonnel - Chef du Génie : Général Valazé - 15 564 hommes - 684 cavaliers - 65 canons - 866 canonniers, 435 hommes du Train - 300 sapeurs, 50 gendarmes | 8e Division d'Infanterie - général Brayer - 5 490 hommes - 16 canons - 210 canonniers, 70 hommes du Train                         | 1re brigade - Fournier            | 40e régiment d'infanterie de ligne                            | 2e et 3e bataillons            | 732   |
| 3e corps - général Souham - Chef d'état-major : Général Tarayre - Chef de l'artillerie : Général Charbonnel - Chef du Génie : Général Valazé - 15 564 hommes - 684 cavaliers - 65 canons - 866 canonniers, 435 hommes du Train - 300 sapeurs, 50 gendarmes | 8e Division d'Infanterie - général Brayer - 5 490 hommes - 16 canons - 210 canonniers, 70 hommes du Train                         | 2e brigade - Bony                 | 22e régiment d'infanterie de ligne                            | 1, 3 et 4e bataillons          | 1 098 |
| 3e corps - général Souham - Chef d'état-major : Général Tarayre - Chef de l'artillerie : Général Charbonnel - Chef du Génie : Général Valazé - 15 564 hommes - 684 cavaliers - 65 canons - 866 canonniers, 435 hommes du Train - 300 sapeurs, 50 gendarmes | 8e Division d'Infanterie - général Brayer - 5 490 hommes - 16 canons - 210 canonniers, 70 hommes du Train                         | 2e brigade - Bony                 | 59e régiment d'infanterie de ligne                            | 2e et 3e bataillons            | 732   |
| 3e corps - général Souham - Chef d'état-major : Général Tarayre - Chef de l'artillerie : Général Charbonnel - Chef du Génie : Général Valazé - 15 564 hommes - 684 cavaliers - 65 canons - 866 canonniers, 435 hommes du Train - 300 sapeurs, 50 gendarmes | 8e Division d'Infanterie - général Brayer - 5 490 hommes - 16 canons - 210 canonniers, 70 hommes du Train                         | 2e brigade - Bony                 | 69e régiment d'infanterie de ligne                            | 3e et 4e bataillons            | 732   |
| 3e corps - général Souham - Chef d'état-major : Général Tarayre - Chef de l'artillerie : Général Charbonnel - Chef du Génie : Général Valazé - 15 564 hommes - 684 cavaliers - 65 canons - 866 canonniers, 435 hommes du Train - 300 sapeurs, 50 gendarmes | 8e Division d'Infanterie - général Brayer - 5 490 hommes - 16 canons - 210 canonniers, 70 hommes du Train                         | Artillerie et Train               | 2e Régiment d’Artillerie à Pied                               | 10e compagnie                  | 8     |
| 3e corps - général Souham - Chef d'état-major : Général Tarayre - Chef de l'artillerie : Général Charbonnel - Chef du Génie : Général Valazé - 15 564 hommes - 684 cavaliers - 65 canons - 866 canonniers, 435 hommes du Train - 300 sapeurs, 50 gendarmes | 8e Division d'Infanterie - général Brayer - 5 490 hommes - 16 canons - 210 canonniers, 70 hommes du Train                         | Artillerie et Train               | 9e Régiment d’Artillerie à Pied                               | 5e compagnie                   | 8     |
| 3e corps - général Souham - Chef d'état-major : Général Tarayre - Chef de l'artillerie : Général Charbonnel - Chef du Génie : Général Valazé - 15 564 hommes - 684 cavaliers - 65 canons - 866 canonniers, 435 hommes du Train - 300 sapeurs, 50 gendarmes | 8e Division d'Infanterie - général Brayer - 5 490 hommes - 16 canons - 210 canonniers, 70 hommes du Train                         | Artillerie et Train               | 3e et 9e bataillon du Train                                   | 2 compagnies                   | 70    |
| 3e corps - général Souham - Chef d'état-major : Général Tarayre - Chef de l'artillerie : Général Charbonnel - Chef du Génie : Général Valazé - 15 564 hommes - 684 cavaliers - 65 canons - 866 canonniers, 435 hommes du Train - 300 sapeurs, 50 gendarmes | 9e Division d'Infanterie - général Delmas - 4 796 hommes - 13 canons - 170 canonniers, 105 hommes du Train                        | 1re brigade - Estève              | 2e régiment d'infanterie légère                               | 3e bataillon                   | 436   |
| 3e corps - général Souham - Chef d'état-major : Général Tarayre - Chef de l'artillerie : Général Charbonnel - Chef du Génie : Général Valazé - 15 564 hommes - 684 cavaliers - 65 canons - 866 canonniers, 435 hommes du Train - 300 sapeurs, 50 gendarmes | 9e Division d'Infanterie - général Delmas - 4 796 hommes - 13 canons - 170 canonniers, 105 hommes du Train                        | 1re brigade - Estève              | 4e régiment d'infanterie légère                               | 3e bataillon                   | 436   |
| 3e corps - général Souham - Chef d'état-major : Général Tarayre - Chef de l'artillerie : Général Charbonnel - Chef du Génie : Général Valazé - 15 564 hommes - 684 cavaliers - 65 canons - 866 canonniers, 435 hommes du Train - 300 sapeurs, 50 gendarmes | 9e Division d'Infanterie - général Delmas - 4 796 hommes - 13 canons - 170 canonniers, 105 hommes du Train                        | 1re brigade - Estève              | 136e régiment d'infanterie de ligne                           | 1, 2 et 3e bataillons          | 1 308 |
| 3e corps - général Souham - Chef d'état-major : Général Tarayre - Chef de l'artillerie : Général Charbonnel - Chef du Génie : Général Valazé - 15 564 hommes - 684 cavaliers - 65 canons - 866 canonniers, 435 hommes du Train - 300 sapeurs, 50 gendarmes | 9e Division d'Infanterie - général Delmas - 4 796 hommes - 13 canons - 170 canonniers, 105 hommes du Train                        | 2e brigade - Maran                | 138e régiment d'infanterie de ligne                           | 1, 2 et 3e bataillons          | 1 308 |
| 3e corps - général Souham - Chef d'état-major : Général Tarayre - Chef de l'artillerie : Général Charbonnel - Chef du Génie : Général Valazé - 15 564 hommes - 684 cavaliers - 65 canons - 866 canonniers, 435 hommes du Train - 300 sapeurs, 50 gendarmes | 9e Division d'Infanterie - général Delmas - 4 796 hommes - 13 canons - 170 canonniers, 105 hommes du Train                        | 2e brigade - Maran                | 145e régiment d'infanterie de ligne                           | 1, 2 et 3e bataillons          | 1 308 |
| 3e corps - général Souham - Chef d'état-major : Général Tarayre - Chef de l'artillerie : Général Charbonnel - Chef du Génie : Général Valazé - 15 564 hommes - 684 cavaliers - 65 canons - 866 canonniers, 435 hommes du Train - 300 sapeurs, 50 gendarmes | 9e Division d'Infanterie - général Delmas - 4 796 hommes - 13 canons - 170 canonniers, 105 hommes du Train                        | Artillerie et Train               | 9e Régiment d’Artillerie à Pied                               | 2 et 11e compagnies            | 13    |
| 3e corps - général Souham - Chef d'état-major : Général Tarayre - Chef de l'artillerie : Général Charbonnel - Chef du Génie : Général Valazé - 15 564 hommes - 684 cavaliers - 65 canons - 866 canonniers, 435 hommes du Train - 300 sapeurs, 50 gendarmes | 9e Division d'Infanterie - général Delmas - 4 796 hommes - 13 canons - 170 canonniers, 105 hommes du Train                        | Artillerie et Train               | 3, 6 et 10e bataillon du Train                                | 3 bataillons                   | 105   |
| 3e corps - général Souham - Chef d'état-major : Général Tarayre - Chef de l'artillerie : Général Charbonnel - Chef du Génie : Général Valazé - 15 564 hommes - 684 cavaliers - 65 canons - 866 canonniers, 435 hommes du Train - 300 sapeurs, 50 gendarmes | 11e Division d'Infanterie - général Ricard - 5 278 hommes - 12 canons - 156 canonniers, 110 hommes du Train                       | 1re brigade - Charrière           | 9e régiment d'infanterie légère                               | 3, 4 et 6e bataillons          | 1 131 |
| 3e corps - général Souham - Chef d'état-major : Général Tarayre - Chef de l'artillerie : Général Charbonnel - Chef du Génie : Général Valazé - 15 564 hommes - 684 cavaliers - 65 canons - 866 canonniers, 435 hommes du Train - 300 sapeurs, 50 gendarmes | 11e Division d'Infanterie - général Ricard - 5 278 hommes - 12 canons - 156 canonniers, 110 hommes du Train                       | 1re brigade - Charrière           | 50e régiment d'infanterie de ligne                            | 2, 3 et 4e bataillons          | 1 131 |
| 3e corps - général Souham - Chef d'état-major : Général Tarayre - Chef de l'artillerie : Général Charbonnel - Chef du Génie : Général Valazé - 15 564 hommes - 684 cavaliers - 65 canons - 866 canonniers, 435 hommes du Train - 300 sapeurs, 50 gendarmes | 11e Division d'Infanterie - général Ricard - 5 278 hommes - 12 canons - 156 canonniers, 110 hommes du Train                       | 1re brigade - Charrière           | 65e régiment d'infanterie de ligne                            | 3 et 4e bataillons             | 754   |
| 3e corps - général Souham - Chef d'état-major : Général Tarayre - Chef de l'artillerie : Général Charbonnel - Chef du Génie : Général Valazé - 15 564 hommes - 684 cavaliers - 65 canons - 866 canonniers, 435 hommes du Train - 300 sapeurs, 50 gendarmes | 11e Division d'Infanterie - général Ricard - 5 278 hommes - 12 canons - 156 canonniers, 110 hommes du Train                       | 2e brigade - Vergez               | 142e régiment d'infanterie de ligne                           | 1, 2 et 3e bataillons          | 1 131 |
| 3e corps - général Souham - Chef d'état-major : Général Tarayre - Chef de l'artillerie : Général Charbonnel - Chef du Génie : Général Valazé - 15 564 hommes - 684 cavaliers - 65 canons - 866 canonniers, 435 hommes du Train - 300 sapeurs, 50 gendarmes | 11e Division d'Infanterie - général Ricard - 5 278 hommes - 12 canons - 156 canonniers, 110 hommes du Train                       | 2e brigade - Vergez               | 144e régiment d'infanterie de ligne                           | 1, 2 et 3e bataillons          | 1 131 |
| 3e corps - général Souham - Chef d'état-major : Général Tarayre - Chef de l'artillerie : Général Charbonnel - Chef du Génie : Général Valazé - 15 564 hommes - 684 cavaliers - 65 canons - 866 canonniers, 435 hommes du Train - 300 sapeurs, 50 gendarmes | 11e Division d'Infanterie - général Ricard - 5 278 hommes - 12 canons - 156 canonniers, 110 hommes du Train                       | Artillerie et Train               | 7e Régiment d’Artillerie à Pied                               | 19e compagnie                  | 6     |
| 3e corps - général Souham - Chef d'état-major : Général Tarayre - Chef de l'artillerie : Général Charbonnel - Chef du Génie : Général Valazé - 15 564 hommes - 684 cavaliers - 65 canons - 866 canonniers, 435 hommes du Train - 300 sapeurs, 50 gendarmes | 11e Division d'Infanterie - général Ricard - 5 278 hommes - 12 canons - 156 canonniers, 110 hommes du Train                       | Artillerie et Train               | 9e Régiment d’Artillerie à Pied                               | 5e compagnie                   | 6     |
| 3e corps - général Souham - Chef d'état-major : Général Tarayre - Chef de l'artillerie : Général Charbonnel - Chef du Génie : Général Valazé - 15 564 hommes - 684 cavaliers - 65 canons - 866 canonniers, 435 hommes du Train - 300 sapeurs, 50 gendarmes | 11e Division d'Infanterie - général Ricard - 5 278 hommes - 12 canons - 156 canonniers, 110 hommes du Train                       | Artillerie et Train               | 10, 11 et 13e bataillon du Train                              | 3 compagnies                   | 110   |
| 3e corps - général Souham - Chef d'état-major : Général Tarayre - Chef de l'artillerie : Général Charbonnel - Chef du Génie : Général Valazé - 15 564 hommes - 684 cavaliers - 65 canons - 866 canonniers, 435 hommes du Train - 300 sapeurs, 50 gendarmes | Réserve et Parc - 24 canons - 330 canonniers, 150 hommes du Train - 300 sapeurs, 50 gendarmes                                     | Artillerie                        | Artillerie à Pied                                             | 2 compagnies                   | 16    |
| 3e corps - général Souham - Chef d'état-major : Général Tarayre - Chef de l'artillerie : Général Charbonnel - Chef du Génie : Général Valazé - 15 564 hommes - 684 cavaliers - 65 canons - 866 canonniers, 435 hommes du Train - 300 sapeurs, 50 gendarmes | Réserve et Parc - 24 canons - 330 canonniers, 150 hommes du Train - 300 sapeurs, 50 gendarmes                                     | Artillerie                        | Artillerie à cheval                                           | 1 compagnie                    | 8     |
| 3e corps - général Souham - Chef d'état-major : Général Tarayre - Chef de l'artillerie : Général Charbonnel - Chef du Génie : Général Valazé - 15 564 hommes - 684 cavaliers - 65 canons - 866 canonniers, 435 hommes du Train - 300 sapeurs, 50 gendarmes | Réserve et Parc - 24 canons - 330 canonniers, 150 hommes du Train - 300 sapeurs, 50 gendarmes                                     | Train                             | Bataillon du Train                                            | 4 compagnies                   | 150   |
| 3e corps - général Souham - Chef d'état-major : Général Tarayre - Chef de l'artillerie : Général Charbonnel - Chef du Génie : Général Valazé - 15 564 hommes - 684 cavaliers - 65 canons - 866 canonniers, 435 hommes du Train - 300 sapeurs, 50 gendarmes | Réserve et Parc - 24 canons - 330 canonniers, 150 hommes du Train - 300 sapeurs, 50 gendarmes                                     | Train                             | Sapeurs espagnols                                             | 3 compagnies                   | 300   |
| 3e corps - général Souham - Chef d'état-major : Général Tarayre - Chef de l'artillerie : Général Charbonnel - Chef du Génie : Général Valazé - 15 564 hommes - 684 cavaliers - 65 canons - 866 canonniers, 435 hommes du Train - 300 sapeurs, 50 gendarmes | Réserve et Parc - 24 canons - 330 canonniers, 150 hommes du Train - 300 sapeurs, 50 gendarmes                                     | Train                             | Gendarmes                                                     | 1 compagnie                    | 50    |
| 6e corps - Maréchal Marmont - Chef d'état-major : Général Richemont - Chef de l'artillerie : Général Foucher - 15 079 hommes - 935 cavaliers - 92 canons - 1 230 canonniers, 1 473 hommes du Train - 442 sapeurs, 38 gendarmes                             | 20e Division d'Infanterie - général Compans - 4 555 hommes - 16 canons - 219 canonniers, 290 hommes du Train                      | 1re brigade - Pelleport           | 32e régiment d'infanterie légère                              | 2 et 3e bataillons             | 578   |
| 6e corps - Maréchal Marmont - Chef d'état-major : Général Richemont - Chef de l'artillerie : Général Foucher - 15 079 hommes - 935 cavaliers - 92 canons - 1 230 canonniers, 1 473 hommes du Train - 442 sapeurs, 38 gendarmes                             | 20e Division d'Infanterie - général Compans - 4 555 hommes - 16 canons - 219 canonniers, 290 hommes du Train                      | 1re brigade - Pelleport           | 1er Régiment d’Infanterie de Marine                           | 1, 2, 3, 4 et 5e bataillons    | 1 833 |
| 6e corps - Maréchal Marmont - Chef d'état-major : Général Richemont - Chef de l'artillerie : Général Foucher - 15 079 hommes - 935 cavaliers - 92 canons - 1 230 canonniers, 1 473 hommes du Train - 442 sapeurs, 38 gendarmes                             | 20e Division d'Infanterie - général Compans - 4 555 hommes - 16 canons - 219 canonniers, 290 hommes du Train                      | 2e brigade - Joubert              | 20e Régiment provisoire d'Infanterie de Ligne                 | 2 bataillons                   | 659   |
| 6e corps - Maréchal Marmont - Chef d'état-major : Général Richemont - Chef de l'artillerie : Général Foucher - 15 079 hommes - 935 cavaliers - 92 canons - 1 230 canonniers, 1 473 hommes du Train - 442 sapeurs, 38 gendarmes                             | 20e Division d'Infanterie - général Compans - 4 555 hommes - 16 canons - 219 canonniers, 290 hommes du Train                      | 2e brigade - Joubert              | 25e Régiment provisoire d'Infanterie de Ligne                 | 2 bataillons                   | 319   |
| 6e corps - Maréchal Marmont - Chef d'état-major : Général Richemont - Chef de l'artillerie : Général Foucher - 15 079 hommes - 935 cavaliers - 92 canons - 1 230 canonniers, 1 473 hommes du Train - 442 sapeurs, 38 gendarmes                             | 20e Division d'Infanterie - général Compans - 4 555 hommes - 16 canons - 219 canonniers, 290 hommes du Train                      | 2e brigade - Joubert              | 3e Régiment d’Infanterie de Marine                            | 1, 2 et 3e bataillons          | 1 166 |
| 6e corps - Maréchal Marmont - Chef d'état-major : Général Richemont - Chef de l'artillerie : Général Foucher - 15 079 hommes - 935 cavaliers - 92 canons - 1 230 canonniers, 1 473 hommes du Train - 442 sapeurs, 38 gendarmes                             | 20e Division d'Infanterie - général Compans - 4 555 hommes - 16 canons - 219 canonniers, 290 hommes du Train                      | Artillerie et Train               | 5e Régiment d’Artillerie à Pied                               | 16e compagnie                  | 8     |
| 6e corps - Maréchal Marmont - Chef d'état-major : Général Richemont - Chef de l'artillerie : Général Foucher - 15 079 hommes - 935 cavaliers - 92 canons - 1 230 canonniers, 1 473 hommes du Train - 442 sapeurs, 38 gendarmes                             | 20e Division d'Infanterie - général Compans - 4 555 hommes - 16 canons - 219 canonniers, 290 hommes du Train                      | Artillerie et Train               | 8e Régiment d’Artillerie à Pied                               | 10e compagnie                  | 8     |
| 6e corps - Maréchal Marmont - Chef d'état-major : Général Richemont - Chef de l'artillerie : Général Foucher - 15 079 hommes - 935 cavaliers - 92 canons - 1 230 canonniers, 1 473 hommes du Train - 442 sapeurs, 38 gendarmes                             | 20e Division d'Infanterie - général Compans - 4 555 hommes - 16 canons - 219 canonniers, 290 hommes du Train                      | Artillerie et Train               | 8e bataillon du Train                                         | 3 et 5e compagnie              | 290   |
| 6e corps - Maréchal Marmont - Chef d'état-major : Général Richemont - Chef de l'artillerie : Général Foucher - 15 079 hommes - 935 cavaliers - 92 canons - 1 230 canonniers, 1 473 hommes du Train - 442 sapeurs, 38 gendarmes                             | 21e Division d'Infanterie - général Lagrange - 5 743 - 16 canons - 230 canonniers, 358 hommes du Train                            | 1re brigade - Jamin               | 37e régiment d'infanterie légère                              | 1, 2, 3 et 4e bataillon        | 1 322 |
| 6e corps - Maréchal Marmont - Chef d'état-major : Général Richemont - Chef de l'artillerie : Général Foucher - 15 079 hommes - 935 cavaliers - 92 canons - 1 230 canonniers, 1 473 hommes du Train - 442 sapeurs, 38 gendarmes                             | 21e Division d'Infanterie - général Lagrange - 5 743 - 16 canons - 230 canonniers, 358 hommes du Train                            | 1re brigade - Jamin               | Régiment Joseph Napoléon (en)                                 | 1er bataillon                  | 330   |
| 6e corps - Maréchal Marmont - Chef d'état-major : Général Richemont - Chef de l'artillerie : Général Foucher - 15 079 hommes - 935 cavaliers - 92 canons - 1 230 canonniers, 1 473 hommes du Train - 442 sapeurs, 38 gendarmes                             | 21e Division d'Infanterie - général Lagrange - 5 743 - 16 canons - 230 canonniers, 358 hommes du Train                            | 1re brigade - Jamin               | 4e Régiment d’Infanterie de Marine                            | 1, 2 et 3e bataillon           | 1 383 |
| 6e corps - Maréchal Marmont - Chef d'état-major : Général Richemont - Chef de l'artillerie : Général Foucher - 15 079 hommes - 935 cavaliers - 92 canons - 1 230 canonniers, 1 473 hommes du Train - 442 sapeurs, 38 gendarmes                             | 21e Division d'Infanterie - général Lagrange - 5 743 - 16 canons - 230 canonniers, 358 hommes du Train                            | 2e brigade - Buquet               | 2e Régiment d’Infanterie de Marine                            | 1, 2, 3, 4, 5 et 6e bataillons | 2 708 |
| 6e corps - Maréchal Marmont - Chef d'état-major : Général Richemont - Chef de l'artillerie : Général Foucher - 15 079 hommes - 935 cavaliers - 92 canons - 1 230 canonniers, 1 473 hommes du Train - 442 sapeurs, 38 gendarmes                             | 21e Division d'Infanterie - général Lagrange - 5 743 - 16 canons - 230 canonniers, 358 hommes du Train                            | Artillerie et Train               | 4e Régiment d’Artillerie à Pied                               | 10e compagnie                  | 8     |
| 6e corps - Maréchal Marmont - Chef d'état-major : Général Richemont - Chef de l'artillerie : Général Foucher - 15 079 hommes - 935 cavaliers - 92 canons - 1 230 canonniers, 1 473 hommes du Train - 442 sapeurs, 38 gendarmes                             | 21e Division d'Infanterie - général Lagrange - 5 743 - 16 canons - 230 canonniers, 358 hommes du Train                            | Artillerie et Train               | 5e Régiment d’Artillerie à Pied                               | 18e compagnie                  | 8     |
| 6e corps - Maréchal Marmont - Chef d'état-major : Général Richemont - Chef de l'artillerie : Général Foucher - 15 079 hommes - 935 cavaliers - 92 canons - 1 230 canonniers, 1 473 hommes du Train - 442 sapeurs, 38 gendarmes                             | 21e Division d'Infanterie - général Lagrange - 5 743 - 16 canons - 230 canonniers, 358 hommes du Train                            | Artillerie et Train               | 8, 10 et 12e bataillons du Train                              | 3 compagnies                   | 358   |
| 6e corps - Maréchal Marmont - Chef d'état-major : Général Richemont - Chef de l'artillerie : Général Foucher - 15 079 hommes - 935 cavaliers - 92 canons - 1 230 canonniers, 1 473 hommes du Train - 442 sapeurs, 38 gendarmes                             | 22e Division d'Infanterie - général Friedrichs - 4 781 hommes - 16 canons - 199 canonniers, 265 hommes du Train                   | 1re brigade - Coëhorn             | 11e régiment provisoire de Ligne                              | 2 bataillons                   | 649   |
| 6e corps - Maréchal Marmont - Chef d'état-major : Général Richemont - Chef de l'artillerie : Général Foucher - 15 079 hommes - 935 cavaliers - 92 canons - 1 230 canonniers, 1 473 hommes du Train - 442 sapeurs, 38 gendarmes                             | 22e Division d'Infanterie - général Friedrichs - 4 781 hommes - 16 canons - 199 canonniers, 265 hommes du Train                   | 1re brigade - Coëhorn             | 13e régiment provisoire de Ligne                              | 2 bataillons                   | 1 127 |
| 6e corps - Maréchal Marmont - Chef d'état-major : Général Richemont - Chef de l'artillerie : Général Foucher - 15 079 hommes - 935 cavaliers - 92 canons - 1 230 canonniers, 1 473 hommes du Train - 442 sapeurs, 38 gendarmes                             | 22e Division d'Infanterie - général Friedrichs - 4 781 hommes - 16 canons - 199 canonniers, 265 hommes du Train                   | 1re brigade - Coëhorn             | 23e régiment d'infanterie légère                              | 3 et 4e bataillons             | 552   |
| 6e corps - Maréchal Marmont - Chef d'état-major : Général Richemont - Chef de l'artillerie : Général Foucher - 15 079 hommes - 935 cavaliers - 92 canons - 1 230 canonniers, 1 473 hommes du Train - 442 sapeurs, 38 gendarmes                             | 22e Division d'Infanterie - général Friedrichs - 4 781 hommes - 16 canons - 199 canonniers, 265 hommes du Train                   | 1re brigade - Coëhorn             | 15e régiment d'infanterie de ligne                            | 3 et 4e bataillons             | 657   |
| 6e corps - Maréchal Marmont - Chef d'état-major : Général Richemont - Chef de l'artillerie : Général Foucher - 15 079 hommes - 935 cavaliers - 92 canons - 1 230 canonniers, 1 473 hommes du Train - 442 sapeurs, 38 gendarmes                             | 22e Division d'Infanterie - général Friedrichs - 4 781 hommes - 16 canons - 199 canonniers, 265 hommes du Train                   | 2e brigade - Choisy               | 16e régiment provisoire de Ligne                              | 2 bataillons                   | 566   |
| 6e corps - Maréchal Marmont - Chef d'état-major : Général Richemont - Chef de l'artillerie : Général Foucher - 15 079 hommes - 935 cavaliers - 92 canons - 1 230 canonniers, 1 473 hommes du Train - 442 sapeurs, 38 gendarmes                             | 22e Division d'Infanterie - général Friedrichs - 4 781 hommes - 16 canons - 199 canonniers, 265 hommes du Train                   | 2e brigade - Choisy               | 121e régiment d'infanterie de ligne                           | 3 et 4e bataillons             | 591   |
| 6e corps - Maréchal Marmont - Chef d'état-major : Général Richemont - Chef de l'artillerie : Général Foucher - 15 079 hommes - 935 cavaliers - 92 canons - 1 230 canonniers, 1 473 hommes du Train - 442 sapeurs, 38 gendarmes                             | 22e Division d'Infanterie - général Friedrichs - 4 781 hommes - 16 canons - 199 canonniers, 265 hommes du Train                   | 2e brigade - Choisy               | 70e régiment d'infanterie de ligne                            | 3 et 4e bataillons             | 639   |
| 6e corps - Maréchal Marmont - Chef d'état-major : Général Richemont - Chef de l'artillerie : Général Foucher - 15 079 hommes - 935 cavaliers - 92 canons - 1 230 canonniers, 1 473 hommes du Train - 442 sapeurs, 38 gendarmes                             | 22e Division d'Infanterie - général Friedrichs - 4 781 hommes - 16 canons - 199 canonniers, 265 hommes du Train                   | Artillerie et Train               | 4e Régiment d’Artillerie à Pied                               | 14e compagnie                  | 8     |
| 6e corps - Maréchal Marmont - Chef d'état-major : Général Richemont - Chef de l'artillerie : Général Foucher - 15 079 hommes - 935 cavaliers - 92 canons - 1 230 canonniers, 1 473 hommes du Train - 442 sapeurs, 38 gendarmes                             | 22e Division d'Infanterie - général Friedrichs - 4 781 hommes - 16 canons - 199 canonniers, 265 hommes du Train                   | Artillerie et Train               | 9e Régiment d’Artillerie à Pied                               | 22e compagnie                  | 8     |
| 6e corps - Maréchal Marmont - Chef d'état-major : Général Richemont - Chef de l'artillerie : Général Foucher - 15 079 hommes - 935 cavaliers - 92 canons - 1 230 canonniers, 1 473 hommes du Train - 442 sapeurs, 38 gendarmes                             | 22e Division d'Infanterie - général Friedrichs - 4 781 hommes - 16 canons - 199 canonniers, 265 hommes du Train                   | Artillerie et Train               | 8e et 10e bataillon du Train                                  | 2 compagnies                   | 265   |
| 6e corps - Maréchal Marmont - Chef d'état-major : Général Richemont - Chef de l'artillerie : Général Foucher - 15 079 hommes - 935 cavaliers - 92 canons - 1 230 canonniers, 1 473 hommes du Train - 442 sapeurs, 38 gendarmes                             | Cavalerie - 935 cavaliers - 6 canons, 80 canonniers                                                                               | 25e brigade légère - Normann      | 2e Régiment de Chevau-Légers (Wurtemberg)                     | 1, 2, 3 et 4e escadrons        | 469   |
| 6e corps - Maréchal Marmont - Chef d'état-major : Général Richemont - Chef de l'artillerie : Général Foucher - 15 079 hommes - 935 cavaliers - 92 canons - 1 230 canonniers, 1 473 hommes du Train - 442 sapeurs, 38 gendarmes                             | Cavalerie - 935 cavaliers - 6 canons, 80 canonniers                                                                               | 25e brigade légère - Normann      | 4e Régiment de Chasseurs à Cheval (Wurtemberg)                | 1, 2, 3 et 4e escadrons        | 466   |
| 6e corps - Maréchal Marmont - Chef d'état-major : Général Richemont - Chef de l'artillerie : Général Foucher - 15 079 hommes - 935 cavaliers - 92 canons - 1 230 canonniers, 1 473 hommes du Train - 442 sapeurs, 38 gendarmes                             | Cavalerie - 935 cavaliers - 6 canons, 80 canonniers                                                                               | 25e brigade légère - Normann      | Artillerie (Wurtemberg)                                       | 1 compagnie                    | 6     |
| 6e corps - Maréchal Marmont - Chef d'état-major : Général Richemont - Chef de l'artillerie : Général Foucher - 15 079 hommes - 935 cavaliers - 92 canons - 1 230 canonniers, 1 473 hommes du Train - 442 sapeurs, 38 gendarmes                             | Réserve et Parc - 38 canons - 502 canonniers, 560 hommes du Train - 442 sapeurs, 38 Gendarmes                                     | Artillerie                        | 5e Régiment d’Artillerie à Pied                               | 3e et 26e compagnies           | 14    |
| 6e corps - Maréchal Marmont - Chef d'état-major : Général Richemont - Chef de l'artillerie : Général Foucher - 15 079 hommes - 935 cavaliers - 92 canons - 1 230 canonniers, 1 473 hommes du Train - 442 sapeurs, 38 gendarmes                             | Réserve et Parc - 38 canons - 502 canonniers, 560 hommes du Train - 442 sapeurs, 38 Gendarmes                                     | Artillerie                        | 9e Régiment d’Artillerie à Pied                               | 7e compagnie                   | 8     |
| 6e corps - Maréchal Marmont - Chef d'état-major : Général Richemont - Chef de l'artillerie : Général Foucher - 15 079 hommes - 935 cavaliers - 92 canons - 1 230 canonniers, 1 473 hommes du Train - 442 sapeurs, 38 gendarmes                             | Réserve et Parc - 38 canons - 502 canonniers, 560 hommes du Train - 442 sapeurs, 38 Gendarmes                                     | Artillerie                        | 1er Régiment d’Artillerie à Cheval                            | 1re compagnie                  | 8     |
| 6e corps - Maréchal Marmont - Chef d'état-major : Général Richemont - Chef de l'artillerie : Général Foucher - 15 079 hommes - 935 cavaliers - 92 canons - 1 230 canonniers, 1 473 hommes du Train - 442 sapeurs, 38 gendarmes                             | Réserve et Parc - 38 canons - 502 canonniers, 560 hommes du Train - 442 sapeurs, 38 Gendarmes                                     | Artillerie                        | 4e Régiment d’Artillerie à Cheval                             | 3e compagnie                   | 8     |
| 6e corps - Maréchal Marmont - Chef d'état-major : Général Richemont - Chef de l'artillerie : Général Foucher - 15 079 hommes - 935 cavaliers - 92 canons - 1 230 canonniers, 1 473 hommes du Train - 442 sapeurs, 38 gendarmes                             | Réserve et Parc - 38 canons - 502 canonniers, 560 hommes du Train - 442 sapeurs, 38 Gendarmes                                     | Parc                              | 6, 10 et 12e bataillon du Train                               | 5 compagnies                   | 560   |
| 6e corps - Maréchal Marmont - Chef d'état-major : Général Richemont - Chef de l'artillerie : Général Foucher - 15 079 hommes - 935 cavaliers - 92 canons - 1 230 canonniers, 1 473 hommes du Train - 442 sapeurs, 38 gendarmes                             | Réserve et Parc - 38 canons - 502 canonniers, 560 hommes du Train - 442 sapeurs, 38 Gendarmes                                     | Parc                              | 2, 4 et 7e bataillon de Sapeurs                               | 4 compagnies                   | 442   |
| 6e corps - Maréchal Marmont - Chef d'état-major : Général Richemont - Chef de l'artillerie : Général Foucher - 15 079 hommes - 935 cavaliers - 92 canons - 1 230 canonniers, 1 473 hommes du Train - 442 sapeurs, 38 gendarmes                             | Réserve et Parc - 38 canons - 502 canonniers, 560 hommes du Train - 442 sapeurs, 38 Gendarmes                                     | Parc                              | Gendarmes                                                     | 1 compagnie                    | 38    |
| 7e corps - général Reynier - Chef d'état-major : Général Gressot - Chef d'artillerie : Général Noury - Chef du Génie : Chef de bataillon Bertard - 11 943 hommes - 56 canons - 695 canonniers, 265 hommes du Train - 90 sapeurs                            | 13e Division d'Infanterie - général Guilleminot - 5 050 hommes - 6 canons - 80 canonniers, 35 hommes du Train                     | 1re brigade - Gruyer              | 1er régiment d'infanterie légère                              | 4e bataillon                   | 505   |
| 7e corps - général Reynier - Chef d'état-major : Général Gressot - Chef d'artillerie : Général Noury - Chef du Génie : Chef de bataillon Bertard - 11 943 hommes - 56 canons - 695 canonniers, 265 hommes du Train - 90 sapeurs                            | 13e Division d'Infanterie - général Guilleminot - 5 050 hommes - 6 canons - 80 canonniers, 35 hommes du Train                     | 1re brigade - Gruyer              | 18e régiment d'infanterie légère                              | 1er et 2e bataillons           | 1 010 |
| 7e corps - général Reynier - Chef d'état-major : Général Gressot - Chef d'artillerie : Général Noury - Chef du Génie : Chef de bataillon Bertard - 11 943 hommes - 56 canons - 695 canonniers, 265 hommes du Train - 90 sapeurs                            | 13e Division d'Infanterie - général Guilleminot - 5 050 hommes - 6 canons - 80 canonniers, 35 hommes du Train                     | 1re brigade - Gruyer              | 7e régiment d'infanterie de ligne                             | 3e bataillon                   | 505   |
| 7e corps - général Reynier - Chef d'état-major : Général Gressot - Chef d'artillerie : Général Noury - Chef du Génie : Chef de bataillon Bertard - 11 943 hommes - 56 canons - 695 canonniers, 265 hommes du Train - 90 sapeurs                            | 13e Division d'Infanterie - général Guilleminot - 5 050 hommes - 6 canons - 80 canonniers, 35 hommes du Train                     | 1re brigade - Gruyer              | 156e régiment d'infanterie de ligne                           | 1er bataillon                  | 505   |
| 7e corps - général Reynier - Chef d'état-major : Général Gressot - Chef d'artillerie : Général Noury - Chef du Génie : Chef de bataillon Bertard - 11 943 hommes - 56 canons - 695 canonniers, 265 hommes du Train - 90 sapeurs                            | 13e Division d'Infanterie - général Guilleminot - 5 050 hommes - 6 canons - 80 canonniers, 35 hommes du Train                     | 2e brigade - Lejeune              | Régiment d’Infanterie d'Illyrie                               | 2e bataillon                   | 505   |
| 7e corps - général Reynier - Chef d'état-major : Général Gressot - Chef d'artillerie : Général Noury - Chef du Génie : Chef de bataillon Bertard - 11 943 hommes - 56 canons - 695 canonniers, 265 hommes du Train - 90 sapeurs                            | 13e Division d'Infanterie - général Guilleminot - 5 050 hommes - 6 canons - 80 canonniers, 35 hommes du Train                     | 2e brigade - Lejeune              | 52e régiment d'infanterie de ligne                            | 3e bataillon                   | 505   |
| 7e corps - général Reynier - Chef d'état-major : Général Gressot - Chef d'artillerie : Général Noury - Chef du Génie : Chef de bataillon Bertard - 11 943 hommes - 56 canons - 695 canonniers, 265 hommes du Train - 90 sapeurs                            | 13e Division d'Infanterie - général Guilleminot - 5 050 hommes - 6 canons - 80 canonniers, 35 hommes du Train                     | 2e brigade - Lejeune              | 67e régiment d'infanterie de ligne                            | 3e bataillon                   | 505   |
| 7e corps - général Reynier - Chef d'état-major : Général Gressot - Chef d'artillerie : Général Noury - Chef du Génie : Chef de bataillon Bertard - 11 943 hommes - 56 canons - 695 canonniers, 265 hommes du Train - 90 sapeurs                            | 13e Division d'Infanterie - général Guilleminot - 5 050 hommes - 6 canons - 80 canonniers, 35 hommes du Train                     | 2e brigade - Lejeune              | 101e régiment d'infanterie de ligne                           | 2e et 3e bataillons            | 1 010 |
| 7e corps - général Reynier - Chef d'état-major : Général Gressot - Chef d'artillerie : Général Noury - Chef du Génie : Chef de bataillon Bertard - 11 943 hommes - 56 canons - 695 canonniers, 265 hommes du Train - 90 sapeurs                            | 13e Division d'Infanterie - général Guilleminot - 5 050 hommes - 6 canons - 80 canonniers, 35 hommes du Train                     | Artillerie et Train               | Artillerie à Pied                                             | 1 compagnie                    | 6     |
| 7e corps - général Reynier - Chef d'état-major : Général Gressot - Chef d'artillerie : Général Noury - Chef du Génie : Chef de bataillon Bertard - 11 943 hommes - 56 canons - 695 canonniers, 265 hommes du Train - 90 sapeurs                            | 13e Division d'Infanterie - général Guilleminot - 5 050 hommes - 6 canons - 80 canonniers, 35 hommes du Train                     | Artillerie et Train               | Bataillon du Train                                            | 1 compagnie                    | 35    |
| 7e corps - général Reynier - Chef d'état-major : Général Gressot - Chef d'artillerie : Général Noury - Chef du Génie : Chef de bataillon Bertard - 11 943 hommes - 56 canons - 695 canonniers, 265 hommes du Train - 90 sapeurs                            | 32e Division d'Infanterie - général Durutte - 3 030 hommes - 6 canons - 80 canonniers, 35 hommes du Train                         | 1re brigade - Devaux              | 35e régiment d'infanterie légère                              | 1er bataillon                  | 505   |
| 7e corps - général Reynier - Chef d'état-major : Général Gressot - Chef d'artillerie : Général Noury - Chef du Génie : Chef de bataillon Bertard - 11 943 hommes - 56 canons - 695 canonniers, 265 hommes du Train - 90 sapeurs                            | 32e Division d'Infanterie - général Durutte - 3 030 hommes - 6 canons - 80 canonniers, 35 hommes du Train                         | 1re brigade - Devaux              | 132e régiment d'infanterie de ligne                           | 3e bataillon                   | 505   |
| 7e corps - général Reynier - Chef d'état-major : Général Gressot - Chef d'artillerie : Général Noury - Chef du Génie : Chef de bataillon Bertard - 11 943 hommes - 56 canons - 695 canonniers, 265 hommes du Train - 90 sapeurs                            | 32e Division d'Infanterie - général Durutte - 3 030 hommes - 6 canons - 80 canonniers, 35 hommes du Train                         | 1re brigade - Devaux              | 131e régiment d'infanterie de ligne                           | 3e bataillon                   | 505   |
| 7e corps - général Reynier - Chef d'état-major : Général Gressot - Chef d'artillerie : Général Noury - Chef du Génie : Chef de bataillon Bertard - 11 943 hommes - 56 canons - 695 canonniers, 265 hommes du Train - 90 sapeurs                            | 32e Division d'Infanterie - général Durutte - 3 030 hommes - 6 canons - 80 canonniers, 35 hommes du Train                         | 2e brigade - Jarry                | 36e régiment d'infanterie légère                              | 1er bataillon                  | 505   |
| 7e corps - général Reynier - Chef d'état-major : Général Gressot - Chef d'artillerie : Général Noury - Chef du Génie : Chef de bataillon Bertard - 11 943 hommes - 56 canons - 695 canonniers, 265 hommes du Train - 90 sapeurs                            | 32e Division d'Infanterie - général Durutte - 3 030 hommes - 6 canons - 80 canonniers, 35 hommes du Train                         | 2e brigade - Jarry                | 133e régiment d'infanterie de ligne                           | 3e bataillon                   | 505   |
| 7e corps - général Reynier - Chef d'état-major : Général Gressot - Chef d'artillerie : Général Noury - Chef du Génie : Chef de bataillon Bertard - 11 943 hommes - 56 canons - 695 canonniers, 265 hommes du Train - 90 sapeurs                            | 32e Division d'Infanterie - général Durutte - 3 030 hommes - 6 canons - 80 canonniers, 35 hommes du Train                         | 2e brigade - Jarry                | Régiment d’infanterie de Wurtzbourg (Bavière)                 | 3e bataillon                   | 505   |
| 7e corps - général Reynier - Chef d'état-major : Général Gressot - Chef d'artillerie : Général Noury - Chef du Génie : Chef de bataillon Bertard - 11 943 hommes - 56 canons - 695 canonniers, 265 hommes du Train - 90 sapeurs                            | 32e Division d'Infanterie - général Durutte - 3 030 hommes - 6 canons - 80 canonniers, 35 hommes du Train                         | Artillerie et Train               | Artillerie à Pied                                             | 1 compagnie                    | 6     |
| 7e corps - général Reynier - Chef d'état-major : Général Gressot - Chef d'artillerie : Général Noury - Chef du Génie : Chef de bataillon Bertard - 11 943 hommes - 56 canons - 695 canonniers, 265 hommes du Train - 90 sapeurs                            | 32e Division d'Infanterie - général Durutte - 3 030 hommes - 6 canons - 80 canonniers, 35 hommes du Train                         | Artillerie et Train               | Bataillon du Train                                            | 1 compagnie                    | 35    |
| 7e corps - général Reynier - Chef d'état-major : Général Gressot - Chef d'artillerie : Général Noury - Chef du Génie : Chef de bataillon Bertard - 11 943 hommes - 56 canons - 695 canonniers, 265 hommes du Train - 90 sapeurs                            | 24e division d'infanterie - général von Zeschau (de) - 3 863 hommes - 16 canons - 160 canonniers, 70 hommes du Train - 90 sapeurs | 1re brigade - von Brause          | Régiment d'infanterie légère (Saxe)                           | 1er bataillon                  | 477   |
| 7e corps - général Reynier - Chef d'état-major : Général Gressot - Chef d'artillerie : Général Noury - Chef du Génie : Chef de bataillon Bertard - 11 943 hommes - 56 canons - 695 canonniers, 265 hommes du Train - 90 sapeurs                            | 24e division d'infanterie - général von Zeschau (de) - 3 863 hommes - 16 canons - 160 canonniers, 70 hommes du Train - 90 sapeurs | 1re brigade - von Brause          | Bataillon de Grenadiers von Speigel (Saxe)                    | 1 bataillon                    | 217   |
| 7e corps - général Reynier - Chef d'état-major : Général Gressot - Chef d'artillerie : Général Noury - Chef du Génie : Chef de bataillon Bertard - 11 943 hommes - 56 canons - 695 canonniers, 265 hommes du Train - 90 sapeurs                            | 24e division d'infanterie - général von Zeschau (de) - 3 863 hommes - 16 canons - 160 canonniers, 70 hommes du Train - 90 sapeurs | 1re brigade - von Brause          | Régiment d'Infanterie de Ligne von Steindel (Saxe)            | 1 bataillon                    | 346   |
| 7e corps - général Reynier - Chef d'état-major : Général Gressot - Chef d'artillerie : Général Noury - Chef du Génie : Chef de bataillon Bertard - 11 943 hommes - 56 canons - 695 canonniers, 265 hommes du Train - 90 sapeurs                            | 24e division d'infanterie - général von Zeschau (de) - 3 863 hommes - 16 canons - 160 canonniers, 70 hommes du Train - 90 sapeurs | 1re brigade - von Brause          | Régiment d'Infanterie de Ligne Prince Frédéric Auguste (Saxe) | 1 bataillon                    | 571   |
| 7e corps - général Reynier - Chef d'état-major : Général Gressot - Chef d'artillerie : Général Noury - Chef du Génie : Chef de bataillon Bertard - 11 943 hommes - 56 canons - 695 canonniers, 265 hommes du Train - 90 sapeurs                            | 24e division d'infanterie - général von Zeschau (de) - 3 863 hommes - 16 canons - 160 canonniers, 70 hommes du Train - 90 sapeurs | 1re brigade - von Brause          | Régiment d'Infanterie de Ligne von Rechten (Saxe)             | 1 bataillon                    | 159   |
| 7e corps - général Reynier - Chef d'état-major : Général Gressot - Chef d'artillerie : Général Noury - Chef du Génie : Chef de bataillon Bertard - 11 943 hommes - 56 canons - 695 canonniers, 265 hommes du Train - 90 sapeurs                            | 24e division d'infanterie - général von Zeschau (de) - 3 863 hommes - 16 canons - 160 canonniers, 70 hommes du Train - 90 sapeurs | 2e brigade - Ryssel               | Régiment d'Infanterie Légère (Saxe)                           | 2e bataillon                   | 718   |
| 7e corps - général Reynier - Chef d'état-major : Général Gressot - Chef d'artillerie : Général Noury - Chef du Génie : Chef de bataillon Bertard - 11 943 hommes - 56 canons - 695 canonniers, 265 hommes du Train - 90 sapeurs                            | 24e division d'infanterie - général von Zeschau (de) - 3 863 hommes - 16 canons - 160 canonniers, 70 hommes du Train - 90 sapeurs | 2e brigade - Ryssel               | Bataillon de Grenadiers von Anger (Saxe)                      | 1 bataillon                    | 181   |
| 7e corps - général Reynier - Chef d'état-major : Général Gressot - Chef d'artillerie : Général Noury - Chef du Génie : Chef de bataillon Bertard - 11 943 hommes - 56 canons - 695 canonniers, 265 hommes du Train - 90 sapeurs                            | 24e division d'infanterie - général von Zeschau (de) - 3 863 hommes - 16 canons - 160 canonniers, 70 hommes du Train - 90 sapeurs | 2e brigade - Ryssel               | Régiment d'Infanterie de Ligne von Niesemeuschel (Saxe)       | 1 bataillon                    | 300   |
| 7e corps - général Reynier - Chef d'état-major : Général Gressot - Chef d'artillerie : Général Noury - Chef du Génie : Chef de bataillon Bertard - 11 943 hommes - 56 canons - 695 canonniers, 265 hommes du Train - 90 sapeurs                            | 24e division d'infanterie - général von Zeschau (de) - 3 863 hommes - 16 canons - 160 canonniers, 70 hommes du Train - 90 sapeurs | 2e brigade - Ryssel               | Régiment de Chasseurs (Saxe)                                  | 1 bataillon                    | 894   |
| 7e corps - général Reynier - Chef d'état-major : Général Gressot - Chef d'artillerie : Général Noury - Chef du Génie : Chef de bataillon Bertard - 11 943 hommes - 56 canons - 695 canonniers, 265 hommes du Train - 90 sapeurs                            | 24e division d'infanterie - général von Zeschau (de) - 3 863 hommes - 16 canons - 160 canonniers, 70 hommes du Train - 90 sapeurs | Artillerie et Train               | Artillerie à pied (Saxe)                                      | 2 compagnies                   | 16    |
| 7e corps - général Reynier - Chef d'état-major : Général Gressot - Chef d'artillerie : Général Noury - Chef du Génie : Chef de bataillon Bertard - 11 943 hommes - 56 canons - 695 canonniers, 265 hommes du Train - 90 sapeurs                            | 24e division d'infanterie - général von Zeschau (de) - 3 863 hommes - 16 canons - 160 canonniers, 70 hommes du Train - 90 sapeurs | Artillerie et Train               | Bataillon du Train (Saxe)                                     | 1 compagnie                    | 70    |
| 7e corps - général Reynier - Chef d'état-major : Général Gressot - Chef d'artillerie : Général Noury - Chef du Génie : Chef de bataillon Bertard - 11 943 hommes - 56 canons - 695 canonniers, 265 hommes du Train - 90 sapeurs                            | 24e division d'infanterie - général von Zeschau (de) - 3 863 hommes - 16 canons - 160 canonniers, 70 hommes du Train - 90 sapeurs | Artillerie et Train               | Sapeurs (Saxe)                                                | 2 compagnies                   | 90    |
| 7e corps - général Reynier - Chef d'état-major : Général Gressot - Chef d'artillerie : Général Noury - Chef du Génie : Chef de bataillon Bertard - 11 943 hommes - 56 canons - 695 canonniers, 265 hommes du Train - 90 sapeurs                            | Cavalerie - 684 cavaliers - 4 canons, 60 canonniers                                                                               | 26e brigade légère - von Lindenau | Régiment de Hussards (Saxe)                                   | 3, 4, 5, 6, 7 et 8e escadrons  | 373   |
| 7e corps - général Reynier - Chef d'état-major : Général Gressot - Chef d'artillerie : Général Noury - Chef du Génie : Chef de bataillon Bertard - 11 943 hommes - 56 canons - 695 canonniers, 265 hommes du Train - 90 sapeurs                            | Cavalerie - 684 cavaliers - 4 canons, 60 canonniers                                                                               | 26e brigade légère - von Lindenau | Régiment de Uhlans (Saxe)                                     | 1, 2, 3, 4 et 5e escadrons     | 311   |
| 7e corps - général Reynier - Chef d'état-major : Général Gressot - Chef d'artillerie : Général Noury - Chef du Génie : Chef de bataillon Bertard - 11 943 hommes - 56 canons - 695 canonniers, 265 hommes du Train - 90 sapeurs                            | Cavalerie - 684 cavaliers - 4 canons, 60 canonniers                                                                               | 26e brigade légère - von Lindenau | Artillerie à cheval (Saxe)                                    | 2 compagnies                   | 4     |
| 7e corps - général Reynier - Chef d'état-major : Général Gressot - Chef d'artillerie : Général Noury - Chef du Génie : Chef de bataillon Bertard - 11 943 hommes - 56 canons - 695 canonniers, 265 hommes du Train - 90 sapeurs                            | Réserve et Parc - 24 canons - 315 canonniers, 125 hommes du Train                                                                 | Artillerie                        | Artillerie à cheval (Saxe)                                    | 1 compagnie                    | 6     |
| 7e corps - général Reynier - Chef d'état-major : Général Gressot - Chef d'artillerie : Général Noury - Chef du Génie : Chef de bataillon Bertard - 11 943 hommes - 56 canons - 695 canonniers, 265 hommes du Train - 90 sapeurs                            | Réserve et Parc - 24 canons - 315 canonniers, 125 hommes du Train                                                                 | Artillerie                        | Artillerie à pied (Saxe)                                      | 1 compagnie                    | 6     |
| 7e corps - général Reynier - Chef d'état-major : Général Gressot - Chef d'artillerie : Général Noury - Chef du Génie : Chef de bataillon Bertard - 11 943 hommes - 56 canons - 695 canonniers, 265 hommes du Train - 90 sapeurs                            | Réserve et Parc - 24 canons - 315 canonniers, 125 hommes du Train                                                                 | Artillerie                        | Artillerie à pied (française)                                 | 1 compagnie                    | 8     |
| 7e corps - général Reynier - Chef d'état-major : Général Gressot - Chef d'artillerie : Général Noury - Chef du Génie : Chef de bataillon Bertard - 11 943 hommes - 56 canons - 695 canonniers, 265 hommes du Train - 90 sapeurs                            | Réserve et Parc - 24 canons - 315 canonniers, 125 hommes du Train                                                                 | Train                             | Bataillon du Train                                            | 2 compagnies                   | 125   |
| 3e corps de Cavalerie - Général Arrighi, Duc de Padoue - Chef d'état-major : Colonel Salel - Chef de l'artillerie : Colonel Chevau - 4 140 cavaliers - 18 canons - 393 canonniers, 206 hommes du Train                                                     | 5e Division de Cavalerie Légère - général Lorge - 1 360 cavaliers - 3 canons, 40 canonniers                                       | 12e brigade légère - Shea         | 5e Régiment de Chasseurs à Cheval                             | 1, 3 et 4e escadrons           | 393   |
| 3e corps de Cavalerie - Général Arrighi, Duc de Padoue - Chef d'état-major : Colonel Salel - Chef de l'artillerie : Colonel Chevau - 4 140 cavaliers - 18 canons - 393 canonniers, 206 hommes du Train                                                     | 5e Division de Cavalerie Légère - général Lorge - 1 360 cavaliers - 3 canons, 40 canonniers                                       | 12e brigade légère - Shea         | 10e Régiment de Chasseurs à Cheval                            | 1, 3 et 4e escadrons           | 226   |
| 3e corps de Cavalerie - Général Arrighi, Duc de Padoue - Chef d'état-major : Colonel Salel - Chef de l'artillerie : Colonel Chevau - 4 140 cavaliers - 18 canons - 393 canonniers, 206 hommes du Train                                                     | 5e Division de Cavalerie Légère - général Lorge - 1 360 cavaliers - 3 canons, 40 canonniers                                       | 12e brigade légère - Shea         | 13e Régiment de Chasseurs à Cheval                            | 5e et 6e escadrons             | 270   |
| 3e corps de Cavalerie - Général Arrighi, Duc de Padoue - Chef d'état-major : Colonel Salel - Chef de l'artillerie : Colonel Chevau - 4 140 cavaliers - 18 canons - 393 canonniers, 206 hommes du Train                                                     | 5e Division de Cavalerie Légère - général Lorge - 1 360 cavaliers - 3 canons, 40 canonniers                                       | 13e brigade légère - Merlin       | 15e Régiment de Chasseurs à Cheval                            | 4e escadron                    | 134   |
| 3e corps de Cavalerie - Général Arrighi, Duc de Padoue - Chef d'état-major : Colonel Salel - Chef de l'artillerie : Colonel Chevau - 4 140 cavaliers - 18 canons - 393 canonniers, 206 hommes du Train                                                     | 5e Division de Cavalerie Légère - général Lorge - 1 360 cavaliers - 3 canons, 40 canonniers                                       | 13e brigade légère - Merlin       | 21e Régiment de Chasseurs à Cheval                            | 3e escadron                    | 117   |
| 3e corps de Cavalerie - Général Arrighi, Duc de Padoue - Chef d'état-major : Colonel Salel - Chef de l'artillerie : Colonel Chevau - 4 140 cavaliers - 18 canons - 393 canonniers, 206 hommes du Train                                                     | 5e Division de Cavalerie Légère - général Lorge - 1 360 cavaliers - 3 canons, 40 canonniers                                       | 13e brigade légère - Merlin       | 22e Régiment de Chasseurs à Cheval                            | 3e et 4e escadrons             | 220   |
| 3e corps de Cavalerie - Général Arrighi, Duc de Padoue - Chef d'état-major : Colonel Salel - Chef de l'artillerie : Colonel Chevau - 4 140 cavaliers - 18 canons - 393 canonniers, 206 hommes du Train                                                     | 5e Division de Cavalerie Légère - général Lorge - 1 360 cavaliers - 3 canons, 40 canonniers                                       | Artillerie                        | Artillerie à cheval                                           | 1/2 compagnie                  | 3     |
| 3e corps de Cavalerie - Général Arrighi, Duc de Padoue - Chef d'état-major : Colonel Salel - Chef de l'artillerie : Colonel Chevau - 4 140 cavaliers - 18 canons - 393 canonniers, 206 hommes du Train                                                     | 6e division de cavalerie légère - général Fournier - 1 140 cavaliers - 3 canons, 40 canonniers                                    | 14e brigade légère - Mourier      | 29e Régiment de Chasseurs à Cheval                            | 4e escadron                    | 121   |
| 3e corps de Cavalerie - Général Arrighi, Duc de Padoue - Chef d'état-major : Colonel Salel - Chef de l'artillerie : Colonel Chevau - 4 140 cavaliers - 18 canons - 393 canonniers, 206 hommes du Train                                                     | 6e division de cavalerie légère - général Fournier - 1 140 cavaliers - 3 canons, 40 canonniers                                    | 14e brigade légère - Mourier      | 31e Régiment de Chasseurs à Cheval                            | 4e escadron                    | 177   |
| 3e corps de Cavalerie - Général Arrighi, Duc de Padoue - Chef d'état-major : Colonel Salel - Chef de l'artillerie : Colonel Chevau - 4 140 cavaliers - 18 canons - 393 canonniers, 206 hommes du Train                                                     | 6e division de cavalerie légère - général Fournier - 1 140 cavaliers - 3 canons, 40 canonniers                                    | 14e brigade légère - Mourier      | 1er Régiment de Hussards                                      | 4e escadron                    | 254   |
| 3e corps de Cavalerie - Général Arrighi, Duc de Padoue - Chef d'état-major : Colonel Salel - Chef de l'artillerie : Colonel Chevau - 4 140 cavaliers - 18 canons - 393 canonniers, 206 hommes du Train                                                     | 6e division de cavalerie légère - général Fournier - 1 140 cavaliers - 3 canons, 40 canonniers                                    | 15e brigade légère - Ameil        | 2e Régiment de Hussards                                       | 3e et 4e escadrons             | 353   |
| 3e corps de Cavalerie - Général Arrighi, Duc de Padoue - Chef d'état-major : Colonel Salel - Chef de l'artillerie : Colonel Chevau - 4 140 cavaliers - 18 canons - 393 canonniers, 206 hommes du Train                                                     | 6e division de cavalerie légère - général Fournier - 1 140 cavaliers - 3 canons, 40 canonniers                                    | 15e brigade légère - Ameil        | 4e Régiment de Hussards                                       | 4e escadron                    | 33    |
| 3e corps de Cavalerie - Général Arrighi, Duc de Padoue - Chef d'état-major : Colonel Salel - Chef de l'artillerie : Colonel Chevau - 4 140 cavaliers - 18 canons - 393 canonniers, 206 hommes du Train                                                     | 6e division de cavalerie légère - général Fournier - 1 140 cavaliers - 3 canons, 40 canonniers                                    | 15e brigade légère - Ameil        | 12e Régiment de Hussards                                      | 4e escadron                    | 202   |
| 3e corps de Cavalerie - Général Arrighi, Duc de Padoue - Chef d'état-major : Colonel Salel - Chef de l'artillerie : Colonel Chevau - 4 140 cavaliers - 18 canons - 393 canonniers, 206 hommes du Train                                                     | 6e division de cavalerie légère - général Fournier - 1 140 cavaliers - 3 canons, 40 canonniers                                    | Artillerie                        | Artillerie à cheval                                           | 1/2 compagnie                  | 3     |
| 3e corps de Cavalerie - Général Arrighi, Duc de Padoue - Chef d'état-major : Colonel Salel - Chef de l'artillerie : Colonel Chevau - 4 140 cavaliers - 18 canons - 393 canonniers, 206 hommes du Train                                                     | 4e Division de Cavalerie Lourde - général Defrance - 1 640 cavaliers - 3 canons, 40 canonniers                                    | 1re brigade lourde - Axamitowski  | 4e régiment de dragons                                        | 4e escadron                    | 106   |
| 3e corps de Cavalerie - Général Arrighi, Duc de Padoue - Chef d'état-major : Colonel Salel - Chef de l'artillerie : Colonel Chevau - 4 140 cavaliers - 18 canons - 393 canonniers, 206 hommes du Train                                                     | 4e Division de Cavalerie Lourde - général Defrance - 1 640 cavaliers - 3 canons, 40 canonniers                                    | 1re brigade lourde - Axamitowski  | 5e régiment de dragons                                        | 3e escadron                    | 216   |
| 3e corps de Cavalerie - Général Arrighi, Duc de Padoue - Chef d'état-major : Colonel Salel - Chef de l'artillerie : Colonel Chevau - 4 140 cavaliers - 18 canons - 393 canonniers, 206 hommes du Train                                                     | 4e Division de Cavalerie Lourde - général Defrance - 1 640 cavaliers - 3 canons, 40 canonniers                                    | 1re brigade lourde - Axamitowski  | 14e régiment de dragons                                       | 3e escadron                    | 139   |
| 3e corps de Cavalerie - Général Arrighi, Duc de Padoue - Chef d'état-major : Colonel Salel - Chef de l'artillerie : Colonel Chevau - 4 140 cavaliers - 18 canons - 393 canonniers, 206 hommes du Train                                                     | 4e Division de Cavalerie Lourde - général Defrance - 1 640 cavaliers - 3 canons, 40 canonniers                                    | 1re brigade lourde - Axamitowski  | 12e régiment de dragons                                       | 3e escadron                    | 337   |
| 3e corps de Cavalerie - Général Arrighi, Duc de Padoue - Chef d'état-major : Colonel Salel - Chef de l'artillerie : Colonel Chevau - 4 140 cavaliers - 18 canons - 393 canonniers, 206 hommes du Train                                                     | 4e Division de Cavalerie Lourde - général Defrance - 1 640 cavaliers - 3 canons, 40 canonniers                                    | 1re brigade lourde - Axamitowski  | 24e régiment de dragons                                       | 3e escadron                    | 58    |
| 3e corps de Cavalerie - Général Arrighi, Duc de Padoue - Chef d'état-major : Colonel Salel - Chef de l'artillerie : Colonel Chevau - 4 140 cavaliers - 18 canons - 393 canonniers, 206 hommes du Train                                                     | 4e Division de Cavalerie Lourde - général Defrance - 1 640 cavaliers - 3 canons, 40 canonniers                                    | 2e brigade lourde - Quinette      | 16e Régiment de Dragons                                       | 4e escadron                    | 116   |
| 3e corps de Cavalerie - Général Arrighi, Duc de Padoue - Chef d'état-major : Colonel Salel - Chef de l'artillerie : Colonel Chevau - 4 140 cavaliers - 18 canons - 393 canonniers, 206 hommes du Train                                                     | 4e Division de Cavalerie Lourde - général Defrance - 1 640 cavaliers - 3 canons, 40 canonniers                                    | 2e brigade lourde - Quinette      | 17e régiment de dragons                                       | 3e escadron                    | 200   |
| 3e corps de Cavalerie - Général Arrighi, Duc de Padoue - Chef d'état-major : Colonel Salel - Chef de l'artillerie : Colonel Chevau - 4 140 cavaliers - 18 canons - 393 canonniers, 206 hommes du Train                                                     | 4e Division de Cavalerie Lourde - général Defrance - 1 640 cavaliers - 3 canons, 40 canonniers                                    | 2e brigade lourde - Quinette      | 21e régiment de dragons                                       | 4e escadron                    | 126   |
| 3e corps de Cavalerie - Général Arrighi, Duc de Padoue - Chef d'état-major : Colonel Salel - Chef de l'artillerie : Colonel Chevau - 4 140 cavaliers - 18 canons - 393 canonniers, 206 hommes du Train                                                     | 4e Division de Cavalerie Lourde - général Defrance - 1 640 cavaliers - 3 canons, 40 canonniers                                    | 2e brigade lourde - Quinette      | 26e régiment de dragons                                       | 4e escadron                    | 70    |
| 3e corps de Cavalerie - Général Arrighi, Duc de Padoue - Chef d'état-major : Colonel Salel - Chef de l'artillerie : Colonel Chevau - 4 140 cavaliers - 18 canons - 393 canonniers, 206 hommes du Train                                                     | 4e Division de Cavalerie Lourde - général Defrance - 1 640 cavaliers - 3 canons, 40 canonniers                                    | 2e brigade lourde - Quinette      | 27e régiment de dragons                                       | 5e escadron                    | 120   |
| 3e corps de Cavalerie - Général Arrighi, Duc de Padoue - Chef d'état-major : Colonel Salel - Chef de l'artillerie : Colonel Chevau - 4 140 cavaliers - 18 canons - 393 canonniers, 206 hommes du Train                                                     | 4e Division de Cavalerie Lourde - général Defrance - 1 640 cavaliers - 3 canons, 40 canonniers                                    | 2e brigade lourde - Quinette      | 13e régiment de cuirassiers                                   | 5e escadron                    | 152   |
| 3e corps de Cavalerie - Général Arrighi, Duc de Padoue - Chef d'état-major : Colonel Salel - Chef de l'artillerie : Colonel Chevau - 4 140 cavaliers - 18 canons - 393 canonniers, 206 hommes du Train                                                     | 4e Division de Cavalerie Lourde - général Defrance - 1 640 cavaliers - 3 canons, 40 canonniers                                    | Artillerie                        | Artillerie à cheval                                           | 1/2 compagnie                  | 3     |
| 3e corps de Cavalerie - Général Arrighi, Duc de Padoue - Chef d'état-major : Colonel Salel - Chef de l'artillerie : Colonel Chevau - 4 140 cavaliers - 18 canons - 393 canonniers, 206 hommes du Train                                                     | Réserve et Parc - 9 canons - 273 canonniers, 206 hommes du Train                                                                  | Artillerie                        | 5e Régiment d’Artillerie à Cheval                             | 1re et 2e compagnies           | 6     |
| 3e corps de Cavalerie - Général Arrighi, Duc de Padoue - Chef d'état-major : Colonel Salel - Chef de l'artillerie : Colonel Chevau - 4 140 cavaliers - 18 canons - 393 canonniers, 206 hommes du Train                                                     | Réserve et Parc - 9 canons - 273 canonniers, 206 hommes du Train                                                                  | Artillerie                        | 6e Régiment d’Artillerie à Cheval                             | 4e compagnie                   | 3     |
| 3e corps de Cavalerie - Général Arrighi, Duc de Padoue - Chef d'état-major : Colonel Salel - Chef de l'artillerie : Colonel Chevau - 4 140 cavaliers - 18 canons - 393 canonniers, 206 hommes du Train                                                     | Réserve et Parc - 9 canons - 273 canonniers, 206 hommes du Train                                                                  | Train                             | 1er et 4e bataillon du Train                                  | 2 compagnies                   | 206   |

## Corps détachés
| Corps | Division | Brigade                                       | Régiment                                                | Unités                   | Force |
| --- | --- | --------------------------------------------- | ------------------------------------------------------- | ------------------------ | ----- |
| 4e corps - général Bertrand - Chef d'état-major : Général Delort - Chef de l'artillerie : Général Taviel - Chef du Génie : Colonel Izoard - 8 366 hommes - 368 cavaliers - 30 canons - 396 canonniers, 185 hommes du Train - 50 sapeurs, 80 gendarmes | 12e Division d'Infanterie - général Morand - 5 704 hommes - 12 canons - 156 canonniers, 80 hommes du Train                                            | 1re brigade - Bellair                         | 8e régiment d'infanterie légère                         | 1, 2, 3 et 4e bataillons | 1 630 |
| 4e corps - général Bertrand - Chef d'état-major : Général Delort - Chef de l'artillerie : Général Taviel - Chef du Génie : Colonel Izoard - 8 366 hommes - 368 cavaliers - 30 canons - 396 canonniers, 185 hommes du Train - 50 sapeurs, 80 gendarmes | 12e Division d'Infanterie - général Morand - 5 704 hommes - 12 canons - 156 canonniers, 80 hommes du Train                                            | 2e brigade - Toussaint                        | 13e régiment d'infanterie de ligne                      | 1, 2, 3 et 4e bataillons | 1 630 |
| 4e corps - général Bertrand - Chef d'état-major : Général Delort - Chef de l'artillerie : Général Taviel - Chef du Génie : Colonel Izoard - 8 366 hommes - 368 cavaliers - 30 canons - 396 canonniers, 185 hommes du Train - 50 sapeurs, 80 gendarmes | 12e Division d'Infanterie - général Morand - 5 704 hommes - 12 canons - 156 canonniers, 80 hommes du Train                                            | 3e brigade - Hulot                            | 23e régiment d'infanterie de ligne                      | 1, 2 et 4e bataillons    | 1 222 |
| 4e corps - général Bertrand - Chef d'état-major : Général Delort - Chef de l'artillerie : Général Taviel - Chef du Génie : Colonel Izoard - 8 366 hommes - 368 cavaliers - 30 canons - 396 canonniers, 185 hommes du Train - 50 sapeurs, 80 gendarmes | 12e Division d'Infanterie - général Morand - 5 704 hommes - 12 canons - 156 canonniers, 80 hommes du Train                                            | 3e brigade - Hulot                            | 137e régiment d'infanterie de ligne                     | 1, 2 et 3e bataillons    | 1 222 |
| 4e corps - général Bertrand - Chef d'état-major : Général Delort - Chef de l'artillerie : Général Taviel - Chef du Génie : Colonel Izoard - 8 366 hommes - 368 cavaliers - 30 canons - 396 canonniers, 185 hommes du Train - 50 sapeurs, 80 gendarmes | 12e Division d'Infanterie - général Morand - 5 704 hommes - 12 canons - 156 canonniers, 80 hommes du Train                                            | Artillerie et Train                           | 2e Régiment d’Artillerie à Pied                         | 1re et 3e compagnies     | 12    |
| 4e corps - général Bertrand - Chef d'état-major : Général Delort - Chef de l'artillerie : Général Taviel - Chef du Génie : Colonel Izoard - 8 366 hommes - 368 cavaliers - 30 canons - 396 canonniers, 185 hommes du Train - 50 sapeurs, 80 gendarmes | 12e Division d'Infanterie - général Morand - 5 704 hommes - 12 canons - 156 canonniers, 80 hommes du Train                                            | Artillerie et Train                           | 7e bataillon du Train                                   | 1re et 2e compagnies     | 80    |
| 4e corps - général Bertrand - Chef d'état-major : Général Delort - Chef de l'artillerie : Général Taviel - Chef du Génie : Colonel Izoard - 8 366 hommes - 368 cavaliers - 30 canons - 396 canonniers, 185 hommes du Train - 50 sapeurs, 80 gendarmes | 15e Division d'Infanterie - général Fontanelli - 1 862 hommes - 6 canons - 80 canonniers, 35 hommes du Train                                          | 1re brigade - St-Andrea                       | 1er régiment d'infanterie légère (Italie)               | 2 bataillons             | 532   |
| 4e corps - général Bertrand - Chef d'état-major : Général Delort - Chef de l'artillerie : Général Taviel - Chef du Génie : Colonel Izoard - 8 366 hommes - 368 cavaliers - 30 canons - 396 canonniers, 185 hommes du Train - 50 sapeurs, 80 gendarmes | 15e Division d'Infanterie - général Fontanelli - 1 862 hommes - 6 canons - 80 canonniers, 35 hommes du Train                                          | 1re brigade - St-Andrea                       | 6e régiment d'infanterie de ligne (Italie)              | 1 bataillon              | 266   |
| 4e corps - général Bertrand - Chef d'état-major : Général Delort - Chef de l'artillerie : Général Taviel - Chef du Génie : Colonel Izoard - 8 366 hommes - 368 cavaliers - 30 canons - 396 canonniers, 185 hommes du Train - 50 sapeurs, 80 gendarmes | 15e Division d'Infanterie - général Fontanelli - 1 862 hommes - 6 canons - 80 canonniers, 35 hommes du Train                                          | 2e brigade - Martel                           | 1er régiment d'infanterie de ligne (Italie)             | 1 bataillon              | 266   |
| 4e corps - général Bertrand - Chef d'état-major : Général Delort - Chef de l'artillerie : Général Taviel - Chef du Génie : Colonel Izoard - 8 366 hommes - 368 cavaliers - 30 canons - 396 canonniers, 185 hommes du Train - 50 sapeurs, 80 gendarmes | 15e Division d'Infanterie - général Fontanelli - 1 862 hommes - 6 canons - 80 canonniers, 35 hommes du Train                                          | 2e brigade - Martel                           | 4e régiment d'infanterie de ligne (Italie)              | 1 bataillon              | 266   |
| 4e corps - général Bertrand - Chef d'état-major : Général Delort - Chef de l'artillerie : Général Taviel - Chef du Génie : Colonel Izoard - 8 366 hommes - 368 cavaliers - 30 canons - 396 canonniers, 185 hommes du Train - 50 sapeurs, 80 gendarmes | 15e Division d'Infanterie - général Fontanelli - 1 862 hommes - 6 canons - 80 canonniers, 35 hommes du Train                                          | 3e brigade - Moroni                           | Régiment des Gardes à Pied de Milan(Italie)             | 1 bataillon              | 266   |
| 4e corps - général Bertrand - Chef d'état-major : Général Delort - Chef de l'artillerie : Général Taviel - Chef du Génie : Colonel Izoard - 8 366 hommes - 368 cavaliers - 30 canons - 396 canonniers, 185 hommes du Train - 50 sapeurs, 80 gendarmes | 15e Division d'Infanterie - général Fontanelli - 1 862 hommes - 6 canons - 80 canonniers, 35 hommes du Train                                          | 3e brigade - Moroni                           | 7e régiment d'infanterie de ligne (Italie)              | 1 bataillon              | 266   |
| 4e corps - général Bertrand - Chef d'état-major : Général Delort - Chef de l'artillerie : Général Taviel - Chef du Génie : Colonel Izoard - 8 366 hommes - 368 cavaliers - 30 canons - 396 canonniers, 185 hommes du Train - 50 sapeurs, 80 gendarmes | 15e Division d'Infanterie - général Fontanelli - 1 862 hommes - 6 canons - 80 canonniers, 35 hommes du Train                                          | Artillerie et Train                           | Artillerie à Pied (Italie)                              | 1 compagnie              | 6     |
| 4e corps - général Bertrand - Chef d'état-major : Général Delort - Chef de l'artillerie : Général Taviel - Chef du Génie : Colonel Izoard - 8 366 hommes - 368 cavaliers - 30 canons - 396 canonniers, 185 hommes du Train - 50 sapeurs, 80 gendarmes | 15e Division d'Infanterie - général Fontanelli - 1 862 hommes - 6 canons - 80 canonniers, 35 hommes du Train                                          | Artillerie et Train                           | Bataillon du Train (Italie)                             | 1 compagnie              | 35    |
| 4e corps - général Bertrand - Chef d'état-major : Général Delort - Chef de l'artillerie : Général Taviel - Chef du Génie : Colonel Izoard - 8 366 hommes - 368 cavaliers - 30 canons - 396 canonniers, 185 hommes du Train - 50 sapeurs, 80 gendarmes | 38e Division d'Infanterie - général Frédéric de Franquemont - 800 hommes - 368 cavaliers - 6 canons - 80 canonniers                                   | Brigade d'infanterie - Stockmayer             | Régiment léger (Wurtemberg)                             | 1er bataillon            | 400   |
| 4e corps - général Bertrand - Chef d'état-major : Général Delort - Chef de l'artillerie : Général Taviel - Chef du Génie : Colonel Izoard - 8 366 hommes - 368 cavaliers - 30 canons - 396 canonniers, 185 hommes du Train - 50 sapeurs, 80 gendarmes | 38e Division d'Infanterie - général Frédéric de Franquemont - 800 hommes - 368 cavaliers - 6 canons - 80 canonniers                                   | Brigade d'infanterie - Stockmayer             | Régiment de ligne (Wurtemberg)                          | 3e bataillon             | 400   |
| 4e corps - général Bertrand - Chef d'état-major : Général Delort - Chef de l'artillerie : Général Taviel - Chef du Génie : Colonel Izoard - 8 366 hommes - 368 cavaliers - 30 canons - 396 canonniers, 185 hommes du Train - 50 sapeurs, 80 gendarmes | 38e Division d'Infanterie - général Frédéric de Franquemont - 800 hommes - 368 cavaliers - 6 canons - 80 canonniers                                   | 24e Brigade de cavalerie légère - von Jett    | 1er Régiment de Chevau-Légers Prince Adam (Wurtemberg)  | 1er escadron             | 92    |
| 4e corps - général Bertrand - Chef d'état-major : Général Delort - Chef de l'artillerie : Général Taviel - Chef du Génie : Colonel Izoard - 8 366 hommes - 368 cavaliers - 30 canons - 396 canonniers, 185 hommes du Train - 50 sapeurs, 80 gendarmes | 38e Division d'Infanterie - général Frédéric de Franquemont - 800 hommes - 368 cavaliers - 6 canons - 80 canonniers                                   | 24e Brigade de cavalerie légère - von Jett    | 3e Régiment de Chevau-Légers Herzog Ludwig (Wurtemberg) | 1er escadron             | 92    |
| 4e corps - général Bertrand - Chef d'état-major : Général Delort - Chef de l'artillerie : Général Taviel - Chef du Génie : Colonel Izoard - 8 366 hommes - 368 cavaliers - 30 canons - 396 canonniers, 185 hommes du Train - 50 sapeurs, 80 gendarmes | 38e Division d'Infanterie - général Frédéric de Franquemont - 800 hommes - 368 cavaliers - 6 canons - 80 canonniers                                   | 24e Brigade de cavalerie légère - von Jett    | Artillerie à cheval (Wurtemberg)                        | 1 compagnie              | 6     |
| 4e corps - général Bertrand - Chef d'état-major : Général Delort - Chef de l'artillerie : Général Taviel - Chef du Génie : Colonel Izoard - 8 366 hommes - 368 cavaliers - 30 canons - 396 canonniers, 185 hommes du Train - 50 sapeurs, 80 gendarmes | 38e Division d'Infanterie - général Frédéric de Franquemont - 800 hommes - 368 cavaliers - 6 canons - 80 canonniers                                   | 29e brigade de cavalerie légère - Wolff       | Régiment de chevau-légers (Westphalie)                  | 1er escadron             | 92    |
| 4e corps - général Bertrand - Chef d'état-major : Général Delort - Chef de l'artillerie : Général Taviel - Chef du Génie : Colonel Izoard - 8 366 hommes - 368 cavaliers - 30 canons - 396 canonniers, 185 hommes du Train - 50 sapeurs, 80 gendarmes | 38e Division d'Infanterie - général Frédéric de Franquemont - 800 hommes - 368 cavaliers - 6 canons - 80 canonniers                                   | 29e brigade de cavalerie légère - Wolff       | Régiment de Chevau-Légers (Hesse)                       | 1er escadron             | 92    |
| 4e corps - général Bertrand - Chef d'état-major : Général Delort - Chef de l'artillerie : Général Taviel - Chef du Génie : Colonel Izoard - 8 366 hommes - 368 cavaliers - 30 canons - 396 canonniers, 185 hommes du Train - 50 sapeurs, 80 gendarmes | Réserve et Parc - 6 canons - 80 canonniers, 70 hommes du Train - 50 sapeurs, 80 gendarmes                                                             | Artillerie                                    | Artillerie à pied                                       | 1 compagnie              | 6     |
| 4e corps - général Bertrand - Chef d'état-major : Général Delort - Chef de l'artillerie : Général Taviel - Chef du Génie : Colonel Izoard - 8 366 hommes - 368 cavaliers - 30 canons - 396 canonniers, 185 hommes du Train - 50 sapeurs, 80 gendarmes | Réserve et Parc - 6 canons - 80 canonniers, 70 hommes du Train - 50 sapeurs, 80 gendarmes                                                             | Train                                         | Bataillon du train                                      | 2 compagnies             | 70    |
| 4e corps - général Bertrand - Chef d'état-major : Général Delort - Chef de l'artillerie : Général Taviel - Chef du Génie : Colonel Izoard - 8 366 hommes - 368 cavaliers - 30 canons - 396 canonniers, 185 hommes du Train - 50 sapeurs, 80 gendarmes | Réserve et Parc - 6 canons - 80 canonniers, 70 hommes du Train - 50 sapeurs, 80 gendarmes                                                             | Train                                         | Sapeurs                                                 | 1 compagnie              | 50    |
| 4e corps - général Bertrand - Chef d'état-major : Général Delort - Chef de l'artillerie : Général Taviel - Chef du Génie : Colonel Izoard - 8 366 hommes - 368 cavaliers - 30 canons - 396 canonniers, 185 hommes du Train - 50 sapeurs, 80 gendarmes | Réserve et Parc - 6 canons - 80 canonniers, 70 hommes du Train - 50 sapeurs, 80 gendarmes                                                             | Train                                         | Gendarmes                                               | 1 compagnie              | 80    |
| Divisions indépendantes | 27e Division d'Infanterie - général Dabrowski - 2 200 hommes - 600 cavaliers - 8 canons - 104 canonniers, 70 hommes du Train - 50 sapeurs             | Brigade d'infanterie - Zoltowski              | 2e régiment d'infanterie de ligne (Pologne)             | 1er et 2e bataillons     | 1 100 |
| Divisions indépendantes | 27e Division d'Infanterie - général Dabrowski - 2 200 hommes - 600 cavaliers - 8 canons - 104 canonniers, 70 hommes du Train - 50 sapeurs             | Brigade d'infanterie - Zoltowski              | 4e régiment d'infanterie de ligne (Pologne)             | 1er et 2e bataillons     | 1 100 |
| Divisions indépendantes | 27e Division d'Infanterie - général Dabrowski - 2 200 hommes - 600 cavaliers - 8 canons - 104 canonniers, 70 hommes du Train - 50 sapeurs             | 18e brigade de cavalerie légère - Krukowiecki | Régiment de chasseurs à cheval (Pologne)                | 1, 2, 3 et 4e escadrons  | 300   |
| Divisions indépendantes | 27e Division d'Infanterie - général Dabrowski - 2 200 hommes - 600 cavaliers - 8 canons - 104 canonniers, 70 hommes du Train - 50 sapeurs             | 18e brigade de cavalerie légère - Krukowiecki | 2e régiment de Uhlans (Pologne)                         | 1, 2, 3 et 4e escadrons  | 300   |
| Divisions indépendantes | 27e Division d'Infanterie - général Dabrowski - 2 200 hommes - 600 cavaliers - 8 canons - 104 canonniers, 70 hommes du Train - 50 sapeurs             | Artillerie et Train                           | Artillerie à pied (Pologne)                             | 1 compagnie              | 4     |
| Divisions indépendantes | 27e Division d'Infanterie - général Dabrowski - 2 200 hommes - 600 cavaliers - 8 canons - 104 canonniers, 70 hommes du Train - 50 sapeurs             | Artillerie et Train                           | Artillerie à cheval (Pologne)                           | 1 compagnie              | 4     |
| Divisions indépendantes | 27e Division d'Infanterie - général Dabrowski - 2 200 hommes - 600 cavaliers - 8 canons - 104 canonniers, 70 hommes du Train - 50 sapeurs             | Artillerie et Train                           | Bataillon du Train (Pologne)                            | 2 compagnies             | 70    |
| Divisions indépendantes | 27e Division d'Infanterie - général Dabrowski - 2 200 hommes - 600 cavaliers - 8 canons - 104 canonniers, 70 hommes du Train - 50 sapeurs             | Artillerie et Train                           | Sapeurs (Pologne)                                       | 1 compagnie              | 50    |
| Divisions indépendantes | Garnison de Leipzig - général Margaron - 6 052 hommes - 1 674 cavaliers - 16 canons - 208 canonniers, 136 hommes du Train - 16 ouvriers, 19 gendarmes | Brigade d'infanterie - Bertrand               | 35e régiment d'infanterie légère                        | 4e bataillon             | 605   |
| Divisions indépendantes | Garnison de Leipzig - général Margaron - 6 052 hommes - 1 674 cavaliers - 16 canons - 208 canonniers, 136 hommes du Train - 16 ouvriers, 19 gendarmes | Brigade d'infanterie - Bertrand               | 132e régiment d'infanterie de ligne                     | 1er bataillon            | 730   |
| Divisions indépendantes | Garnison de Leipzig - général Margaron - 6 052 hommes - 1 674 cavaliers - 16 canons - 208 canonniers, 136 hommes du Train - 16 ouvriers, 19 gendarmes | Brigade d'infanterie - Bertrand               | 138e régiment d'infanterie de ligne                     | 1 bataillon              | 352   |
| Divisions indépendantes | Garnison de Leipzig - général Margaron - 6 052 hommes - 1 674 cavaliers - 16 canons - 208 canonniers, 136 hommes du Train - 16 ouvriers, 19 gendarmes | Brigade d'infanterie - Bertrand               | 1er régiment provisoire d'infanterie de ligne           | 2 bataillons             | 1 942 |
| Divisions indépendantes | Garnison de Leipzig - général Margaron - 6 052 hommes - 1 674 cavaliers - 16 canons - 208 canonniers, 136 hommes du Train - 16 ouvriers, 19 gendarmes | Brigade Badoise - von Hochberg                | Chasseurs (Jägers) (Bade)                               | 1 bataillon              | 826   |
| Divisions indépendantes | Garnison de Leipzig - général Margaron - 6 052 hommes - 1 674 cavaliers - 16 canons - 208 canonniers, 136 hommes du Train - 16 ouvriers, 19 gendarmes | Brigade Badoise - von Hochberg                | 2e régiment de Ligne (Bade)                             | 1er et 2e bataillons     | 1 597 |
| Divisions indépendantes | Garnison de Leipzig - général Margaron - 6 052 hommes - 1 674 cavaliers - 16 canons - 208 canonniers, 136 hommes du Train - 16 ouvriers, 19 gendarmes | Brigade Badoise - von Hochberg                | Artillerie à pied (Bade)                                | 1 compagnie              | 4     |
| Divisions indépendantes | Garnison de Leipzig - général Margaron - 6 052 hommes - 1 674 cavaliers - 16 canons - 208 canonniers, 136 hommes du Train - 16 ouvriers, 19 gendarmes | Brigade de cavalerie                          | 1er régiment provisoire de Dragons                      | 4 escadrons              | 855   |
| Divisions indépendantes | Garnison de Leipzig - général Margaron - 6 052 hommes - 1 674 cavaliers - 16 canons - 208 canonniers, 136 hommes du Train - 16 ouvriers, 19 gendarmes | Brigade de cavalerie                          | 2e régiment provisoire de Dragons                       | 4 escadrons              | 819   |
| Divisions indépendantes | Garnison de Leipzig - général Margaron - 6 052 hommes - 1 674 cavaliers - 16 canons - 208 canonniers, 136 hommes du Train - 16 ouvriers, 19 gendarmes | Artillerie et Train                           | Artillerie à Cheval                                     | 2 compagnies             | 12    |
| Divisions indépendantes | Garnison de Leipzig - général Margaron - 6 052 hommes - 1 674 cavaliers - 16 canons - 208 canonniers, 136 hommes du Train - 16 ouvriers, 19 gendarmes | Artillerie et Train                           | Train                                                   | 2 compagnies             | 136   |
| Divisions indépendantes | Garnison de Leipzig - général Margaron - 6 052 hommes - 1 674 cavaliers - 16 canons - 208 canonniers, 136 hommes du Train - 16 ouvriers, 19 gendarmes | Artillerie et Train                           | Ouvriers                                                | 1 compagnie              | 16    |
| Divisions indépendantes | Garnison de Leipzig - général Margaron - 6 052 hommes - 1 674 cavaliers - 16 canons - 208 canonniers, 136 hommes du Train - 16 ouvriers, 19 gendarmes | Artillerie et Train                           | Gendarmes                                               | 1 compagnie              | 19    |
| Divisions indépendantes | Division de Marche - général Lefol - 2 229 hommes | Brigade provisoire de Marche                  | Régiment d’Infanterie d'Erfurt                          | 2 bataillons             | 743   |
| Divisions indépendantes | Division de Marche - général Lefol - 2 229 hommes | Brigade provisoire de Marche                  | 54e régiment d'infanterie de ligne                      | 2e bataillon             | 372   |
| Divisions indépendantes | Division de Marche - général Lefol - 2 229 hommes | Brigade provisoire de Marche                  | Bataillon de Marche                                     | 3 bataillons             | 1 114 |